# Історія економічної думки
Історія економічної думки має справу з різними мислителями і теоріями у напрямі, який згодом став політичною економією та економікою, від стародавнього світу до наших днів. Ця галузь поєднує чимало різних шкіл економічної думки.
Давньогрецькі письменники, такі як філософ Арістотель розглядали ідеї про мистецтво накопичення багатства, і поставили під сумнів переваги приватної або державної власності. У середньовічні часи схоласти, такі як Тома Аквінський, стверджували, що моральний обов'язок підприємств продавати товари за справедливою вартістю.
У західному світі, економіка (економічна теорія) не була окремою дисципліною, а частиною філософії аж до промислової революції XVIII—XIX століть і Європейського економічного дива (Великої дивергенції) XIX століття, які прискорили економічне зростання.

## Економічна думка стародавніх часів (до 500 н.е.)

### Стародавній Китай
Фан Лі (також відомий як Тао Чжу Ґонґ) (народився в 517 р. до н. е.), радник короля Гоузцяня королівства Юе, писав з економічних питань та розробив комплекс «золотих» правил ведення бізнесу.

### Стародавня Індія
Чанак'я (народився в 350 р. до н. е.) часів Імперії Маур'їв, був автором Артхашастри разом з кількома іншими індійськими мудрецями — трактату про мистецтво державного управління, економічної політики і воєнної стратегії.
Артхашастра вибудовує свою власну теорію про те, що існує 4 обов'язкові галузі знань, Веди, Анвікшакі (філософія Самх'я, Йоґа та Локаята), наука урядництва та наука економіки (Варта сільського господарства, худоби та торгівлі). Саме з цих чотирьох беруть початок усі інші знання, багатство та процвітання людства.

### Греко-римський світ

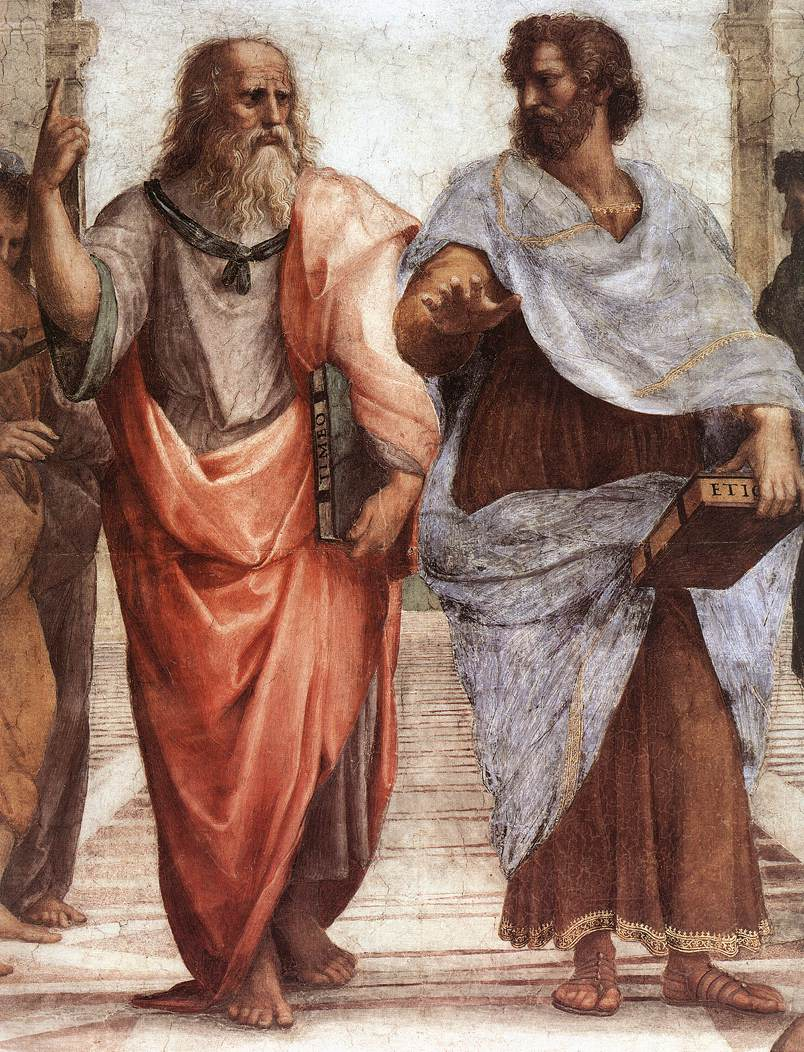
Платон та його учень Арістотель суттєво вплинули на Західну філософію.

Стародавні Афіни, розвинене місто-держава з прогресивним суспільством, розвинули ембріонну модель демократії.
Ксенофонт (бл. 430—354 до н. е.), автор трактату "ОйкономікосРеспубліка (з грец. «мистецтво ведення господарства») (бл. 360 до н. е..), у своїй роботі наводить діалог про ведення домашнього господарства й землеробство.
Платон, у своїх діалогах «Держава„ (бл. 380—360 рр. до н. е) описує ідеальне місто-державу, яким правлять воїни-філософи та дає натяки на поділ праці та виробництво. На думку Йозефа Шумпетера, Платон був першим відомим апологетом кредитної теорії грошей, тобто грошей як одиниці розрахунку за борги.
Арістотель в його “Політиці» (бл. 350 до н. е.) проаналізував різні форми держави (монархія, аристократія, конституційне правління, тиранія, олігархія і демократія) в ролі критики Платонівської моделі філософів-правителів. Особливим інтересом для економістів у Платона є перший нарис суспільства, заснованого на спільній власності ресурсів. Арістотель розглядав цю модель як олігархічну анафему. Хоча він і справді був прихильником думки про наявність багатьох споріднених речей, він стверджував, що не все може бути реалізовано, лише через просту «нечестивість людської природи».
«Вочевидь краще, якщо власність буде приватною», — писав Арістотель, «але її використання має бути спільне; а особлива справа законодавця створити в людях цю доброзичливу природу». У першій книзі «Політики», Арістотель обговорює загальний характер домогосподарств та ринкового обміну. Для нього існує певне «мистецтво придбання» або «надбання багатства», але тому що це одне і те ж багато людей схиблені на його накопиченні, і «надбання багатства» для домогосподарства є «необхідним і почесним», у той час як обмін в роздрібній торгівлі задля простого накопичення «справедливо засуджується, оскільки це ганебно». Пишучи про людей, Арістотель стверджував, що вони в цілому вважали надбання багатства (chrematistike) принципом ойкономії («ведення домашнього господарства»). Сам філософ був дуже низької думки про лихварство і зневажав заробляння грошей шляхом монополії.
Арістотель відкидав ідеї Платона про кредитну теорію грошей на користь металізму, теорії про те, що вартість грошей залежить від купівельної спроможності товару, на якому вони базуються, та є лише «інструментом», єдиним призначенням якого є засіб обміну, означаючи, що самі собою «гроші нічого не варті… нездатні бути корисними у будь-яких сферах життя».

## Економічна думка у Середні Віки (500—1500 н.е.)

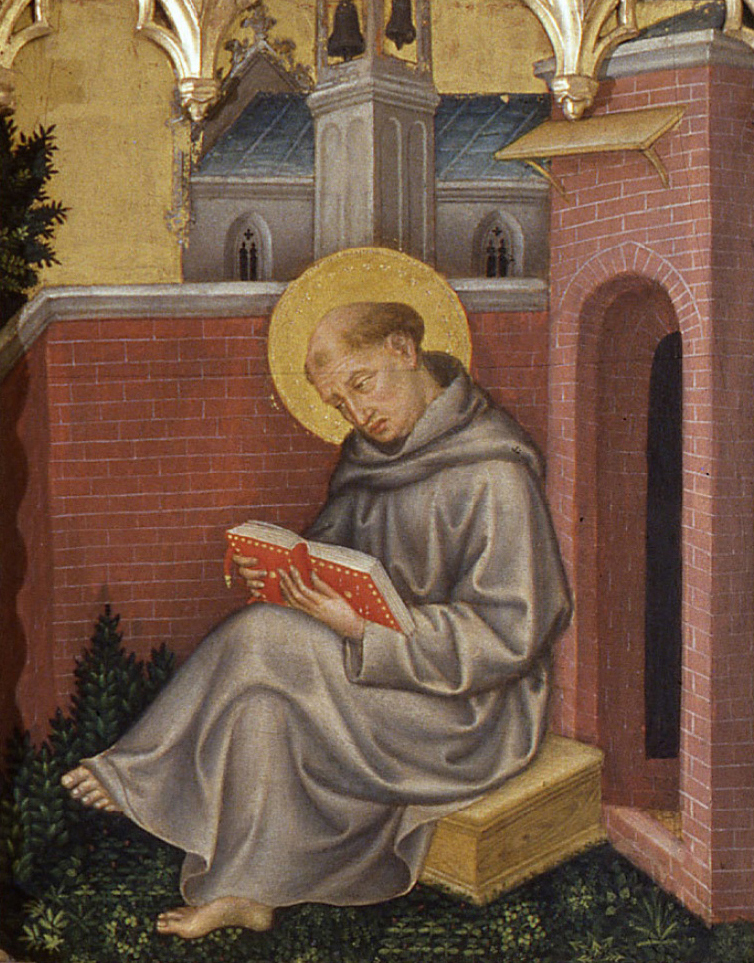
Тома Аквінський (1225—1274) вчив, що високі ціни у відповідь на високий попит — це крадіжка.

### Тома Аквінський
Тома Аквінський (1225—1274) був італійським богословом та писав про економіку. Він викладав у Кельні і Парижі, і був частиною групи католицьких вчених, відомої як Схоласти, які винесли свої дослідження за межі теології у філософських і наукових дискусіях. У трактаті Сума теології Тома Аквінський розглядав поняття справедливої ціни, яку він вважав необхідною для відтворення соціального порядку. Будучи багато в чому схожою на сучасну концепцію довгострокової рівноваги, справедлива ціна мала бути справедливо достатньою, аби покрити витрати виробництва, у тому числі утримання працівника і його сім'ї. Аквінський стверджував, що це аморально для продавців піднімати ціни лише тому, що у покупців є нагальна потреба в продукті.
Тома Аквінський обговорює ряд питань в форматі запитань та відповідей і великих трактатів, маючи справу з теорією Арістотеля. Питання 77 і 78 стосуються економічних питань, в першу чергу, щодо того, якою може бути справедлива ціна, і чесність продавця, який збуває неякісний товар. Аквінський виступав проти будь-яких форм обману і рекомендував завжди сплачувати компенсацію за хороше обслуговування. У той час як людські закони не можуть запроваджувати санкції за несумлінну торгівлю, божественний закон, на його думку — міг.

### Дунс Скот

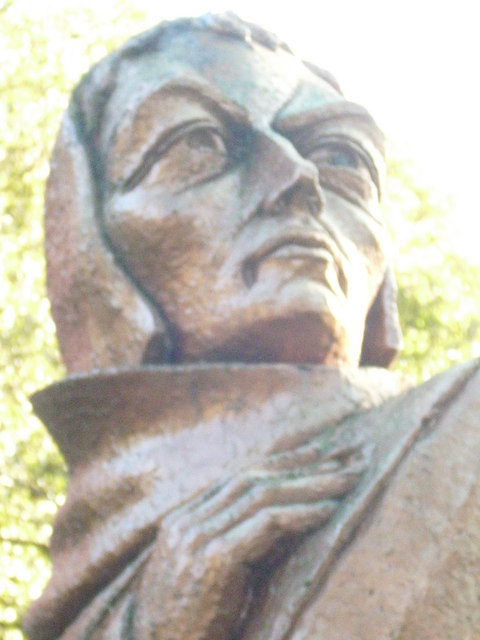
Дунс Скот (1265—1308)

Одним з головних критиків Томи Аквінського був Дунс Скот (1265—1308), родом з Дунс, що у Шотландії, який викладав в Оксфорді, Кельні та Парижі. У своїй роботі Сентенція (1295), він вважав можливим бути більш точним, ніж Тома в розрахунку справедливої ціни, звертаючи особливу увагу на оплату праці та витрати, хоча він визнавав, що останнє може бути інфльоване через роздуття, оскільки покупець і продавець, як правило, мають різні уявлення про справедливу ціну. Якщо люди не отримували вигоди від угоди, на думку Скота, вони не торгували. Скотт вважав, що торговці виконують необхідну і корисну соціальну роль, транспортуючи товари і роблячи їх доступними для громадськості.

### Жан Бурідан
Жан Бурідан (фр.: [byʁidɑ̃]; лат. Johannes Buridanus; бл. 1300 — після 1358) був французьким священиком. Бурідан дивився на гроші з двох точок зору: своєї металевої вартості та своєї купівельної спроможності, яка як він визнавав, може змінюватись. Він стверджував, що агреговані, а не окремі, попит і пропозиція визначають ціни на ринку. А отже, для нього справедлива ціна була тою, яку усе суспільство, а не лише одна людина, готове заплатити.

### Ібн Халдун

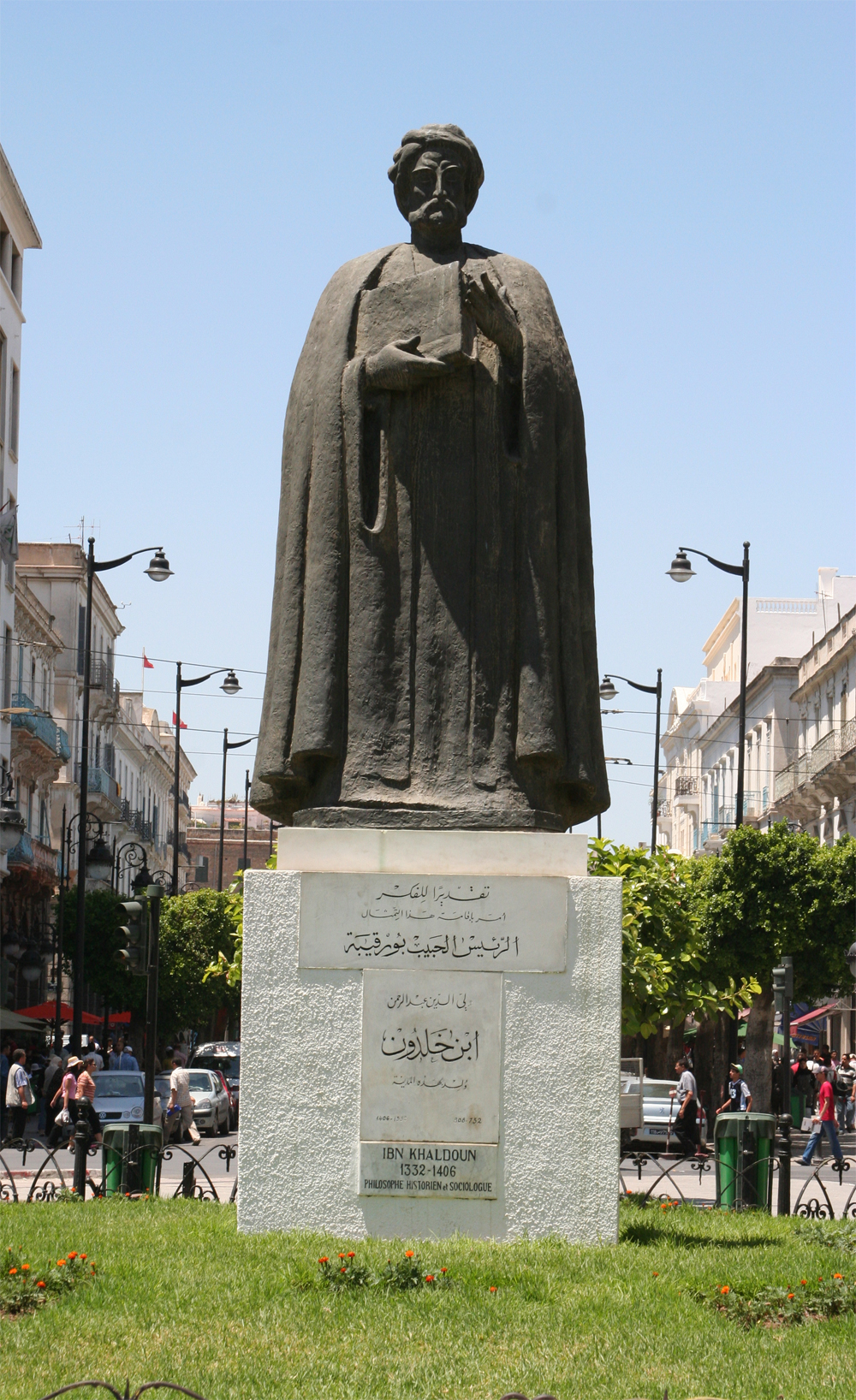
Ібн Халдун (1332—1406)

До публікації у 1964 році робти Джозефа Дж. Спенглера «Економічна думка в Ісламі: Ібн Халдун», Адам Сміт (1723—1790) все ще вважався «батьком економіки». Тепер є другий кандидат, арабський мусульманський вчений Ібн Халдун (1332—1406) з Тунісу, незважаючи на те, що вплив Халдуна на Захід не зовсім ясний. Арнольд Тойнбі назвав Ібн Халдуна «генієм», який, «здається не був натхнений жодним зі своїх попередників і не знайшов спорідненої душі серед своїх сучасників…однак, в Пролегомені (Мукаддимат) до своєї загальної історії він задумав і сформулював філософію історії, яка, безсумнівно, є найвеличнішим твором свого роду, який коли-небудь було створено будь-яким розумом в будь-які час або місце.» Ібн Халдун створив теорію життєвого циклу цивілізацій, поділ праці, та вартість грошей, радше як засобу обміну, ніж як засобу накопичення внутрішньої вартості. Його ідеї про податки мали разючу подібність до кривої Лаффера в економіці, орієнтованій на пропозицію, які стверджують, що після певного моменту вищий рівень податків знеохочує виробництво і власне викликає падіння доходів.

### Ніколя Орезм

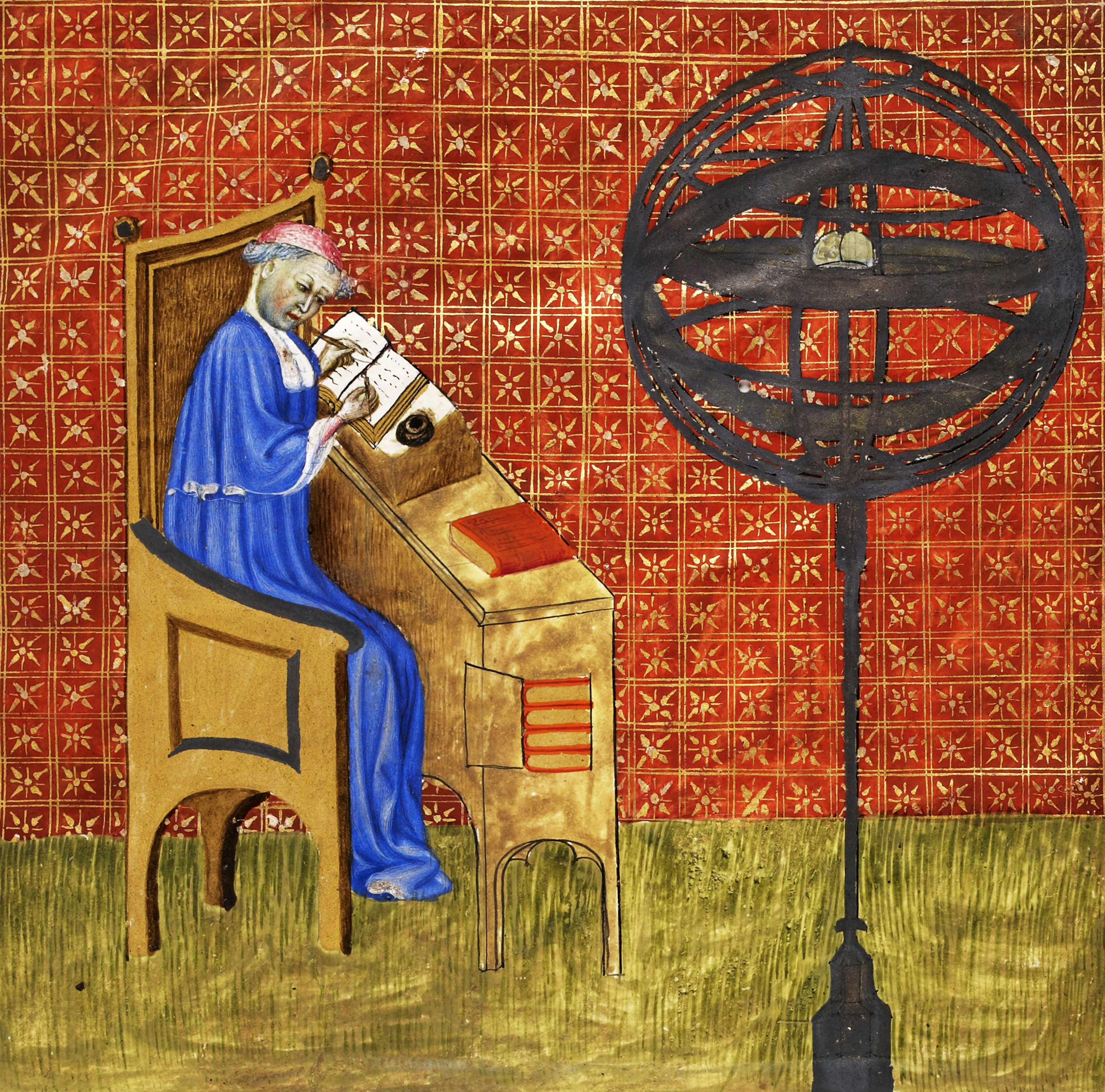
Ніколя Орезм (1320-82)

Французький філософ і священик Ніколя Орезм (1320—1382) написав De origine, natura, jure et mutationibus monetarum, про походження, природу, закони та зміни грошей. Це один з найбільш ранніх рукописів про концепцію грошей. Його праця стверджує яким чином гроші або валюта належать громаді, а уряд чи суверен економіки не має права контролювати вартість валюти лише для того аби мати з цього прибуток.

### Антонін Флорентійський
Святий Антонін Флорентійський (1389—1459), був італійським монахом Домініканського ордену, який згодом став архієпископом Флоренції. Праці Антоніна дискутують на тему соціально-економічного розвитку, та стверджують, що держава зобов'язана втручатися у торгові справи заради суспільного блага, та повинна допомагати бідним і нужденним. У своїй основній роботі, «Сума теології» Антонін переважно був стурбований ціною, справедливістю і теорією капіталу. Як і Дунс Скот, він розрізняє природну вартість товару і практичну вартість. Остання визначається її здатністю задовольняти потреби (virtuositas), її рідкістю (raritas) і її суб'єктивною вартістю (complacibilitas). Через цей суб'єктивний компонент не може існувати лише одна справедлива ціна, а радше ряд відносно справедливих цін.

## Меркантилізм та міжнародна торгівля (XVI—XVIIIст.)
Меркантилізм домінував у Європі з XVI по XVIII століття. Незважаючи на локалізм Середньовіччя, ослаблення феодалізму зумовило посилення нових національних економічних структур. Після відкриттів XV століття Христофора Колумба та інших дослідників відкрилися нові можливості для торгівлі з Новим Світом і Азією, нові потужні монархії жадали бути ще потужнішими воєнними державами, аби підвищити свій статус. Меркантилізм був політичним рухом та економічною теорією, яка виступала за використання державної військової сили для забезпечення захисту ринків і джерел постачань, вдаючись тим самим до протекціонізму.

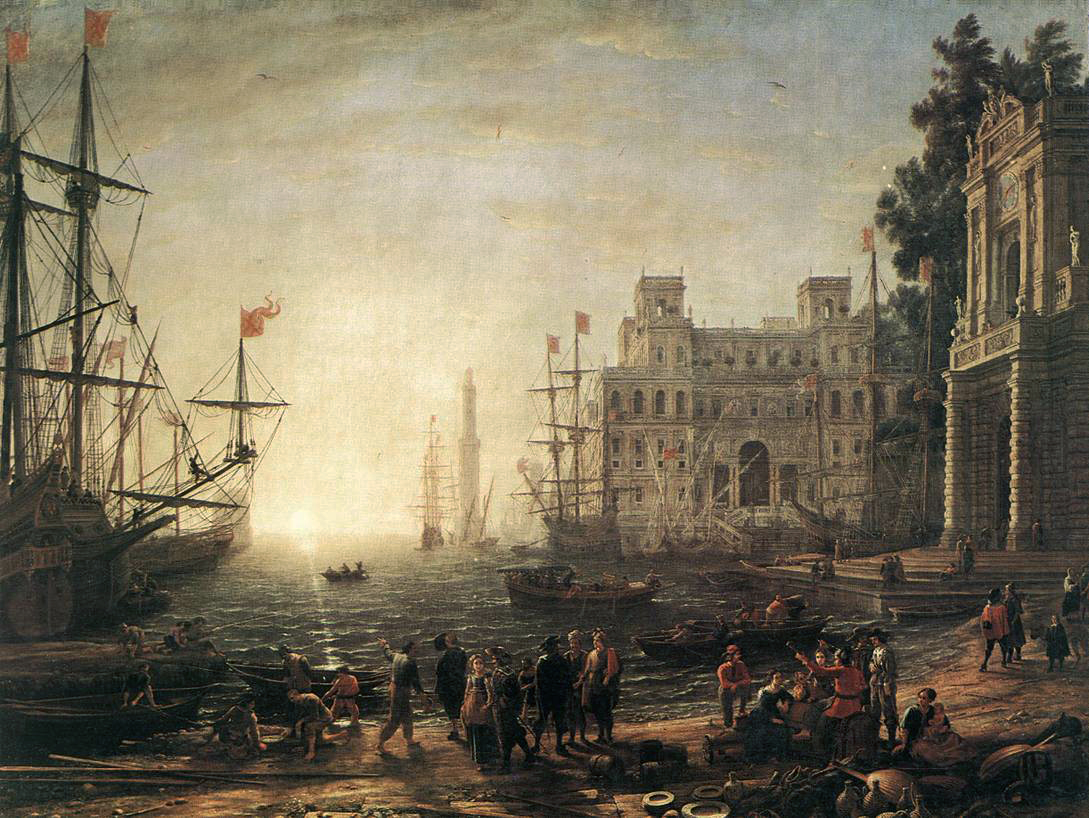
Французький порт у часи розквіту меркантилізму

Меркантилістські теоретики дотримувались думки, що міжнародна торгівля не може принести вигоду усім країнам одночасно. Гроші та дорогоцінні метали були єдиним джерелом багатства, на їхню думку, а обмежені ресурси повинні бути розподілені між країнами, таким чином варто використовувати тарифи аби заохотити експорт, який приносять гроші в країну, і знеохотити імпорт, який відправляє гроші за кордон. Іншими словами, варто дотримуватись позитивного торгового балансу шляхом надлишкового експорту, часто підкріпленого військовою міццю. Незважаючи на домінування моделі, терміна меркантилізм не існувало вж до 1763, коли Віктор де Рікеті, маркіз де Мірабо (1715—1789) його запровадив, а Адам Сміт, який активно виступав проти цієї теорії, популяризував його у 1776.

### Саламанкська школа

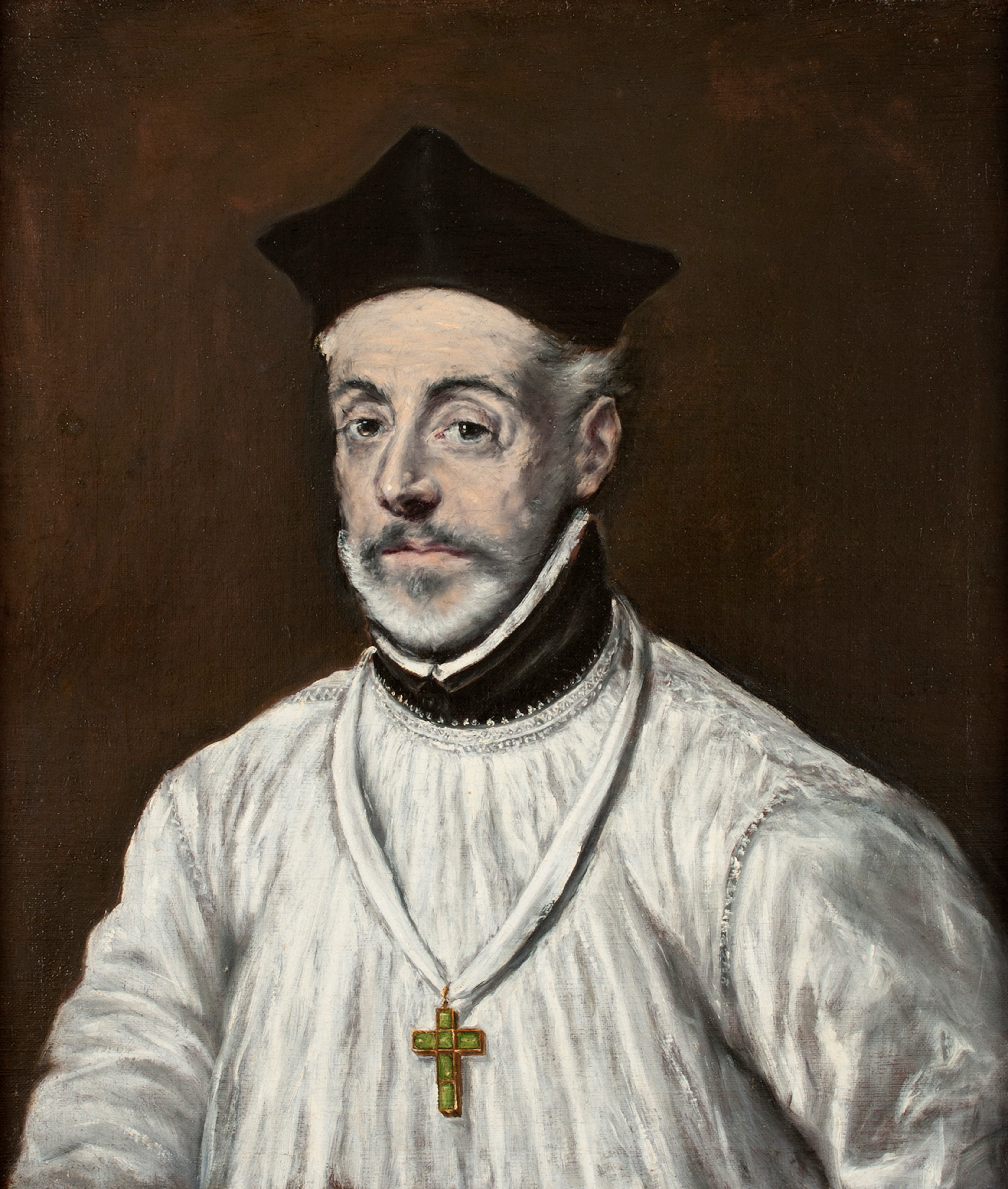
Дієго де Коваррубіус-і-Лейва (1512—1577)

У XVI столітті єзуїтська Саламанкська школа в Іспанії через богословське трактування та коментування питань 77 («Про обдурення, що здійснюється при купівлях та продажах») та 78 («Про гріх лихварства, що здійснюється при дачі в борг») із «Суми теології» («Summa Theologiae») Томи Аквінського, розвинула економічну теорію до рівня ідеї граничної корисності.
Представники Саламанкської школи також сформулювали низку економічних ідей, що отримали розвиток лише значно пізніше: принцип часової преференції, зв'язок між цінами та витратами («витрати йдуть за цінами»), динамічну концепцію конкуренції, описали руйнівни наслідки інфляції та інше.
Йозеф Шумпетер стверджував, що саме Саламанкську школу слід вважати засновницею економічної науки. Але з настанням занепаду економічної та політичної могутності Іспанії на початку XVII століття, економічні ідеї саламанської школи були забуті і знов досліджені лише у XX столітті.
Тому думки, які вже були у Саламанкської школи, пізніше і незалежно від них формулювали інші вчені. Так концепцію граничної корисності пов'язують з Германом Ґоссеном, який у 1854 році виклав ідеї, які згодом стали називати закони Ґоссена.

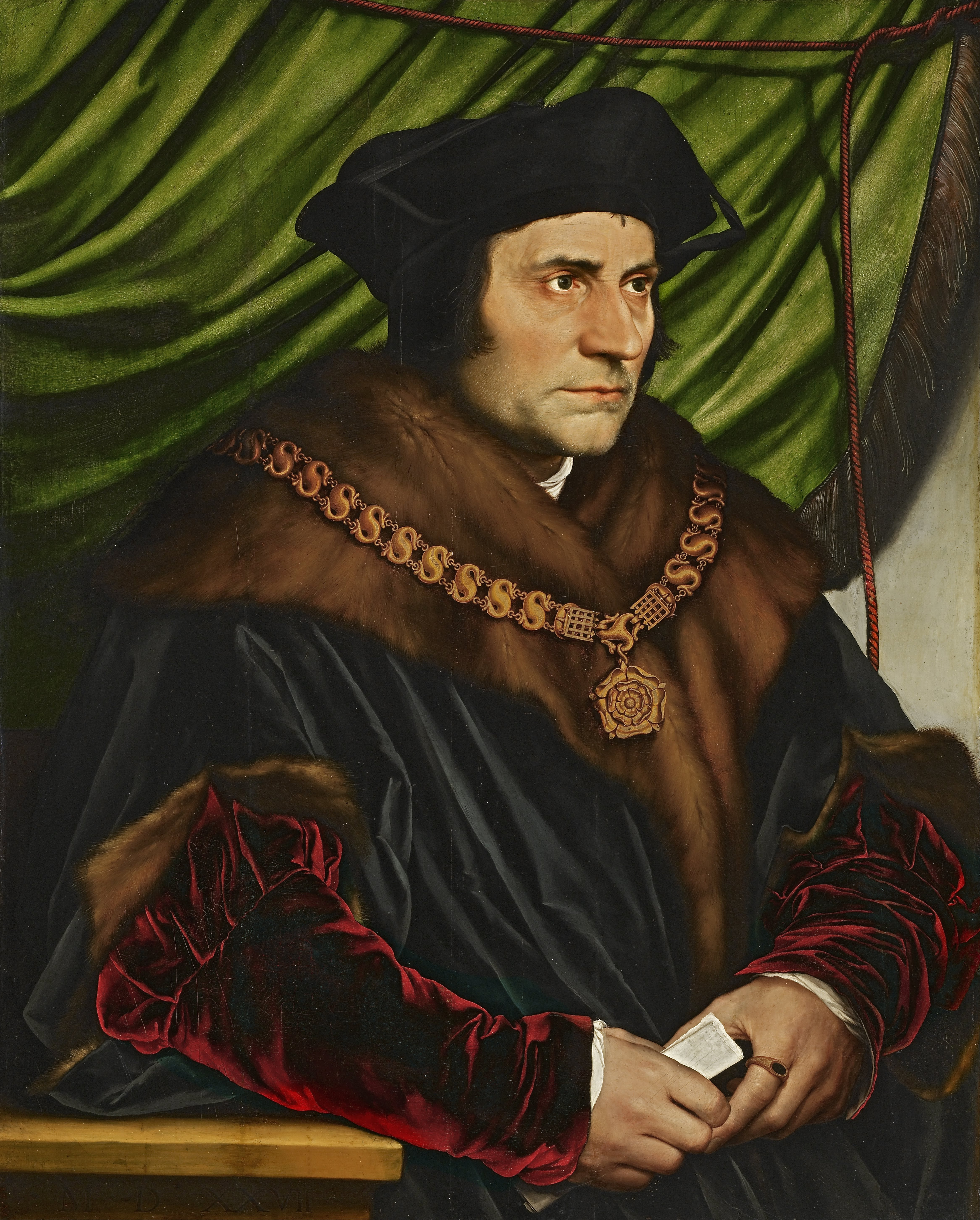
Сер Томас Мор (1478—1535)

### Сер Томас Мор
У 1516 році англійський гуманіст сер Томас Мор (1478—1535) опублікував Утопію, яка описує ідеальне суспільство, де земля знаходиться в суспільній власності, є універсальна освіта та релігійна терпимість, надихнувши цим самим англійські закони Про бідних (1587) і майбутній комуністично-соціалістичний рух.

### Миколай Коперник
У 1517 році польський астроном Миколай Коперник (1473—1543) опублікував перший відомий аргумент на користь кількісної теорії грошей. У 1519 році він також опублікував першу відому форму Закону Грешема: «Погані гроші витісняють хороші».

### Жан Боден
У 1568 році Жан Боден (1530—1596) з Франції опублікував «Відповідь Малеструа» (Reply to Malestroit), в якій міститься перший відомий аналіз інфляції, яка на його думку була спричинена імпортом золота і срібла з Південної Америки, підтверджуючи таким чином кількісну теорію грошей.

### Бартелемі де Лаффема
У 1598 році французький економіст-меркантиліст Бартелемі де Лаффема (1545—1612) опублікував роботу Les Trésors et richesses pour mettre l'Estat en splendeur, яка викликала гнів у тих, кому не подобався французький шовк, оскільки ця індустрія створювала робочі місця для бідних. Також у цій роботі була перша відома згадка теорії недоспоживання, яку згодом вдосконалив Джон Мейнард Кейнс.

### Леонардус Лессіус
У 1605 році фламандський єзуїтський теолог Леонардус Лессіус (1554—1623) опублікував працю «Про справедливість та закон» (On Justice and Law), найглибше морально-теологічне дослідження економіки з часів Томи Аквінського, чий підхід до справедливої ціни на думку Лессіуса вже не працював. Порівнявши ріст грошей, він першим зробив твердження про ціну страхування, що базується на ризику.

### Едвард Міссельден та Жерар де Маліне
У 1622 році англійські комерсанти Едвард Міссельден та Жерар де Маліне почали дискутувати щодо вільної торгівлі та потреби у державному регулюванні компаній. Маліне критикував обмін валют, який знаходився під контролем банкірів, у той час як Міссельден стверджував, що міжнародний обмін грошей та коливання у валютному курсі залежать від міжнародної торгівлі, а не від банкірів, і що держава повинна регулювати торгівлю аби забезпечити надлишковий експорт.

### Томас Ман

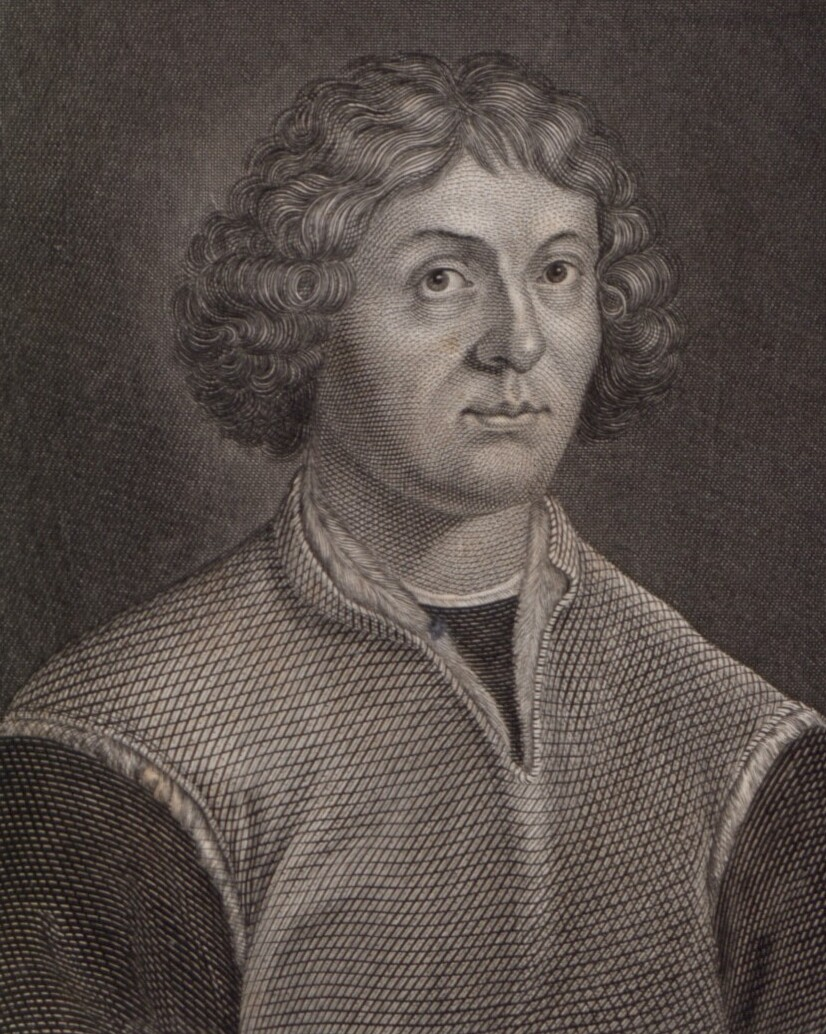
Миколай Коперник (1473—1543)

Англійський економіст Томас Ман (1571—1641) описує ранню меркантилістську політику у своїй книзі «Збагачення Англії міжнародною торгівлею» (England's Treasure by Foreign Trade), яка не була опублікована аж до 1664 року, хоча вона була в доволі широкому обігу у вигляді рукопису ще за його життя. Будучи членом Ост-Індійської Компанії, він також описав свій досвід міжнародної торгівлі у «Дискурсі про торгівлю Англії з Ост-Індією» (Discourse of Trade from England unto the East Indies) (1621).

### Сер Вільям Петті
У 1662 році англійський економіст Сер Вільям Петті (1623—1687) почав публікувати короткі роботи, застосовуючи раціональний науковий метод Френсіса Бейкона у економіці, стверджуючи, що він використовує лише вимірювані феномени та шукає кількісну точність, впровадивши водночас термін «політична арифметика» (political arithmetick), поклавши тим самим початок статистичної математики та ставши першим економістом-науковцем.

### Філіпп фон Хьорніґ
Філіпп фон Хьорніґ (1640—1712) народився у Франкфурті та став австрійським державним службовцем, пишучи у часи, коли його країні постійно загрожувало вторгнення Османської імперії. У «Австрія понад усе, якби ж вона лише захотіла» (Österreich Über Alles, Wann es Nur Will) (1684), він виклав одне з найкращих обґрунтувань меркантилістської політики, перераховуючи дев'ять принципів національної економіки:
1. Кожен сантиметр землі країни повинен бути задіяний під сільське господарство, видобування ресурсів або виробництво.
2. Уся сировина, яка виготовляється в країні повинна використовуватись у внутрішньому виробництві, оскільки вартість готової продукції значно вища, ніж вартість сировини.
3. Велике робітниче населення повинно заохочуватись.
4. Весь експорт золота та срібла повинен бути заборонений, а усі внутрішні гроші мають лишатись у обігу.
5. Імпорт закордонних товарів має знеохочуватись наскільки це можливо.
6. У випадках коли імпорт неможливо замістити, в оплату повинні йти в першу чергу внутрішні товари, а не золото й срібло.
7. Імпорт має бути обмежений хоча б до рівня сировини, яку можна використати для виготовлення внутрішньої продукції.
8. Можливості для продажу надлишку товарів іноземцям за золото та срібло повинні розглядатись постійно.
9. Імпорт товарів, які ефективно та в достатній кількості виготовляються в країні повинен бути заборонений.

Іншими словами, головними аспектами такої політики були націоналізм, самодостатність та національна могутність.

### Жан-Батіст Кольбер та П'єр Ле Пезан, де Буагільбер
У 1665—1683 роках Жан-Батіст Кольбер (1619—1683) був міністром фінансів Франції за правління короля Луї XIV, та заснував національні гільдії для регулювання основних індустрій. Шовк, лляне ткацтво, гобелени, виробництво меблів та вино були прикладами ремесел, на яких спеціалізувалась Франція, кожна з яких вимагала для ведення бізнесу членство в гільдії аж до Французької революції. На думку Кольбера «те, що творить велич та могутність країни всього на всього та виключно — достатність грошей». У 1695 році французький економіст П'єр Ле Пезан, де Буагільбер (1646—1714) подав звернення до короля Луї XIV аби покласти край меркантилістській програмі Кольбера, у якому містилось перша версія поняття економічного ринку. Таким чином Буагільбер став першим економістом, який піддав сумніву меркантилістську економічну політику та оцінив багатство країни за об'ємом виробництва та обміном товарів, замість активів як це було зазвичай до цього.

### Чарльз Девенант
У 1696 році британський меркантиліст, член партії Торі, Чарльз Девенант (1656—1714) опублікував «Есе щодо торгівлі в Ост-Індії» (Essay on the East India Trade), показуючи перше розуміння споживчого попиту та досконалої конкуренції.

### Сер Джеймс Стюарт
У 1767 році шотландський меркантиліст Сер Джеймс Стюарт (1713—1780) опублікував «Дослідження принципів політичної економії» (An Inquiry into the Principles of Political Economy), першу книгу англійською мовою, в якій був використаний термін «політична економія» (political economy) у назві.

### Аурангзеб
Імператор Аурангзеб, правитель Імперії Великих Моголів, створив разом з кількома іншими мусульманськими вченими кодекс Фатава Алямґірі, заснований на законах шаріату, який містив у собі ісламську економіку, чиї принципи в результаті привели до періоду прото-індустріалізації. Ця робота лишалась основним джерелом категорій регулювання у Південній Азії аж до XVIII ст.

## Докласична економічна думка (XVII і XVIIIст.)

### Британське просвітництво
У XVII столітті Британія зазнавала не найкращих часів, маючи справу не лише з політичним та релігійним поділом під час Англійської громадянської війни, стратою короля Чарльза I, та диктатурою Олівера Кромвеля, але й з Великою Лондонською чумою та Великою Лондонською пожежею. Реставрація монархії Чарльза ІІ, якого підтримували католицька церква, привела до смути та внутрішніх конфліктів, а його католицький спадкоємець Джеймс ІІ був швидко зміщений. На його місце було запрошено протестанта, Вільяма Оранського та Мері, які погодилась на Білль про права 1689, забезпечуючи таким чином, домінантне становище Парламенту, підсумовуючи подію, яка в історії отримала назву Славна революція.
Потрясіння країни супроводжувалось певною кількістю провідних наукових відкриттів, разом з винайденням константи тиску газу (Закон Бойля-Маріотта) Роберта Бойля та публікацією Philosophiae Naturalis Principia Mathematica сера Ісаака Ньютона, яка описувала закони Ньютона та універсальний закон гравітації.
Усі ці фактори сприяли розвитку економічної думки. Наприклад, Річард Кентіллон (1680—1734) свідомо зімітував Ньютонові сили інерції та гравітації в природному світі з людським розумом та ринковою конкуренцією в економічному світі. У своєму «Ессе про загальну природу комерції» (Essay on the Nature of Commerce in General), він стверджував, що раціональний власний інтерес у системі ринків, які вільно пристосовуються, призведе до порядку та взаємно сумісних цін. Проте, на відміну від меркантилістських мислителів, до багатства, на його думку, вела не торгівля, а людська праця. Першою людиною, яка зв'язала ці ідеї з політичною структорою став Джон Лок.

#### Джон Лок
Джон Лок (1632—1704) народився поблизу Брістоля, і отримав освіту в Лондоні та Оксфорді. Він вважається одним з найбільш значних філософів свого часу, переважно через його теорію суспільного договору та його критику Томаса Гоббса, який захищав абсолютизм в Левіафані (1651). Лок вважав, що люди «підписують контракт» із суспільством, яке зобов'язане захищати їхні майнові права. Він визначив власність широким поняттям, аби включити у нього людські життя та свободи, а також їхнє багатство. Коли люди поєднують свою працю зі своїм оточенням, це створює майнові права. Цитуючи його слова з його Другого трактату про громадянське правління(1689):
"Господь дав світ людям на спільне користування... Однак кожна людина маю свою особисту власність. Робота його тіла та робота його рук ми можемо сказати певна річ його. Якби там не було, він забирає у країни те, що природа створила і лишила в ній, він поєднав з цим свою працю та доєднав щось суто своє, таким чином зробивши це своєю власністю."
Лок стверджував, що уряд не лише має припинити втручання у власність людей (або у їх «життя, свободи та володіння»), але також, він повинен активно працювати для забезпечення їх захисту. Його погляди на ціну та гроші були викладені у листі до членів парламенту в 1691 році під назвою «Деякі міркування про наслідки зниження відсотку і підвищення вартості грошей» (Some Considerations on the Consequences of the Lowering of Interest and the Raising of the Value of Money) (1691), стверджуючи, що «ціна будь-якого товару зростає або падає, відповідно до співвідношення кількості покупців і продавців», правило, яке «застосовується універсально до всіх речей, які мають бути куплені і продані.»

#### Дадлі Норт
Дадлі Норт (1641—1691) був багатим торговцем і землевласником, який працював в Королівській скарбниці і виступав проти більшості принципів меркантилістської політики. Його «Дискурси про торгівлю» (Discourses upon Trade) (1691), опубліковані анонімно, критикували необхідність позитивного торговельного балансу. Торгівля, на його думку, вигідна обом сторонам, сприяє спеціалізації, поділу праці і багатству для всіх. Регулювання ж торгівлі заважає цим благам, стверджував Норт.

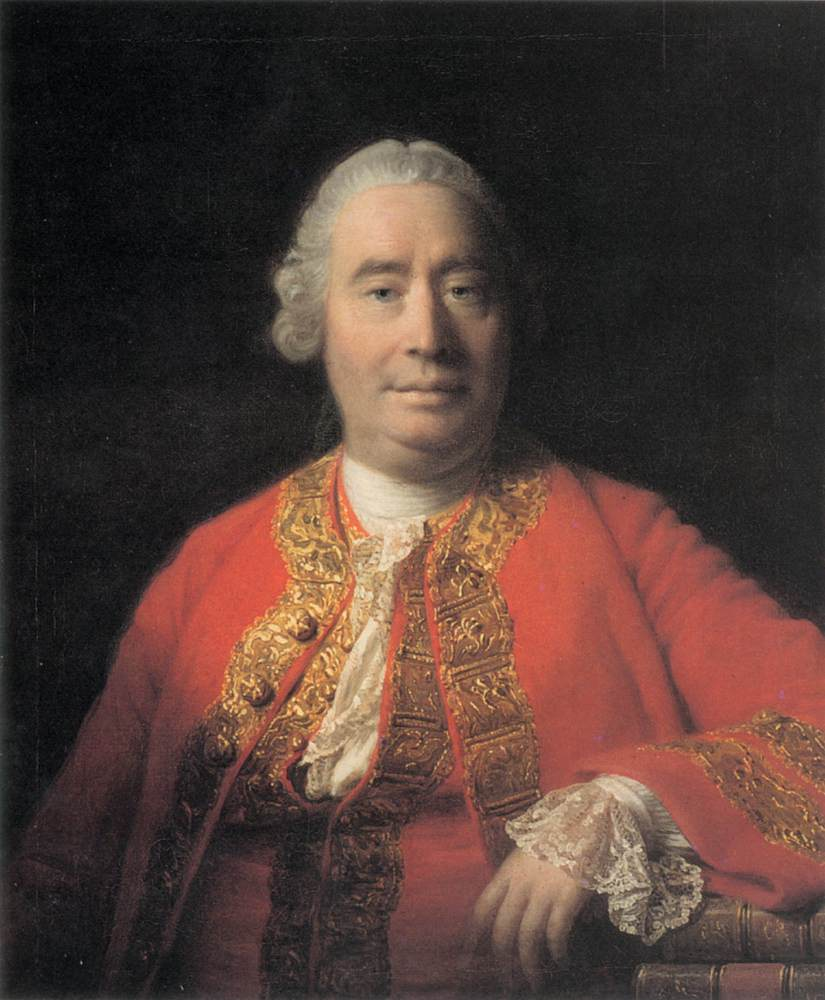
Девід Х'юм (1711-76)

#### Девід Х'юм
Девід Х'юм (1711—1776) погоджувався з філософією Норта та засуджував меркантилістські припущення. Його позиції були висловлені в «Політичних дискурсах» (Political Discourses) (1752), і згодом об'єднані в його «Есе, моральних, політичних, літературних» (Essays, Moral, Political, Literary) (1777). Приєднуючись до думки, що прагнення позитивного торговельного балансу не повинно бути, Х'юм стверджував, що це неможливо за будь-яких умов.
Х'юм вважав, що будь-які надлишки експорту мають компенсуватись за рахунок імпорту золота і срібла. Це б збільшило пропозицію грошей, що викликало б зростання цін. Що, в свою чергу, призвело б до зниження експорту до тих пір, доки баланс з імпортом не відновиться.

#### Бернард Мандевіль
Бернард Мандевіль, (1670—1733), був англо-голландським філософом, політичним економістом та письменником-сатириком. Його основна теза полягає в тому, що вчинки людей не можуть бути розділені на нижчі і вищі. Вище життя людини є лише фікцією, вигаданою філософами і правителями для спрощення управління та відносин в суспільстві. Чеснота (яку він визначав як «будь-яка діяльність, в якій людина, всупереч імпульсу природи, повинна прагнути до вигоди інших, або до підкорення власних бажань, виходячи з раціонального прагнення бути добрим») насправді є згубною для комерційного та інтелектуального прогресу держави. Все через то, що вади (тобто самочинні дії людей), самі по собі, за допомогою винаходів і обороту капіталу в поєднанні з розкішним життям, стимулюють суспільство до дій і прогресу.

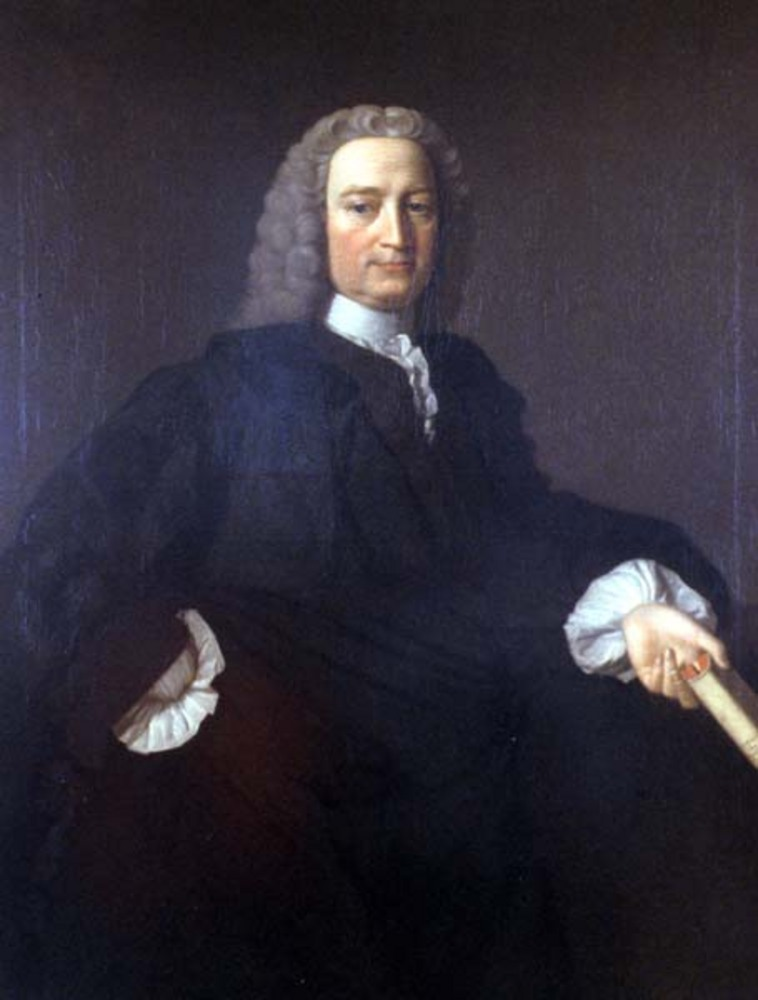
Френсіс Хатчесон (1694—1746)

#### Френсіс Хатчесон
Френсіс Хатчесон (1694—1746), який був вчителем Адама Сміта з 1737 по 1740, вважається останнім в давній традиції думки про економіку, як «домогосподарство або сімейне (οἶκος) управління»,

, що домінувала з часів роботи Ксенофонта «Ойкономікос»
.

### Фізіократи та круговий обіг
Будучи розчарованим регулюванням торгівлі, яке було натхнене меркантилізмом, француз на ім'я Венсан де Гурне (1712—1759) вважається першою людиною, яка запитала, чому було так важко laissez faire («нехай буде»), laissez passer («нехай проходить»), виступаючи за вільне підприємництво і вільну торгівлю. Він був одним з ранніх Фізіократів (грецьке слово, яке означає «влада природи»), який стверджував, що сільське господарство було джерелом багатства. Як писав згодом історик Девід Б. Денбом, Фізіократи «проклинали міста за їх штучність і схвалювали більш природні стилі життя. Вони шанували фермерів.». Впродовж кінця XVII і початку XVIII століття великі досягнення в галузі природничих наук і анатомії включали відкриття кровообігу у тілі людини. Ця концепція відобразилась в економічній теорії фізіократів, у вигляді поняття кругового потоку доходів в економіці.

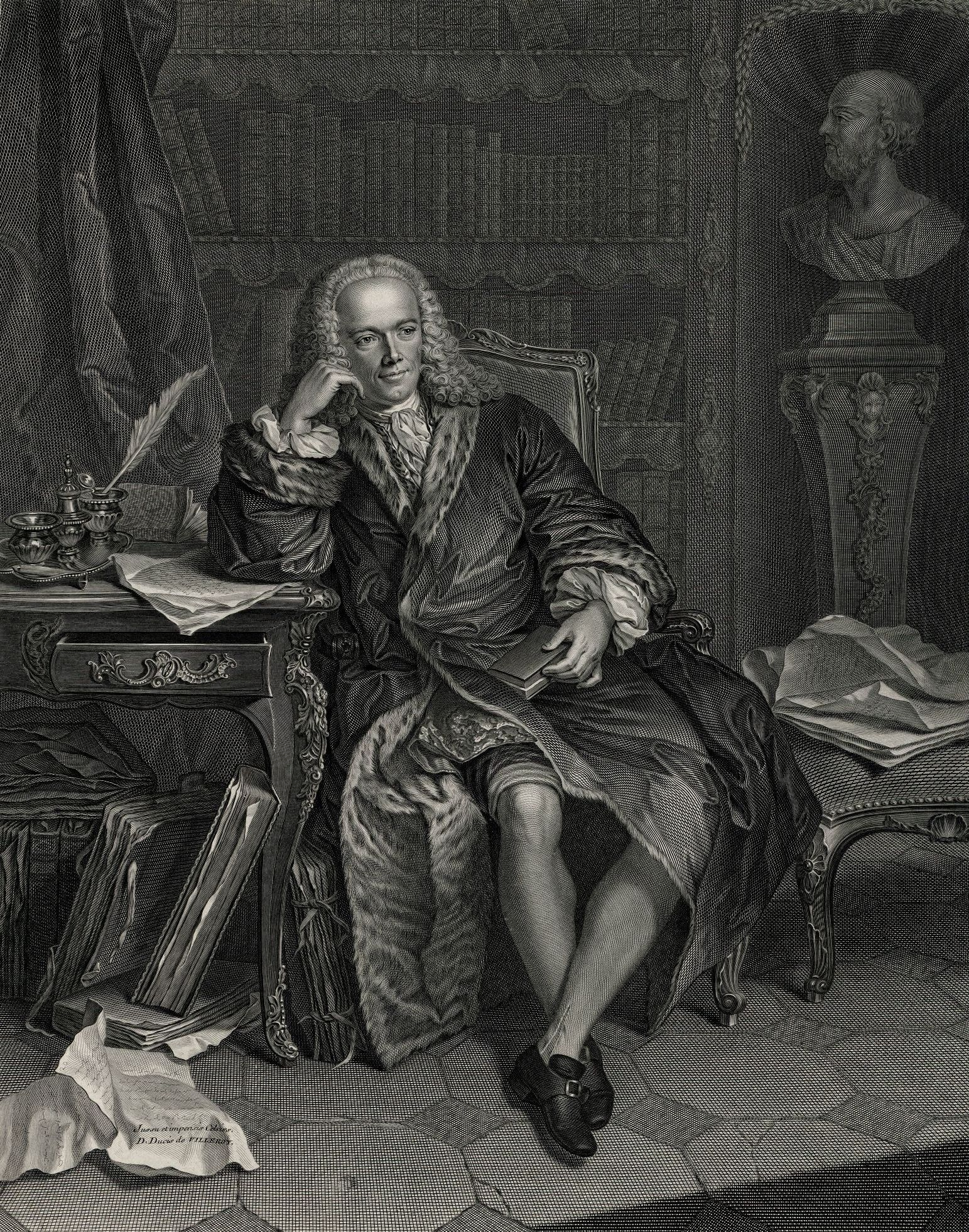
Франсуа Кене (1694—1774)

#### Франсуа Кене
Франсуа Кене (1694—1774) був придворним лікарем французького короля Луї XV. Він вважав, що торгівля і промисловість не були джерелами багатства, і натомість у своїй книзі «Економічна таблиця» (Tableau économique) (1758) стверджував, що надлишки сільськогосподарської продукції, які проходять крізь економіку у вигляді оренди, зарплати, і закупівель були реальними рушіями економіки. По-перше, говорив Кене, регулювання перешкоджає потоку доходів серед усіх соціальних класів, а отже, економічному розвитку. По-друге, податки з виробничих класів, таких як фермери, повинні бути зменшені на користь збільшення подактів з невиробничих класів, таких як землевласники, оскільки їхній розкішний спосіб життя спотворює потік доходу. Девід Рікардо згодом показав, що податки на землю не підлягають перенесенню на орендарів у своєму «Законі оренди» (Law of Rent).

#### Жак Тюрґо

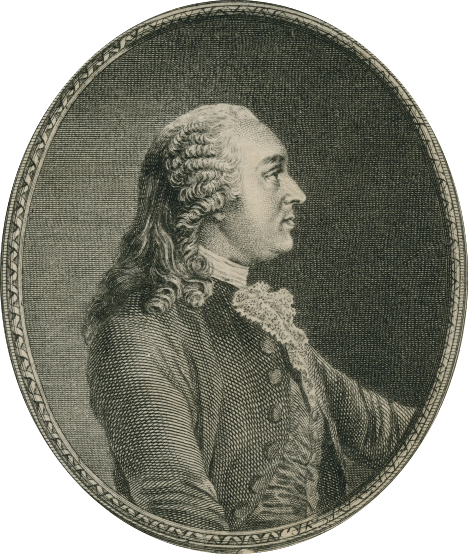
Анн-Робер Жак Тюрґо (1727—1781)

Жак Тюрґо (1727—1781) народився в Парижі у старій нормандській сім'ї. Його найвідоміша робота, «Роздуми про створення і розподіл багатств» (Réflexions sur la formation et la distribution des richesses) (1766), розвинула теорію Кене про те, що земля є єдиним джерелом багатства. Тюрґо розглядав суспільство з точки зору трьох класів: виробничого сільськогосподарського класу, класу найманих робітників (classe stipendice) і класу землевласників (classe disponible). Він стверджував, що лише чистий продукт (net product) землі повинен оподатковуватись і виступав за повну свободу торгівлі і промисловості.
У серпні 1774 року Тюрґо був призначений міністром фінансів, і впродовж наступних двох років він розробив багато анти-меркантилістських та антифеодальних заходів, які були підтримані королем. Його головними принципами, що він запропонував королю були: «ніякого банкрутства, ніяких зібльшень податку, ніяких запозичень». Головним бажанням Тюрґо був єдиний податок на землю та скасування всіх інших непрямих податків, проте, заходи, до яких він вдався до цього були піддані непоборній опозиції з боку землевласників. Два едикти, зокрема, перший, який зменшував corvées (збори аристократів з фермерів) та другий, який позбавив гільдій наданих їм раніше привілеїв, викликав обурення серед впливових людей. В результаті його позбавили посади в 1776 році.

#### Етьєн Бонно де Кондільяк
Етьєн Бонно де Кондільяк (1715—1780) народився у Греноблі. Один з тих фізіократів, який проголосив принцип «Діяти і дозволяти діяти» (faire et laisser faire). Його головний твір з економіки «Торгівля та уряд, розглянуті у їх взаємному співвідношенні, або Про вигоди вільної торгівлі» вийшла того ж 1776 р., що й робота Адама Сміта «Багатство народів». Деякі економісти вважають цю роботу першим маніфестом вільної торгівлі.

## Класична економічна думка (XVIII і XIXст.)

### Фердинандо Ґаліані
У 1751 році неаполітанський філософ Фердинандо Ґаліані опублікував об'ємну працю «Про гроші» (Della Moneta), за 25 років до «Багатства націй» Адама Сміта, яка як наслідок вважається потенційно першим по-справжньому сучасним економічним аналізом. У своїх п'яти главах, «Della Moneta» покрила усі сучасні аспекти монетарної теорії, разом з вартістю та походженням грошей, їх регулюванням та інфляцією. Цей текст різноманітні економісти цитували ще впродовж кількох століть, включно з Карлом Марксом та австрійським економістом Йозефом Шумпетером.

### Адам Сміт та «Багатство народів»

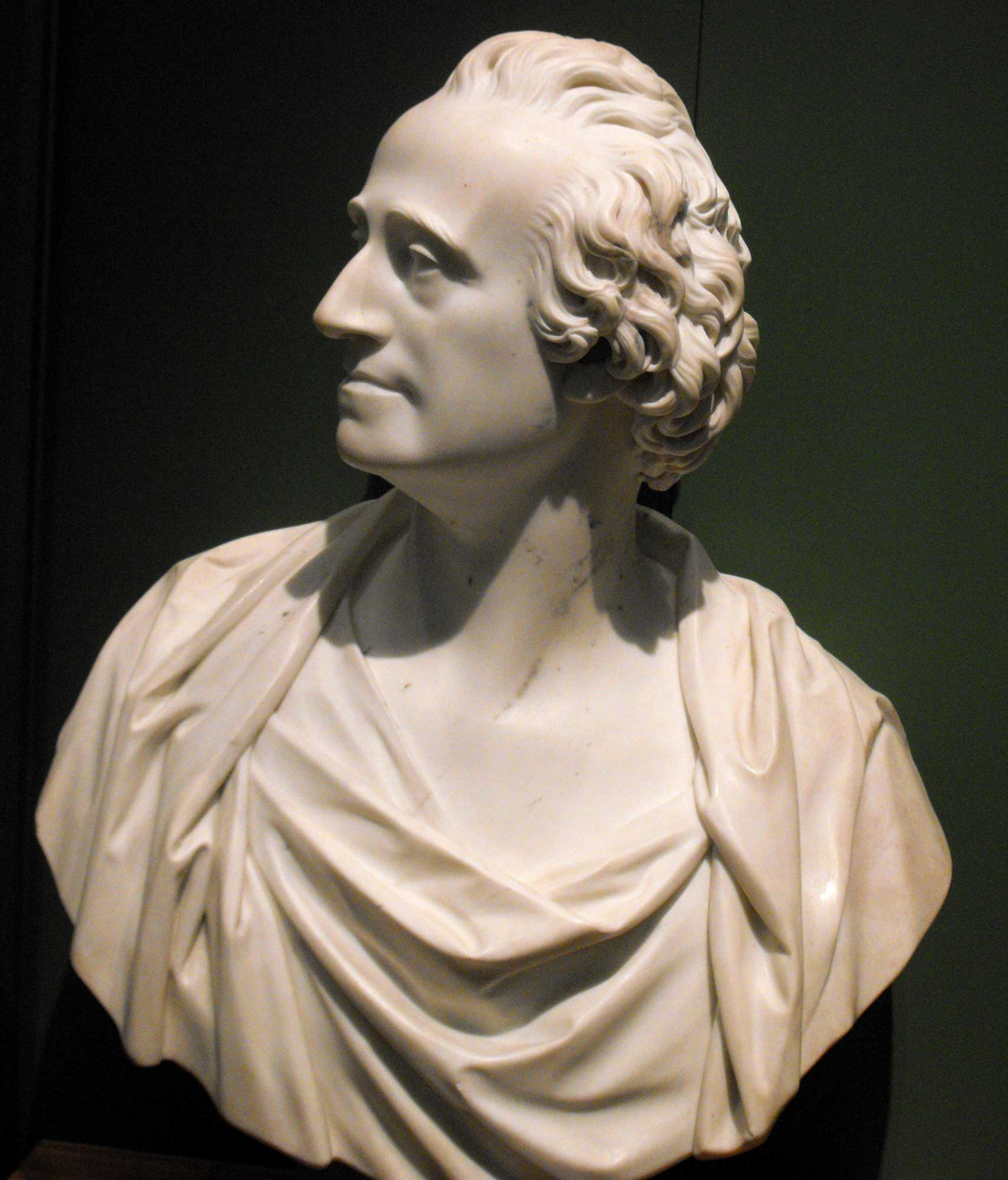
Адам Сміт (1723—1790), батько сучасної політичної економії.

Адам Сміт (1723—1790) часто розглядається як батько сучасної політичної економії. Його праця 1776 року, «Дослідження про природу і причини багатства народів» (An Inquiry Into the Nature and Causes of the Wealth of Nations) збіглася не лише з американською революцією, незадовго до загальноєвропейських потрясінь внаслідок французької революції, але й з початком нової промислової революції, яка дозволила створити більше капіталу в значно більших масштабах, ніж коли-небудь раніше. Сміт був шотландським філософом-моралістом, першою книгою якого стала «Теорія моральних почуттів» (Theory of Moral Sentiments) 1759 року. У ній він стверджував, що етичні системи людей розвиваються через особисті стосунки з іншими особами, і що правильне та неправильне сприймаються за допомогою реакцій інших на поведінку людини. Це надало Сміту більшої популярності, ніж його наступна робота, «Багатство народів», яку загальна публіка спочатку проігнорувала. Однак, політико-економічний опус Сміта був успішним серед професійних кіл.

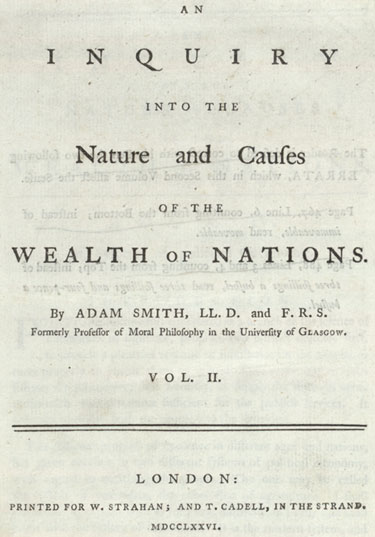
Титульний аркуш Багатства народів Адама Сміта.

#### Невидима рука Адама Сміта
Сміт виступав за «систему природної свободи», в якій індивідуальне зусилля було виробником соціальних благ. Він вважав, що навіть егоїсти всередині суспільства стримувались, і працювали на благо усіх, якщо діяли умови конкурентного ринку. Ціни часто не відповідають істинній вартості товарів і послуг. Будучи послідовником Джона Лока, Сміт вважав, що реальна вартість речей, походила від об'єму праці, вкладеної в них (див. Трудова теорія вартості).
"Кожна людина є багатою та бідною рівно настільки, наскільки вона може собі дозволити задовольняти свої потреби, комфорт та розваги людського життя. Проте після того як поділ праці остаточно стався, залишилась мала частина речей, які людина може собі забезпечити своєю працею. Значно більшу частину цих речей людина має отримувати працею інших людей, і її багатство чи бідність визначається об'ємом тієї праці, яку вона може задіяти або придбати. Вартість будь-якого товару, як наслідок, для людини яка володіє ним, і яка не має наміру спожити його чи використовувати власноруч, але обміняти на інший товар, рівна об'єму праці, яку вона може задіяти або придбати. Тому праця і є справжнім виміром обмінної вартості усіх товарів."— 
Коли м'ясники, пивовари та пекарі діяли в умовах обмежень відкритої ринкової економіки, їх прагнення задовольнити власний інтерес, на думку Сміта, парадоксально стимулює процес приведення реальних цін до їх справедливої вартості. Його класична теза про конкуренцію:
"Коли кількість будь-якого товару, що представлений на ринку, не здатна задовольнити поточний попит, усі хто готові платити... не можуть отримати об'єм, який їм потрібен... Деякі з них будуть готові заплатити більше. Між ними почнеться конкуренція, і ринкова ціна виросте... Коли ж кількість, що є на ринку, перевищує поточний попит, вона не може бути реалізованою у повному обсязі тим, хто готовий заплатити повну вартість оренди, зарплатні та прибутку, яка має бути сплачена аби товар з'явився на ринку... Ринкова ціна почне падати..."

#### Обмеження
Бачення Сміта щодо вільної ринкової економіки, що базується на власності, накопиченні капіталу, ринках, що розширяються та поділі праці, контрастує з меркантилістською тенденцією намагатися регулювати всі злі дії людей."

На додаток до необхідності державного лідерства у певних секторах, Сміт стверджував, що по-перше, картелі були небажаними через їхній потенціал обмежувати виробництво та якість товарів і послуг. По-друге, Сміт піддав критиці державну підтримку будь-якого роду монополій, що завжди встановлюють найвищу ціну, «яку можна вичавити з покупців». Існування монополії і потенціал для картелів, які згодом ляжуть в основу антимонопольного законодавства, може спотворити переваги вільних ринків на користь бізнесів за рахунок споживчого суверенітету.

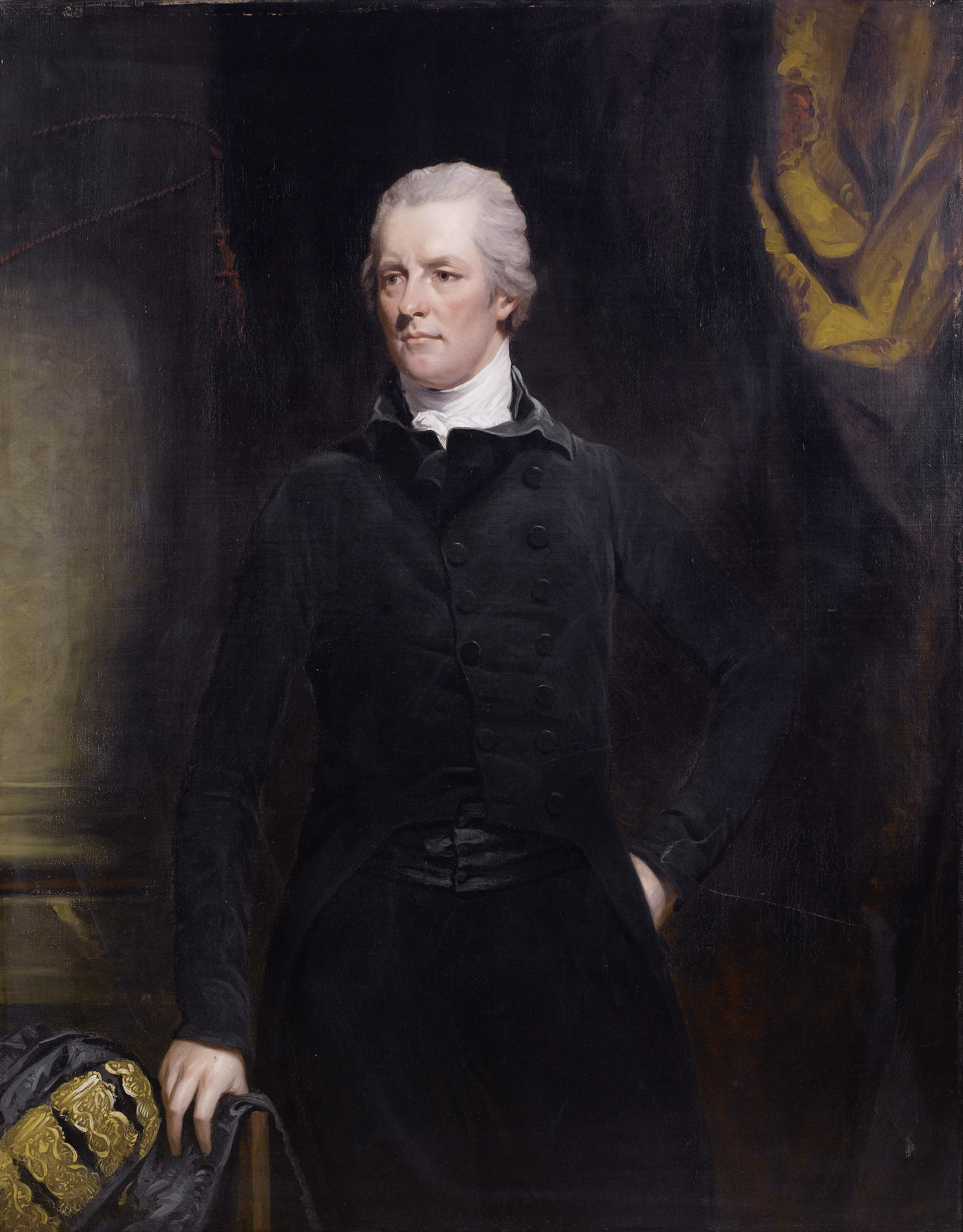
Вільям Пітт-молодший (1759—1806)

### Вільям Пітт молодший
Вільям Пітт молодший (1759—1806), член партії Торі, прем'єр-міністр Великої Британії у 1783—1801 базував свої пропозиції щодо податків на ідеях Адама Сміта, та виступав за вільну торгівлю, будучи відданим шанувальником Багатства народів.

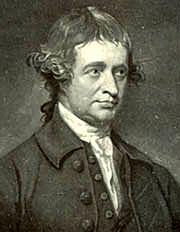
Едмунд Берк (1729—1797)

### Едмунд Берк
Адам Сміт висловлював прихильність до думки ірландського парламентарія, Едмунда Берка (1729—1797), який був добре відомий як політичний філософ:
" Берк є єдиною людиною з усіх кого я знаю, хто мислить про економічні теми точнісінько так само як це роблю я, без жодного попереднього спілкування між нами "— 

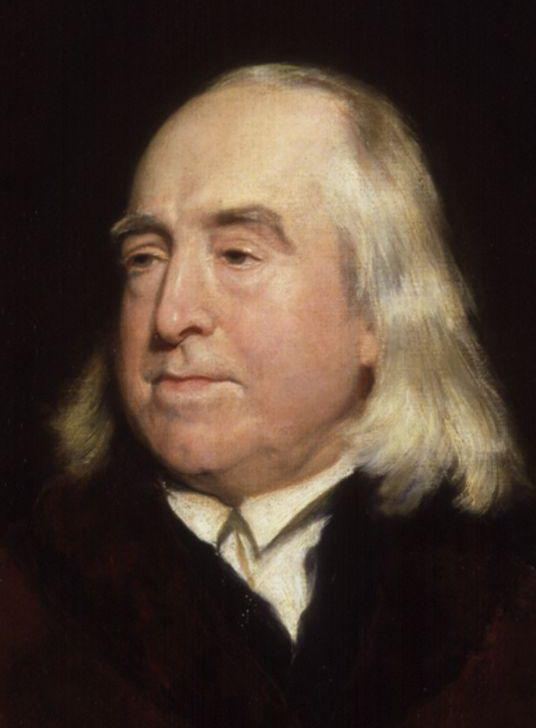
Джеремі Бентам (1748—1832) вірив у «найбільше благо для найбільшої кількості».

Берк і сам був визнаним політичним економістом, знаний своєю книгою «Думки і подробиці про дефіцит» (Thoughts and Details on Scarcity). Він достатньо активно критикував ліберальну політику, та засуджував французьку революцію, яка почалася в 1789 році. У «Роздумах про революцію у Франції» (Reflections on the Revolution in France) (1790) він писав, що «епоха лицарства мертва, і настала ера філософів, економістів та математиків, а слава Європи згасла назавжди».

### Джеремі Бентам
Джеремі Бентам (1748—1832) був, певно, найрадикальнішим мислителем свого часу, який розробив концепцію утилітаризму. Бентам був атеїстом та реформатором в'язниць, активістом за права тварин, прихильником загального виборчого права, свободи слова, вільної торгівлі та медичного страхування, в той час, коли мало хто наважувався сперечатися щодо будь-якої з цих ідей. Він старанно отримував освіту з раннього віку, закінчивши університет та отримавши адвокатську ліцензію у 18. Його перша книга, «Фрагмент Про Уряд» (A Fragment on Government) 1776 року, опублікована анонімно, була різкою критикою «Коментарів щодо законів Англії» (Commentaries on the Laws of England) Вільяма Блекстоуна. Книга мала великий успіх, доки не з'ясувалося, що її написав молодий Бентам, а не якийсь шанований професор. Згодом у «Введенні до принципів моралі і законодавства» (An Introduction to the Principles of Morals and Legislation) (1789) Бентам виклав свою відому теорію корисності.

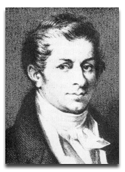
Закон Сея, який вивів Жан-Батіст Сей (1767—1832), свідчить, що пропозиція завжди дорівнює попиту. Його рідко піддавали критиці аж до XX століття.

### Жан-Батіст Сей
Жан-Батіст Сей (1767—1832) був французом, народженим в Ліоні, який допоміг популяризувати роботу Адама Сміта у Франції. Його книга «Трактат про політичну економію» (1803) містила короткий уривок, який пізніше став ортодоксальним у політичній економіці аж до Великої Депресії, відомий сьогодні як Закон ринку Сея. Сей стверджував, що ніколи не може існувати загального дефіциту попиту або загального надлишку пропозиції товарів у всій економіці. Люди виробляють речі, аби радше задовольнити власні бажання, ніж інших осіб, тому виробництво — це не питання пропозиції, проте, ознака існування попиту на товари серед виробників.
Сей погоджувався, що частина доходу заощаджується домогосподарствами, але в довгостроковій перспективі, заощадження інвестуються. Інвестування і споживання є двома елементами попиту, отже виробництво є попитом, тому виробництво не здатне випередити попит, інакше виникне загальний надлишок пропозиції. Сей також стверджував, що гроші були нейтральними, оскільки їх єдиною роллю є сприяння обміну, тому, люди вимагають гроші для придбання товарів; «гроші — це вуаль».

### Девід Рікардо

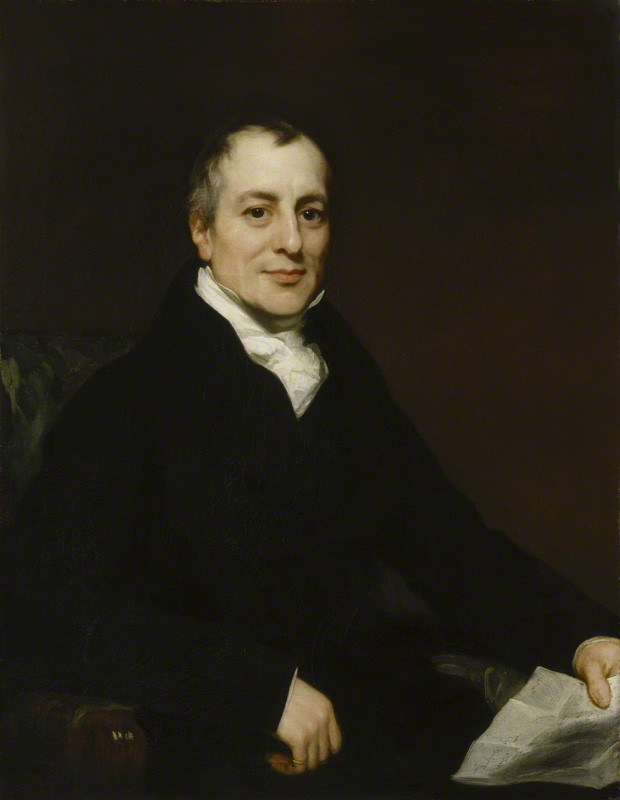
Давид Рікардо (1772—1823) — відомий за його закон порівняльних переваг.

Девід Рікардо (1772—1823) народився в Лондоні. Коли йому виповнилось 26 років він вже став заможним трейдером на фондовому ринку, і купив собі виборчий округ в Ірландії, щоб отримати платформу у Британському парламенті в палаті громад. Найвідомішою роботою Рікардо є книга «Про принципи політичної економії і оподаткування» (On Principles of Political Economy and Taxation) 1817 року, в якій міститься його критика бар'єрів у міжнародній торгівлі, а також опис процесу розподілення доходу серед населення. Рікардо стверджував про відмінність між робітниками, які отримували заробітну плату, прив'язану до рівня, за якого вони можуть вижити, землевласниками, які заробляють орендну плату, та капіталістами, які володіють капіталом і отримують прибуток, залишкову частину доходу.
Якщо населення зростає, виникає необхідність оброблювати додаткову землю, врожайність якої є нижчою, ніж у полів, які вже обробили, через закон спадної продуктивності. Таким чином, витрати на виробництво пшениці збільшуються, так само як і ціна на пшеницю: орендна плата збільшується також, зарплатня, що індексується в залежності від інфляції (оскільки вони повинні дозволити працівникам вижити), теж збільшується. Прибутки знижуються, допоки капіталісти більше не можуть інвестувати. Економіка, на думку Рікардо, неминуче тяжіє до сталого стану.

### Жан Шарль Леонард де Сісмонді
Жан Шарль Леонард де Сісмонді (1773—1842) був першим автором системної теорії кризи.

### Джон Сюарт Мілль
Джон Стюарт Мілль (1806—1873) був провідною фігурою в політичній економічній думці свого часу, а також членом парламенту у кріслі Вестмінстеру, та видатним політичним філософом. Міль був дитиною-генієм, читаючи давньогрецькі твори вже в 3 роки. Джона активно навчав його батько Джеймс Мілль. Джеремі Бентам водночас був його близьким ментором та другом сім'ї, з іншого боку на Мілля, окрім цього, доволі сильно вплинув Девід Рікардо. Підручник Мілля, вперше опублікований у 1848 році під назвою «Принципи політичної економії» (Principles of Political Economy), був загалом коротким викладом економічної думки середини XIX століття.
Книга «Принципи політичної економії» використовувалась як стандартний текст у більшості університетів аж до початку XX століття[джерело?]. Що ж до питання економічного зростання Мілль намагався знайти золоту середину між поглядами Адама Сміта на можливості для торгівлі та технологічних інновацій, що постійно розширюються і поглядами Томаса Мальтуса на внутрішні обмеження населення. У своїй четвертій книзі Мілль визначає ряд можливих майбутніх сценаріїв, замість класичного на той час, прогнозування одного конкретного.

### Класична політична економія
Класичних економістів як групу вперше об'єднав Карл Маркс. Однією з частин їхніх теорій, що їх об'єднувала, була теорія трудової вартості, на противагу вартості, яка випливала із загальної теорії рівноваги. Ці економісти були свідками перших економічних та соціальних перетворень, які принесла промислова революція: сільську депопуляцію, соціальну нестабільність, бідність і появу робітничого класу.
Вони цікавились зростанням населення, оскільки демографічний перехід розпочався у Великій Британії на той час. Вони також ставили багато фундаментальних запитань, про джерело вартості, причини економічного зростання і роль грошей в економіці. Вони підтримували економіку вільних ринків, аргументуючи це тим, що така економіка була природною системою, заснованою на свободі та власності. Однак, думки цих економістів ділились і вони так і не змогли утворили єдиного потоку думки.
Помітною течією серед класичної економічної теорії була теорія недоспоживання, яку просувала Бірмінгемська школа і Томас Роберт Мальтус ще на початку XIX століття. Вони виступали за державні заходи щодо зменшення безробіття та економічних спадів, і загалом були інтелектуальним підґрунтям того, що згодом стане кейнсіанською економікою у 1930-х роках. Ще однією вагомою школою був Манчестерський капіталізм, який виступав за вільну торгівлю та проти попередньої політики меркантилізму.

### Карл Маркс та комунізм

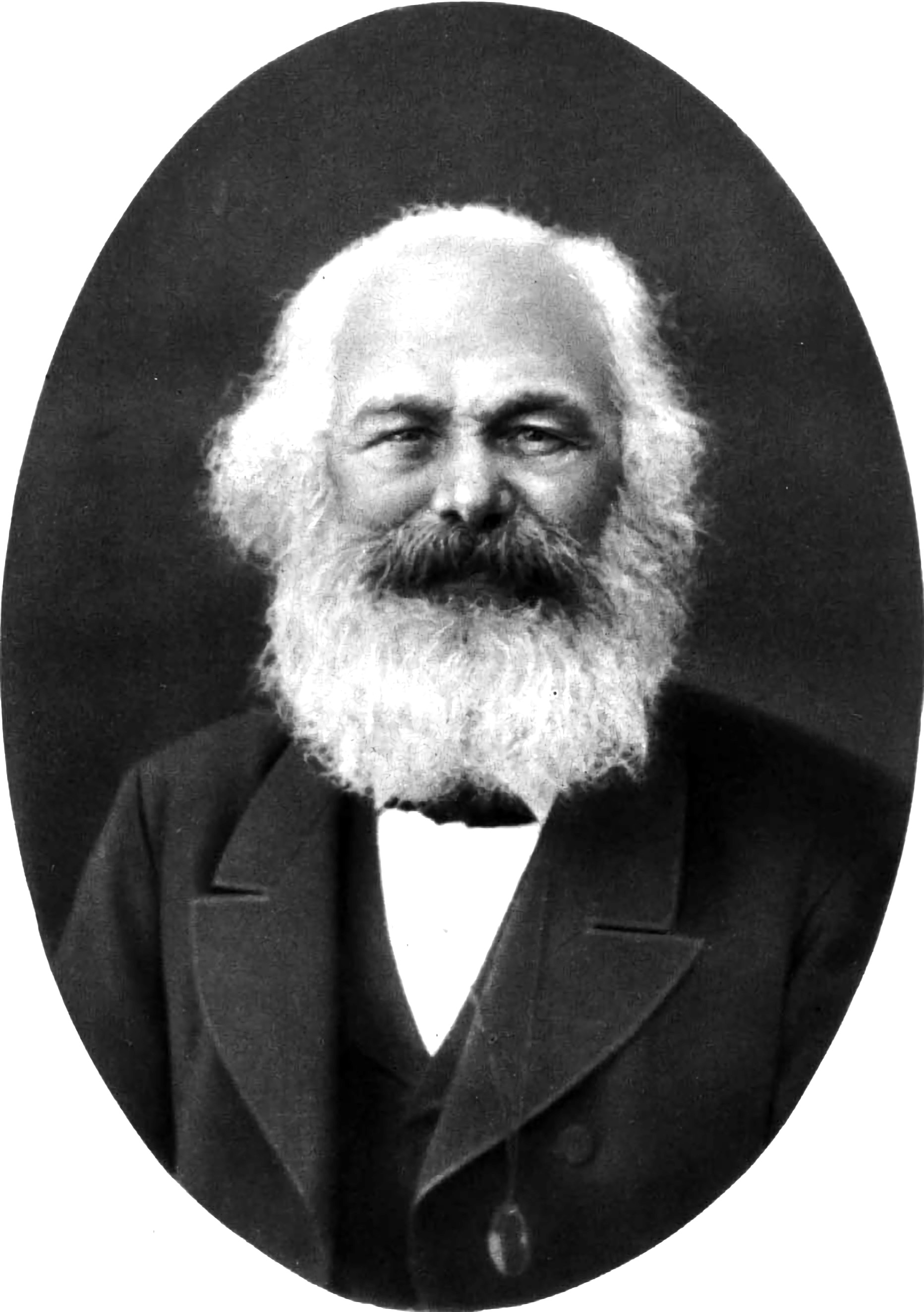
Карл Маркс (1818—1883) опублікував фундаментальну критика класичної політичної економії на основі трудової теорії вартості.

Карл Маркс написав свій magnum opus «Капітал» (1867) в бібліотеці Британського музею у Лондоні. Маркс починає з концепції товарів. До капіталізму, за словами Маркса, виробництво було засноване на рабстві — у Стародавньому Римі, наприклад — далі кріпосне право у феодальних суспісльтвах середньовічної Європи. Поточний режим біржі праці спричинив нестійку та нестабільну ситуацію, що створює умови для революції. Люди купують і продають свою працю як люди купують і продають товари і послуги. Люди самі стали одноразовим товаром, писав Маркс у «Комуністичному маніфесті».
Маркс вживає слово «товар» у розлогій метафізичній дискусії про природу матеріального багатства, як об'єкти багатства сприймаються і як вони можуть бути використані. Товар контрастує з об'єктами природного світу. Коли люди змішують свою працю з об'єктом, він стає «товаром». В природному світі є дерева, алмази, залізна руда і люди. В економічному світі вони стають стільцями, каблучками, фабриками і робітниками. Однак, стверджує Маркс, товари мають двоїстий характер, двоїсте значення. Він розрізняє споживчу вартість речі від її обмінної вартості. Споживча вартість товару існує лише доки товар використовується або споживається. Якщо товари вважаються абсолютно ізольованими від своїх споживчих якостей, спільна власність є людською працею в абстрактному відношенні. Маркс спробував обґрунтувати свою теорію зв'язуючи свої ідеї «надлишкової вартості» та «соціально необхідного робочого часу» з класичною трудовою теорією вартості та теоріями оренди. Маркс вважав, що люди переоцінюють товари, як наприклад мерехтливі діаманти. Маркс застосував відмінність між використанням і обміном до праці і говорив, що працедавці платять своїм працівникам менше в «обмінній вартості», ніж працівники виробляють в «споживчій вартості». Різниця, в термінології Маркса, є «додатковою вартістю». Отже, за словами Маркса, капіталізм є системою експлуатації.
Маркс вірив, що резервна армія безробітних буде рости й рости, підсилюючи знижувальний тиск на заробітну плату, оскільки відчайдушні люди погоджувались працювати за менше. Однак це викличе дефіцит попиту, у той час як купівельна спроможність людей буде відставати. Як наслідок, виникатиме надлишок непроданих товарів, виробництво скорочуватиметься, а пробутки знижуватимуться допоки накопичення капіталу не зупиниться в економічній депресії. Коли надлишок розпроданий, економіка знову почне зростати аж до наступного циклічного вибуху. З кожним зростанням та падінням, з кожною капіталістичною кризою, на думку Маркса, напруга та конфлікт між поляризованими класами капіталістів та працівників буде збільшуватись. В результаті, разом з комуністичною партією, Маркс передбачив революцію та створення безкласового суспільства.

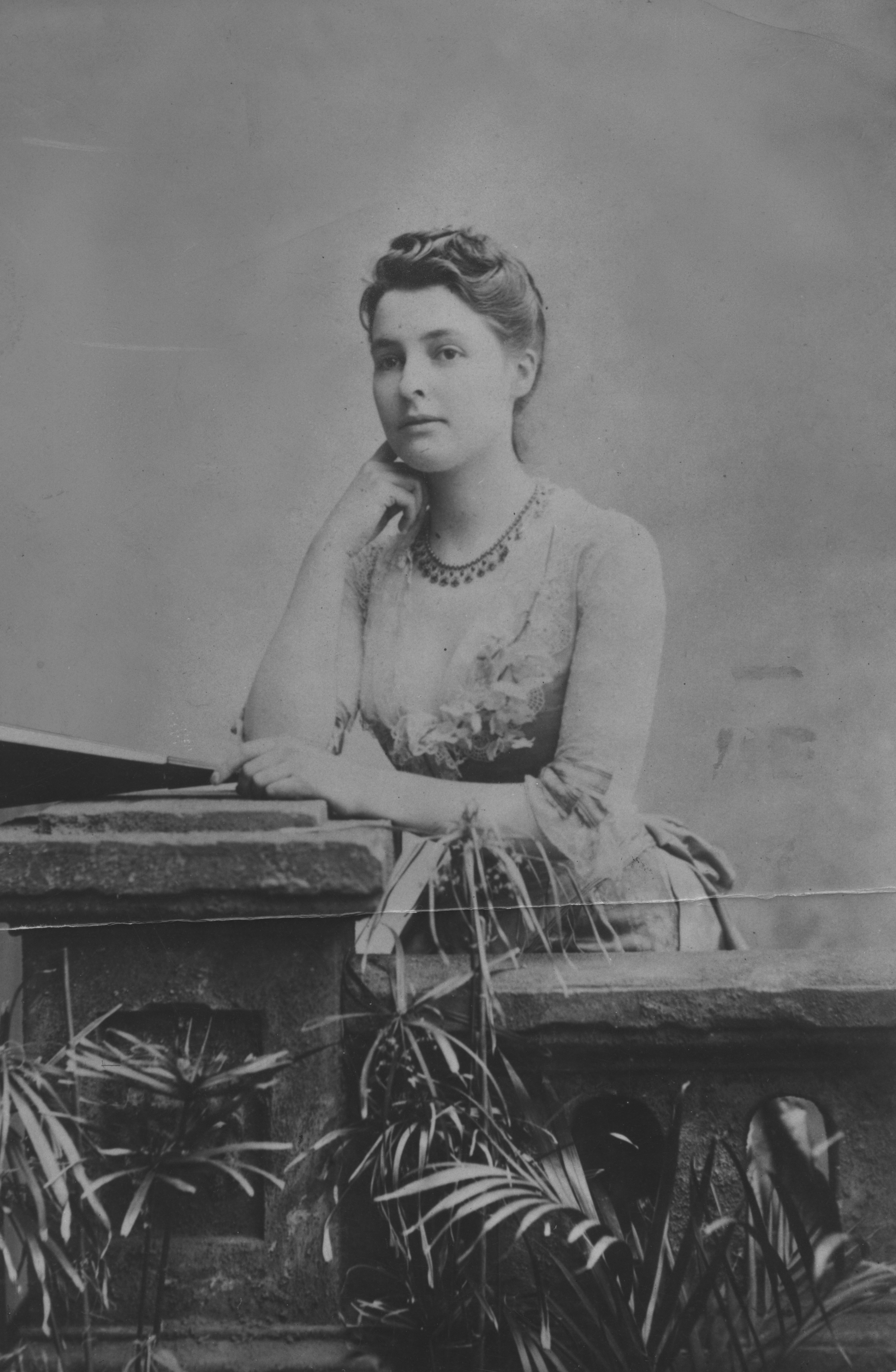
Беатрис Вебб (1858—1943)

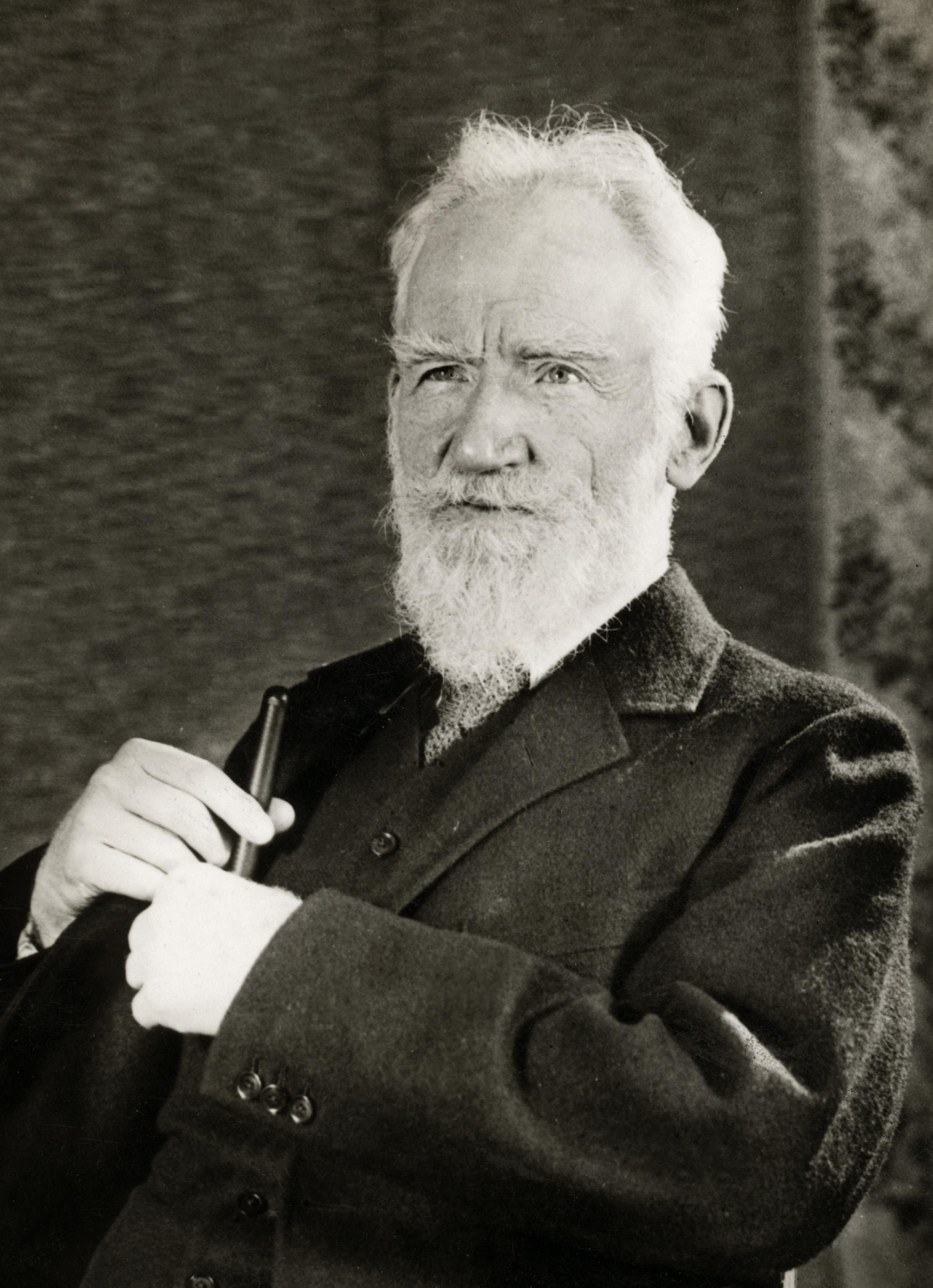
Джордж Бернард Шоу (1856—1950)

### Генрі Джордж та джорджизм
Генрі Джордж (1839—1897) вважається інтелектуальним натхненником економічної філософії під назвою джорджизм. Джордж також відомий як останній класичний економіст. За свого життя, Джордж був одним з трьох найвідоміших американців, разом з Генрі Фордом та Томасом Едісоном. Його перша книга, «Прогрес та бідність» (Progress and Poverty), стала однією з найбільш видаваних книг англійською, продавши від 3 до 6 мільйонів копій на початку 1900-х. «Прогрес і бідність» спричинила світовий рух реформ й подеколи навіть вважається початком Прогресивної Ери. Джорджизм пішов на спад у другій половині XX століття, коли марксизм, кейнсіанство та неокласична Австрійська школа саме здобували популярність. Однак, сьогодні досі існують активні джорджистські організації та рухи за реформу земель у всьому світі. Ідеї Джорджа були інкорпоровані у філософії соціалізму, лібертаріанства та екологічної економіки. Пол Семюельсон вважав Генрі Джорджа одним з єдиних шести «американських святих» у класичній економіці

### Лондонська школа економіки
У 1895 році була заснована Лондонська школа економіки (London School of Economics — LSE) членами Товариства Фабіана, Сідні Веббом (1859—1947), Беатріс Вебб (1858—1943) та Джорджом Бернардом Шоу (1856—1950). Згодом школа доєдналась до Університету Лондону у 1900 році.
У 1930-х член Лондонської школи Сер Рой Дж. Д. Аллен (1906—1983) популяризував використання математики в економіці.

## Неокласична економічна думка (XIX— початок XX століття)
Неокласична економіка розвинулась в 1870-х роках. Існувало три основні незалежні школи. Кембриджська школа була заснована у 1871 році після публікації «Теорії політичної економії» (Theory of Political Economy) Джевонса, що призвело до виникнення теорій часткової рівноваги і зосередження на ринкових провалах. Її основними представниками були Стенлі Джевонс, Альфред Маршалл і Артур Пігу. Австрійська школа економіки створена австрійськими економістами Карлом Менгером, Ойґеном фон Бем-Баверком і Фрідріхом фон Візером, які розробили теорію капіталу і спробували пояснити економічні кризи. Вона була заснована у 1871 році після публікації «Принципів економічної науки» Менгера. Лозаннська школа, яку очолювали Леон Вальрас і Вільфредо Парето, розробила теорію загальної рівноваги та оптимум Парето. Вона утворилась у 1874 році після публікації «Елементів чистої економіки» (Elements of Pure Economics) Вальраса.

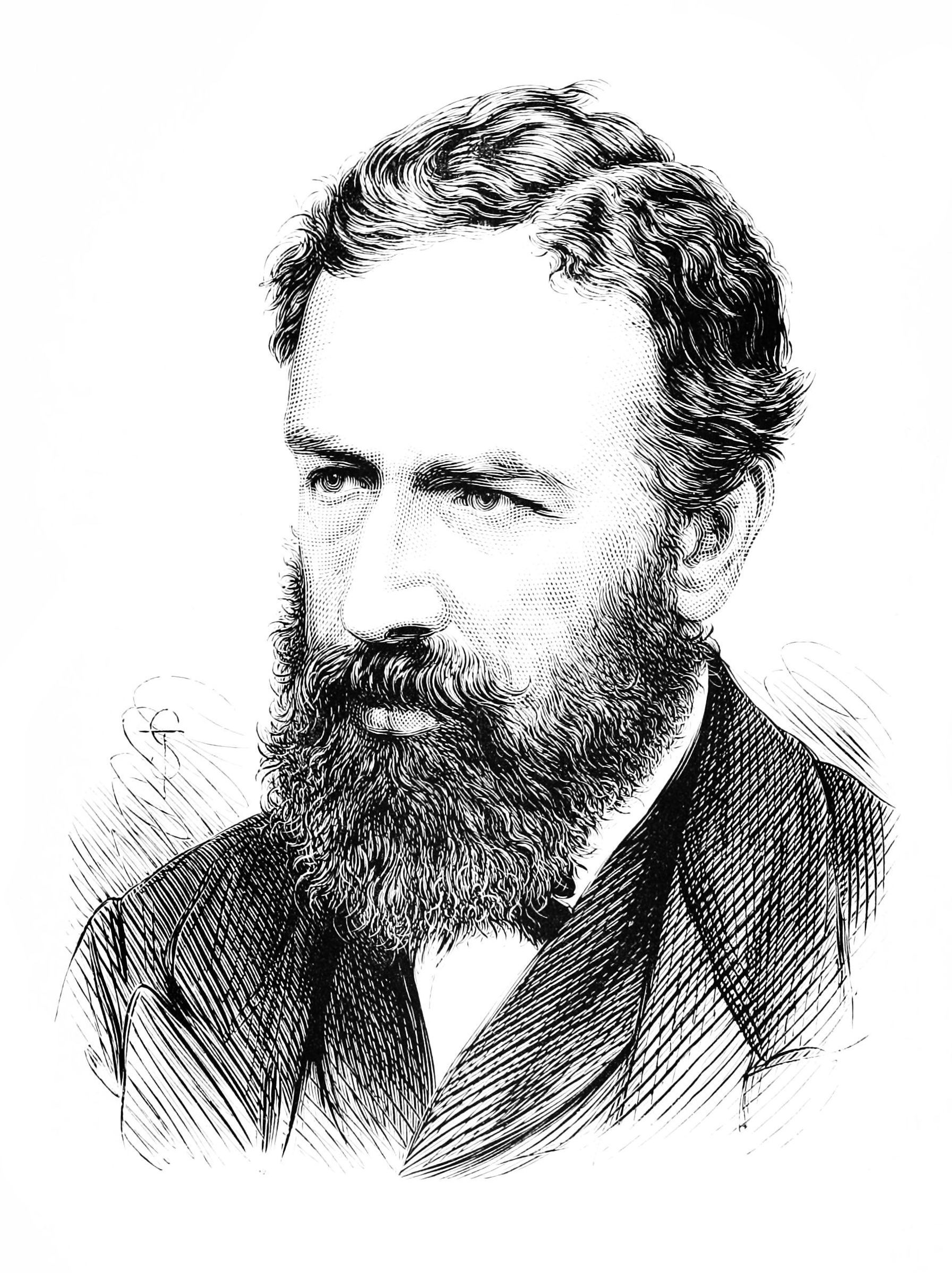
Вільям Стенлі Джевонс (1835—1882) сприяв популяризації теорії маржинальної корисності.

### Англо-американський неокласицизм
Американський економіст Джон Бейтс Кларк (1847—1938) пропагував маржиналістську революцію, опублікувавши «Розподіл багатства» (The Distribution of Wealth) у 1899 році, в якій пропонувався закон капіталізму Кларка: «враховуючи конкуренцію та однорідні фактори виробництва, праці і капіталу, перерозподіл суспільного продукту відбуватиметься відповідно до продуктивності останнього фізичного використання одиниць праці і капіталу», який також пояснюється як «те, що отримує соціальний клас є по природному праву, тим, чим він сприяє загальному об'єму виробництва галузі». У 1947 році була заснована медаль Джона Бейтса Кларка на його честь.

#### Вільям Стенлі Джевонс

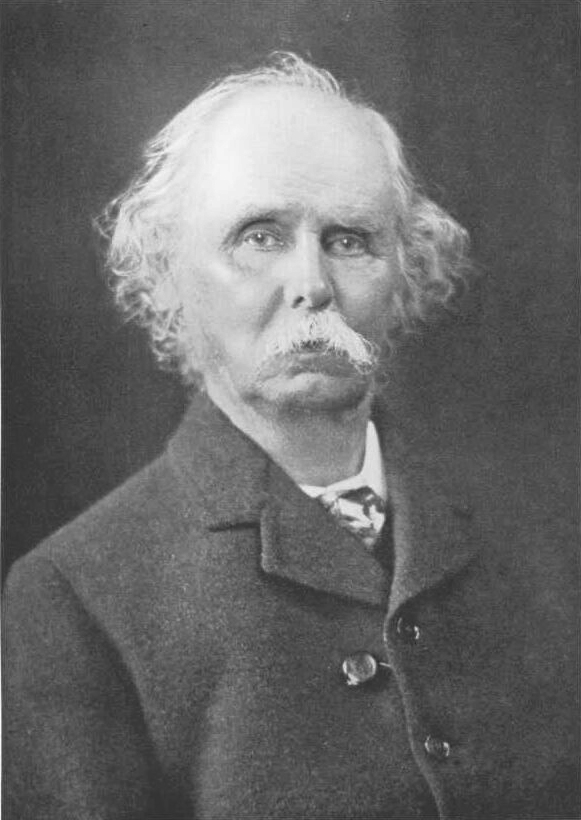
Альфред Маршалл (1842—1924)

У 1871 році англійський колега Менгера, Стенлі Джевонс (1835—1882) незалежно опублікував «Теорію політичної економії» (Theory of Political Economy), заявивши, що на межі задоволення від товарів і послуг зменшується. Класичний приклад Теорії спадної маржинальної корисності — від кожного наступного апельсину, який їсть людина, вона отримує менше задоволення, аж доки не припинить їсти апельсини повністю.

#### Альфред Маршалл
Альфреду Маршаллу (1842—1924) закидають спробу покласти математику в основу економіки. Будучи першим професором економіки в Кембриджському університеті, його робота 1890-го року «Принципи економіки» (Principles of Economics) відмовилась від терміна «політична економія» на користь його улюбленого — «економіка». Він розглядав математику як спосіб спростити економічні міркування, хоча водночас мав певні застереження, як з'ясувалося, у листі до свого учня Артура Сесіла Пігу:

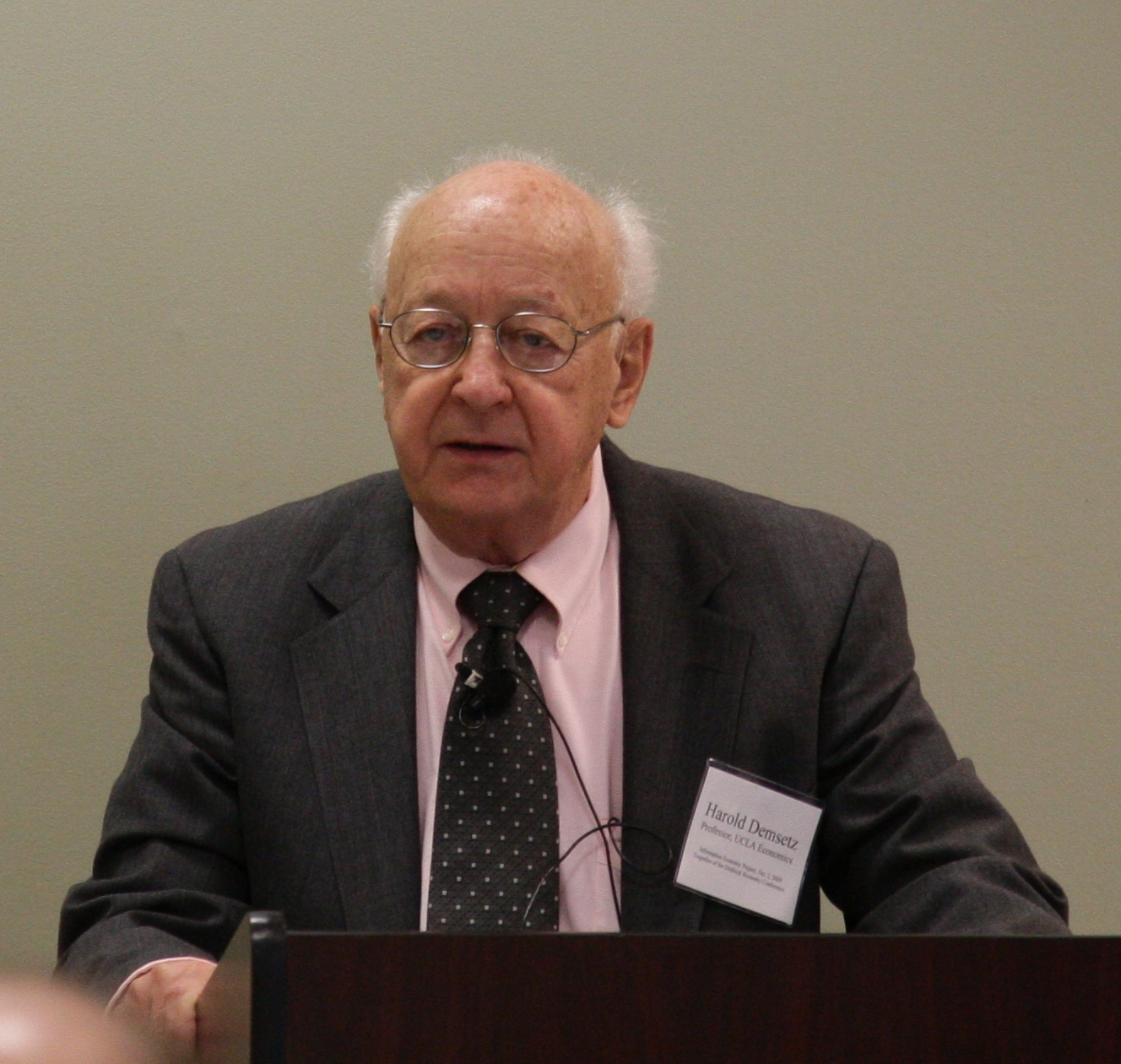
Гарольд Демсец (1930—2019)

"(1) Використовуй математику радше як стенографічну мову, ніж двигун дослідження. (2) Користуйся нею доки не закінчиш. (3) Перекладай на англійську. (4) Далі проілюструй прикладами, що є важливими в реальному житті. (5) Облиш математику. (6) Якщо не можеш впоратись з 4-м пунктом, облиш 3-й. Я часто так роблю."

#### Нові інституційні школи
У 1972 році американські економісти Гарольд Демсец (1930—2019) і Армен Алчіан (1914—2013) опублікували «Виробництво, інформаційні витрати та економічна організація» (Production, Information Costs and Economic Organization), заснувавши Нову інституційну економіку, що стала оновленням робіт Рональда Коуза (1910—2013) мейнстрімною економікою.

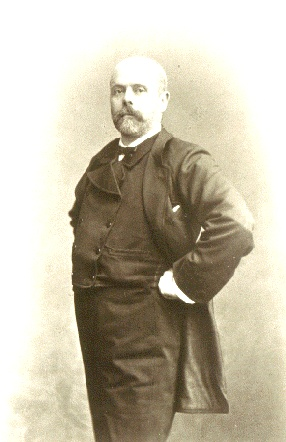
Леон Вальрас (1834—1910)

### Континентальний неокласицизм

#### Леон Вальрас
У 1874 році працюючи самостійно, французький економіст Леон Вальрас (1834—1910) узагальнив теорію маржинальності у економіці в «Елементах чистої економіки»: невеликі зміни в уподобаннях людей, наприклад, перехід з яловичини на гриби, призведе до зростання цін грибів та зниження цін на яловичину; це стимулює виробників переорієнтовувати виробництво, збільшуючи інвестиції в гриби, що призведе до збільшення ринкової пропозиції та нової цінової рівноваги між продуктами. У випадку багатьох товарів в економіці те ж саме станеться, якщо припустити, що ринки є конкурентними, люди обирають, базуючись на власних інтересах, як наслідок не виникає жодних витрат, пов'язаних з переорієнтацією виробництва.

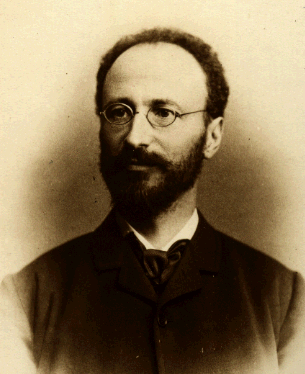
Ойґен фон Бем-Баверк (1851—1914)

#### Австрійська школа економіки

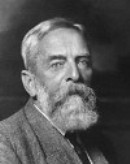
Фрідріх фон Візер (1851—1926)

У той час як в економіці кінця дев'ятнадцятого століття і початку двадцятого усе більше домінував математичний аналіз, послідовники Карла Менгера (1840—1921) та його учні Ойґен фон Бем-Баверк (1851—1914) і Фрідріх фон Візер (1851—1926) (автор терміна «маржинальна корисність») пішли іншим шляхом, пропагуючи натомість застосування дедуктивної логіки. Ця група стала відомою як Австрійська школа економіки, відображаючи австрійське походження багатьох з ранніх її членів. Торстейн Веблен в «Упередженнях економічної науки» (Preconceptions of Economic Science) 1900 року, протиставив неокласичних маржиналістів в традиціях Альфреда Маршалла з філософією Австрійської школи.

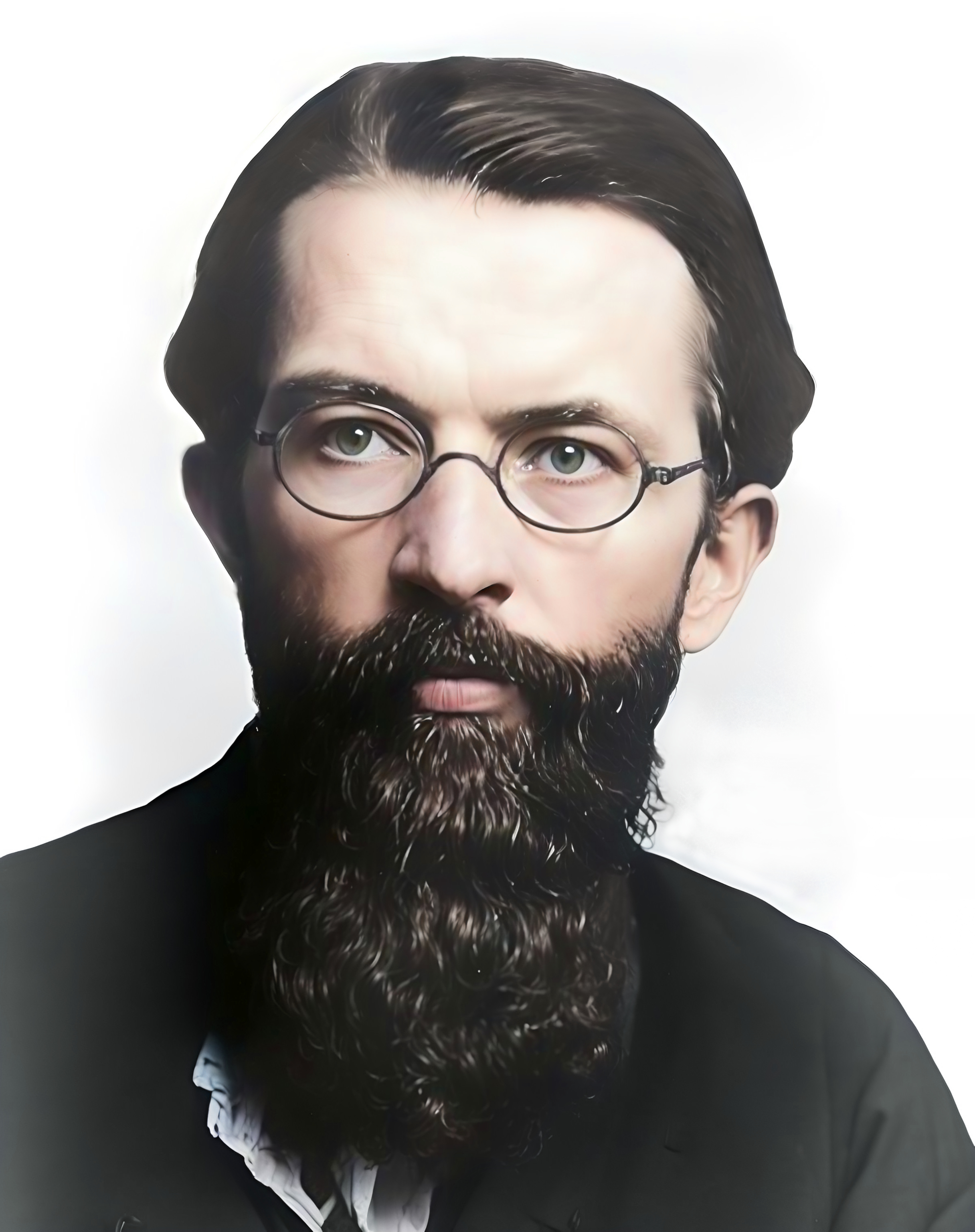
Карл Менгер (1840—1921)

#### Карл Менгер
У 1871 році економіст Австрійської школи Карл Менгер (1840—1921) переформулював основні принципи маржинальної корисності в «Принципах економічної науки»: споживачі діють раціонально, прагнучи максимізувати задоволення усіх своїх уподобань; люди розподіляють свої видатки так, що остання придбана одиниця товару створює не більше задоволення, ніж остання придбана одиниця іншого товару.

#### Френсіс Ісідро Еджворт

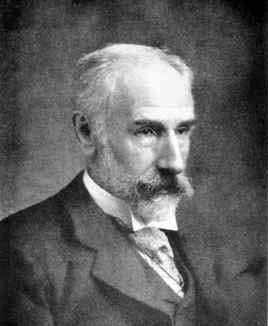
Френсіс Ісідро Еджворт (1845—1926)

У 1881 році ірландський економіст Френсіс Ісідро Еджворт (1845—1926) опублікував роботу «Математична психіка: есе про застосування математики до моральних наук» (Mathematical Psychics: An Essay on the Application of Mathematics to the Moral Sciences), яка ввела криві байдужості та узагальнену функцію корисності, разом з теоремою обмежень Еджворта, розширюючи модель Бертрана аби пояснити обмеження можливостей і запропонувавши парадокс Еджворта, у випадках коли не існує обмежень у тому, що компанії можуть продавати.

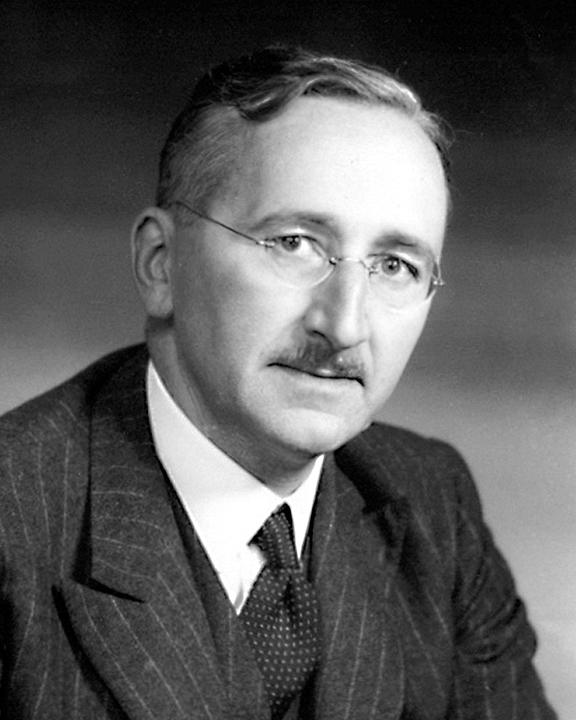
Фрідріх Хаєк (1899—1992)

#### Фрідріх Хаєк (Фрідріх фон Гаєк)
Перегукуючись із «системою природної свободи» Адама Сміта, австрійський економіст Фрідріх Хаєк (1899—1992) стверджував, що ринок є явищем спонтанного порядку, та активно критикував концепцію «соціальної справедливості». Людвіг фон Мізес зі своєю відвертою критикою соціалізму, справив великий вплив на економічне мислення Фрідріха Хаєка, який, спершу симпатизуючи, став згодом одним з провідних академічних критиків колективізму в XX столітті. Хаєк вважав, що всі форми колективізму (навіть ті, що теоретично засновані на добровільній співпраці) можуть підтримуватись лише центральною владою. Проте він стверджував, що централізація економічних рішень може привести не лише до порушень свободи, але й до зниження рівня життя, оскільки централізовані експерти не змогли б зібрати і оцінити знання, необхідні для ефективного або продуктивного розподілу обмежених ресурсів. У своїй книзі «Шлях до кріпацтва» (The Road to Serfdom) 1944 року, та у своїх наступних роботах, Хаєк наголошував, що соціалізм вимагає централізованого економічного планування та що таке планування, у свою чергу, призведе до тоталітаризму. Хаєк приписував народження цивілізації приватній власності у своїй книзі «Згубна самовпевненість» (The Fatal Conceit) 1988 року. За його словами, цінові сигнали є єдиним засобом, що дозволяє кожному приймачу економічних рішень передавати неявне знання або розрізнене знання один одному, аби вирішити проблему економічного розрахунку. Разом зі своїм сучасником шведського соціалізму та опонентом Гуннаром Мюрдалем (1898—1987), Хаєк був нагороджений Нобелівською премією з економіки у 1974 році.

## Альтернативні школи (XIX століття)

### Теорія бізнес-циклів

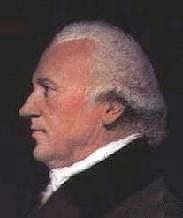
Сер Вільям Гершель (1738—1822)

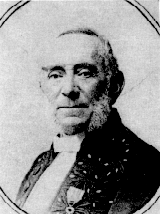
Клеман Жуґляр (1819—1905)

На початку 19 століття англійський астроном німецького походження, сер Вільям Гершель (1738—1822) помітив зв'язок між 11-річним циклом сонячної активності і цінами на пшеницю. У 1860 році французький економіст Клеман Жуґляр (1819—1905) визначив довжину бізнес-циклів в одинадцять років. У 1925 році російський економіст Микола Кондратьєв (1892—1938) запропонував існування хвиль Кондратьєва в західних капіталістичних країнах від п'ятдесяти до шістдесяти років.

### Німецька історична школа економіки

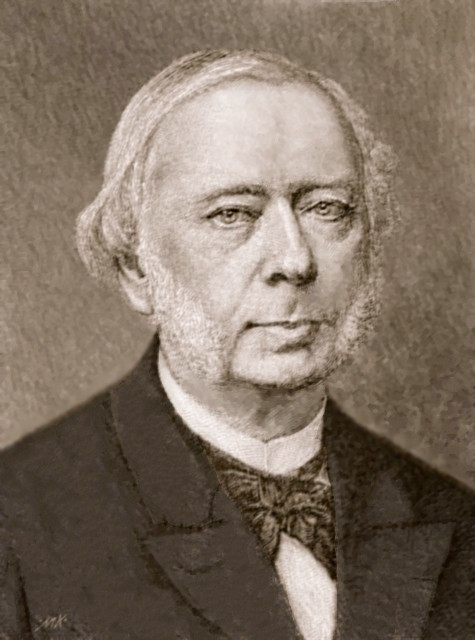
Вільгельм Рошер (1817—1894)

В середині 1840-х німецький економіст Вільгельм Рошер (1817—1894) заснував Німецьку історичну школу економіки, яка пропагувала циклічну теорію націй — економіки проходять через стадії юності, дорослості та старості — та поширилась серед академій Британії та Сполучених Штатів, домінуючи в них впродовж решти XIX століття.

### Торстейн Веблен і американський шлях
Торстейн Веблен (1857—1929), який походив із сільської місцевості середнього Заходу Америки і працював в університеті Чикаго, є одним із найвідоміших ранніх критиків «американського шляху». В «Теорії дозвільного класу» (The Theory of the Leisure Class) 1899 року він нехаяв матеріалістичну культуру і заможних людей, які демонстративно споживали своє багатство як спосіб демонстрації успіху. В «Теорії компанії» (The Theory of Business Enterprise) 1904 року Веблен виділяє виробництво для використання речей людьми і виробництво заради чистого прибутку, стверджуючи, що перше часто є ускладненим, оскільки підприємства переслідують останнє. Виробництво і технологічний прогрес обмежуються бізнес-практиками та створенням монополій. Бізнес захищає свої поточні капіталовкладення і використовує розширене кредитування, що призводить до депресій і збільшення військових витрат і війн через бізнес-контроль над політичною владою. Ці дві книги, зосередившись на критиці конс'юмеризму і паскарства, не пропагували, однак, ніяких змін. Проте, у 1918 році Веблен переїхав до Нью-Йорку, аби почати роботу редактором журналу The Dial, а згодом у 1919 році, разом з Чарльзом А. Бірдом, Джеймсом Харві Робінсоном і Джоном Дьюї, він допоміг заснувати Нову школу соціальних досліджень (відому сьогодні як «Нова школа»). Він був також частиною Технічного Альянсу, створеного в 1919 році Говардом Скоттом. З 1919 по 1926 Веблен продовжував писати і брати участь у різних заходах у Новій школі. Впродовж того періоду він також написав книгу «Інженери та система цін» (The Engineers and the Price System), опубліковану у 1921 році.

## Світові війни, революції і Велика депресія (початок— середина XX століття)
На початку Першої Світової Війни (1914—1918), Альфред Маршалл все ще працював над останньою редакцією його «Принципів економіки» (Principles of Economics). Початковий клімат оптимізму, який відчувався на початку XX століття незабаром було жорстоко розчленовано в окопах Західного фронту. Під час війни виробництво у Великій Британії, Німеччині і Франції було переорієнтовано на війну. В 1917 році Росію охопила революція під керівництвом Владіміра Лєніна, який пропагував Марксистську теорію та колективізовував засоби виробництва. Також в 1917 році Сполучені Штати Америки вступили у війну на боці Союзників (Франція та Велика Британія), з президентом Вудро Вілсоном, який обіцяв «зробити світ безпечним для демократії», розробляючи мирний план з чотирнадцяти пунктів. У 1918 році Німеччина розпочала весняний наступ, який провалився, а у той час як союзники перейшли до контрнаступу, й нові мільйони були вбиті, у Німеччині сталась Листопадова революція, Тимчасовий уряд якої попросив миру на основі чотирнадцяти пунктів Вілсона. Після війни Європа лежала в руїнах, матеріально, фізично та психологічно, а її майбутнє залежало від диктату Версальської конференції 1919 року.
Після Першої Світової Війни Європа та Совітський Союз лежали в руїнах, а існування Британської імперії добігало до свого кінця, залишаючи США провідною світовою економічною силою. До Другої Світової Війни, американські економісти відігравали незначну роль. За цей час інституційні економісти переважно критикували «американський спосіб» життя, особливо демонстративне споживання Буремних двадцятих до краху Волл-стріт 1929 року. Найважливішою частиною розвитку економічної думки під час Великої депресії, була Кейнсіанська революція, разом з публікацією у 1936 році «Загальної теорії зайнятості, відсотків і грошей» (The General Theory of Employment, Interest and Money) Джона Мейнарда Кейнса. Як наслідок, виник більш ортодоксальний напрям думки, реагуючи на простий стиль дискусії Кейнса, та рематематизуючи професію. Ортодоксальність однак також була піддана випробуванню більш радикальною групою науковців, які базувались у Чиказькому університеті та виступали за «свободу» і «волю», озираючись на анти-інтервенційні уряди XIX століття.

### Економетрика

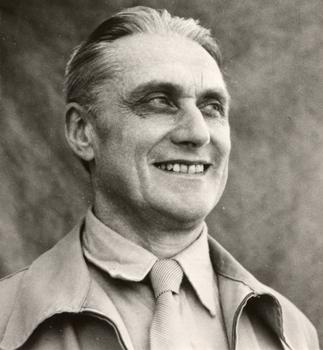
Раґнар Фріш (1895—1973)

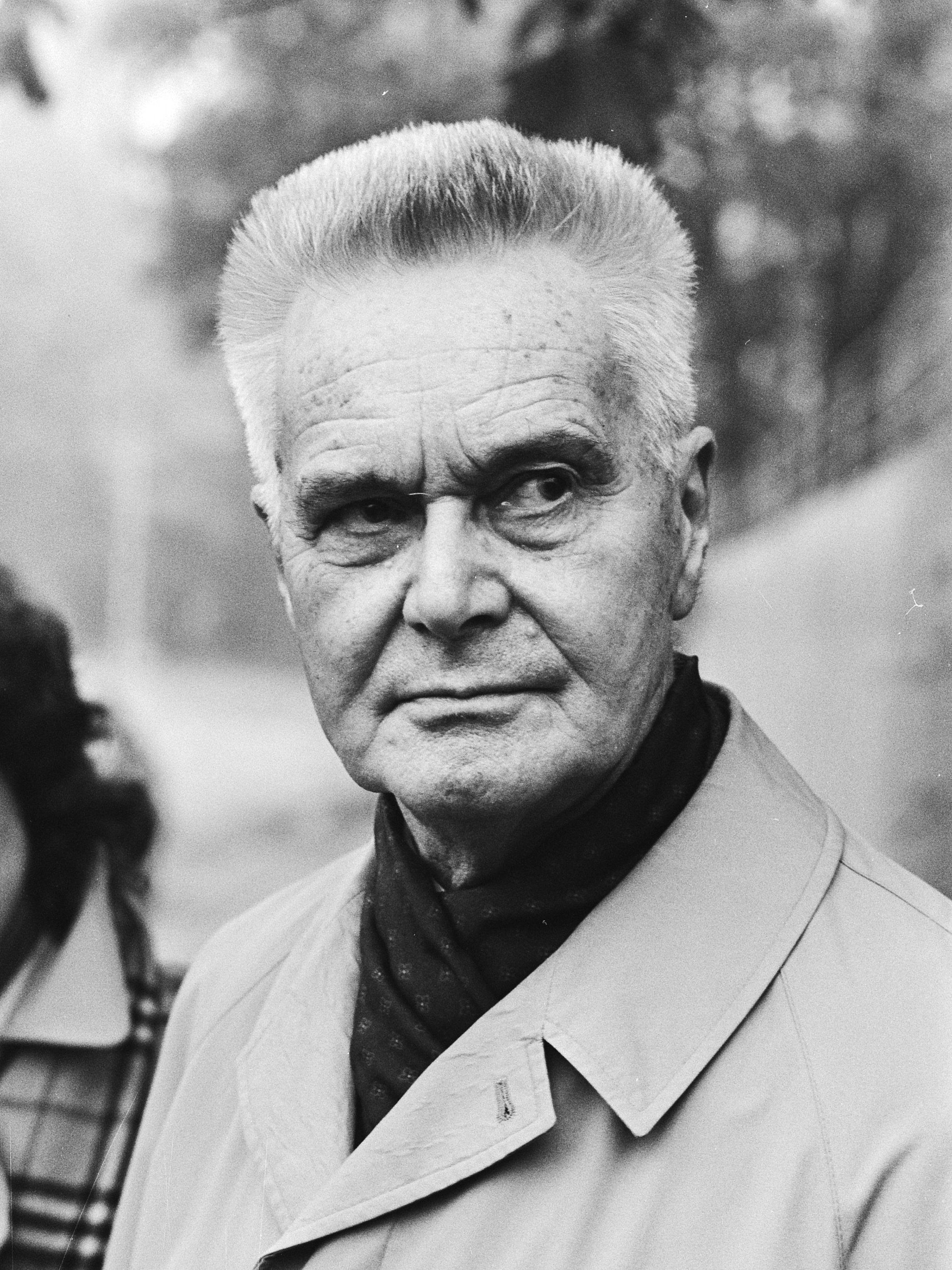
Ян Тінберґен (1903—1994)

У 1930-х норвезький економіст Раґнар Фріш (1895—1973) та голандський економіст Ян Тінберґен (1903—1994) започаткували економетрику, отримавши першу Нобелівську премію з економіки у 1969 році. У 1936 році американський економіст російського походження Василь Лєонтьєв (1905—1999) запропонував модель Витрат-випуску (Input-output model) економіки, яка використовувала лінійну алгебру та ідеально підходила для комп'ютерів, за що він отримав у 1973 році Нобелівську премію. Після Другої світової війни, Лоуренс Клейн (1920—2013) започаткував використання комп'ютерів в економетричному моделюванні, також отримавши за це Нобелівську премію у 1980 році. У той час як у 1963—1964 роках Джон Тьюкі з університету Принстону розробляв революційне Швидке перетворення Фур'є, яке надзвичайно пришвидшило обрахунок перетворень Фур'є, його британський асистент Сер Клайв Ґрейнджер (1934—2009) започаткував використання перетворень Фур'є в економіці, отримавши Нобелівську премію з економіки у 2003 році. Асистент Раґнара Фріша, Трюґве Гаавельмо (1911—1999) також отримав Нобелівську премію з економіки у 1989 році за пояснення економетричних основ імовірності та за аналіз одночасних економічних структур.

### Мінс і корпоративне управління

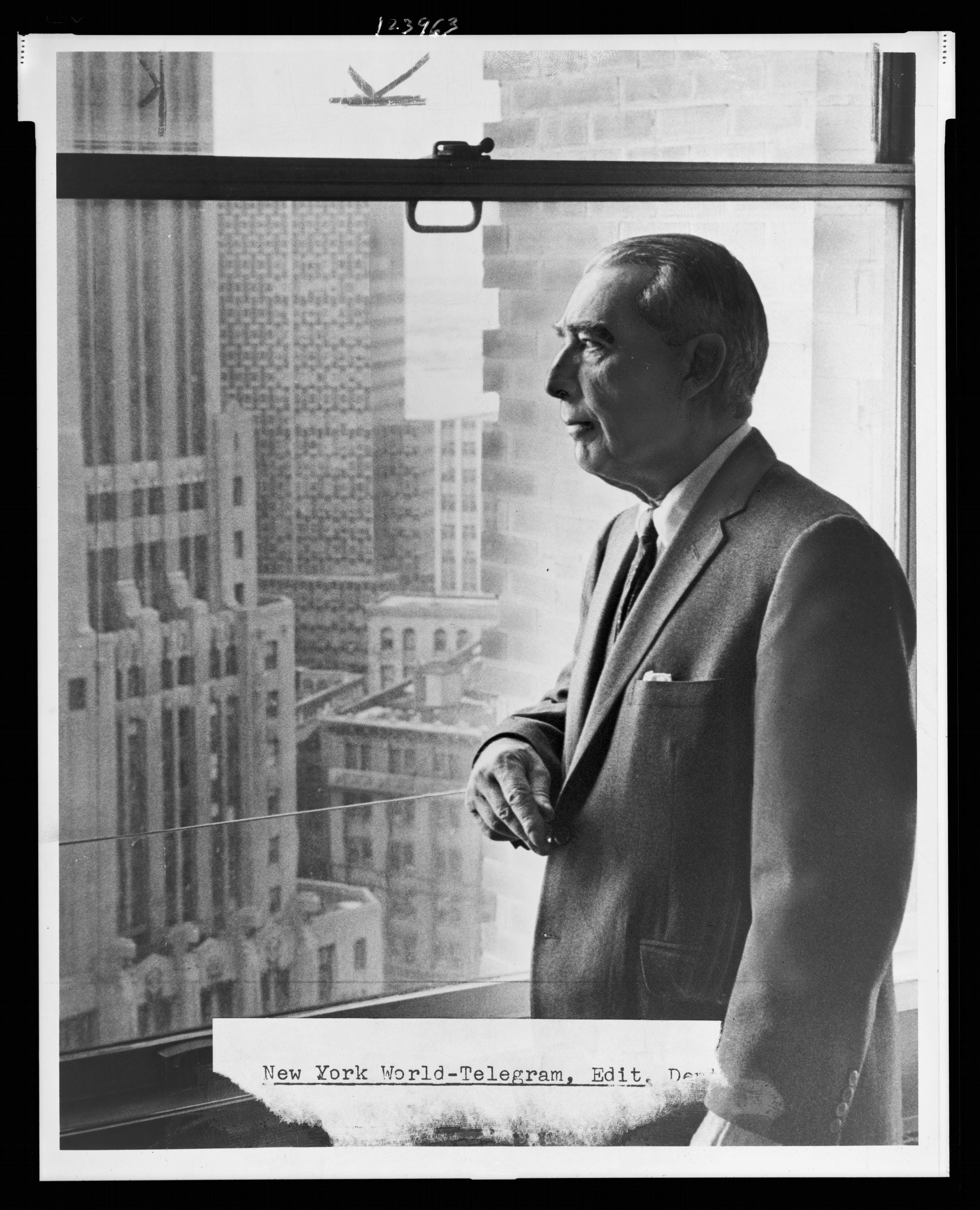
Адольф Август Берл-молодший (1895—1971) разом з Ґардінером Мінсом був засновником сучасного корпоративного управління.

Велика депресія була часом значних зрушень у світовій економіці. Один з найбільш оригінальних внесків у розуміння того, що пішло не так, походив від адвоката Гарвардського університету, Адольфа Берлі (1895—1971), який як і Джон Мейнард Кейнс відійшов від дипломатичної роботи в Паризькій мирній конференції 1919 року та був глибоко зневірений Версальським договором. У своїй книзі разом з американським економістом Ґардінером Мінсом (1896—1988) «Сучасна Корпорація і Приватна власність'» (The Modern Corporation and Private Property) 1932 року він деталізував еволюцію в сучасній економіці великого бізнесу, і стверджував, що на тих, хто контролював великі фірми, мало бути покладено більше відповідальності. Директори компаній звітують перед акціонерами компаній, або ні, в залежності від правил, що містяться в статутах, складених за корпоративним правом. Вони можуть включати в себе права обирати та звільняти керівництво, вимагати регулярних загальних зборів, стандартів бухгалтерського обліку, і так далі. В Америці 1930-х типове корпоративне право (наприклад, у Делавері) не чітко визначало такі права. Берлі стверджував, що директори компаній без належної відповідальності були схильні спрямовувати плоди прибутку підприємства в свої власні кишені, як і керувати компанією у своїх власних інтересах. Здатність робити це підтверджувалась тим фактом, що більшістю акціонерів у великих державних компаніях були окремі фізичні особи, з мізерними шляхами зв'язку, іншими словами, вони були розділеними та підкореними. Берлі працював в адміністрації Президента Франкліна Делано Рузвельта під час Великої депресії як ключовий член його мозкового трасту, розробивши чимало політик Нового курсу.
У 1967 році Берлі та Мінс опублікували нову та доповнену редакцію своєї роботи, в якій до передмови було додано новий вимір. До нього входило не лише відділення контролерів компаній від власників в ролі акціонерів. Вони поставили питання про те, чого корпоративна структура насправді прагнула досягти.

### Економіка галузевої організації
У 1933 році американський економіст Едвард Чемберлін (1899—1967) опублікував «Теорію монополістичної конкуренції» (The Theory of Monopolistic Competition). У тому ж році британський економіст Джоан Робінсон (1903—1983) опублікував «Економіку недосконалої конкуренції» (The Economics of Imperfect Competition). Разом вони заснували Економіку галузевої організації. Чемберлін також створив Експериментальну економіку.

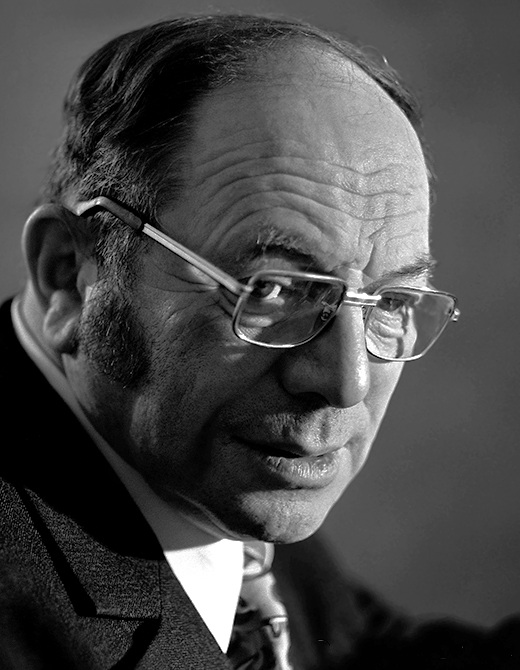
Леонід Канторович (1912—1986)

### Лінійне програмування
У 1939 році російський економіст Леонід Канторович (1912—1986) створив лінійне програмування для оптимального розподілу ресурсів, отримавши за це у 1975 році Нобелівську премію з економіки.

### Екологія та енергетика
До початку XX століття, промислова революція призвела до експоненційного зросту споживання ресурсів. Зростання рівнів здоров'я, багатства і населення сприймалось як звичайний шлях прогресу. Однак, в 1930-х роках економісти почали розробку моделей управління невідновними ресурсами (див. правило Хотеллінга) та стійкості добробуту в економіці, яка використовує невідновні ресурси. Побоювання з приводу екологічного і соціального впливу промисловості були висловлені деякими політичними економістами Просвітництва та учасниками руху романтизму 1800-х років. Перенаселення обговорювалось ще в есе Томаса Мальтуса (див. катастрофа Мальтуса), у той час як Джон Стюарт Мілль передбачив прагнення до сталого стану економіки, передчуваючи проблеми сучасної дисципліни екологічної економіки.

#### Екологічна економіка
Екологічна економіка була заснована на роботах Кеннета Боулдінга, Ніколаса Джорджеску-Руґена, Германа Дейлі та інших. Дисциплінарне поле екологічної економіки також має деяку подібність до теми «зеленої» економіки.
За даними екологічного економіста Мальті Фейбера, екологічна економіка визначається її орієнтацією на природу, справедливість і час. Питання рівності між поколіннями, незворотності впливу людини на середовище, невизначеності довгострокових результатів, обмежень термодинаміки у зростанні і сталого розвитку, спрямовують еколого-економічний аналіз та оцінку.

#### Облік енергії
Облік енергії був запропонований на початку 1930-х років як наукова альтернатива ціновій системі, або грошовому методу регулювання суспільства. Джозеф Тейнтер вважає, що зменшення співвідношення витраченої і отриманої енергії (EROEI) є основною причиною розпаду складних суспільств. Падіння коефіцієнта EROEI через виснаження невідновних ресурсів також створює складну ситуацію для промислових економік. Сталість довкілля стає проблемою, оскільки виживання знаходиться під загрозою через зміни клімату.

### Інституціональна економіка

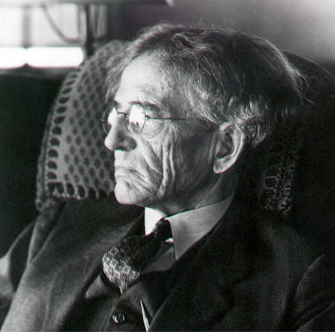
Джон Р. Коммонс (1862—1945)

У 1919 році єльський економіст Волтон Хемілтон представив термін «інституціональна економіка». У 1934 році Джон Коммонс (1862—1945), ще один економіст з середнього Заходу Америки, опублікував роботу «Інституціональна Економіка» (Institutional Economics), яка базувалась на концепції, що економіка є мережею відносин між людьми з різними інтересами (у тому числі монополії, великі корпорації, трудові спори) та бізнес-циклами, що коливаються. Вони, однак, зацікавлені у вирішенні цих спорів. Уряд, вважав Коммонс, повинен виступати посередником між групами, які конфліктують. Коммонс і сам присвятив більшу частину свого часу консультативній і посередницькій діяльності у державних радах і промислових комісіях.

### Артур Сесіл Пігу

Артур Сесіл Пігу (1877—1959)

У 1920 році студент Альфреда Маршалла, Артур Сесіл Пігу (1877—1959), опублікував роботу «Багатство і добробут» (Wealth and Welfare), яка наполягала на можливості фіаско ринків, стверджуючи, що ринки неефективні у разі економічних екстерналій, і держава повинна втручатися, щоб запобігти цьому. Однак Пігу зберіг вільноринкові переконання, і в 1933 році, в умовах економічної кризи, — пояснив у «Теорії безробіття» (The Theory of Unemployment) що надмірне втручання держави у ринок праці було реальною причиною масового безробіття, оскільки урядом була встановлена мінімальна заробітна плата, яка заважала запрплатні саморегулюватись в умовах ринку. Це згодом стало об'єктом атак з боку Кейнса. В 1943 році Пігу опублікував працю «Класичний сталий стан» (The Classical Staionary State), яка популяризувала ефект Пігу, стимулювання виробництва і зайнятість під час дефляції за рахунок збільшення споживання через зростання добробуту.

### Ринковий соціалізм

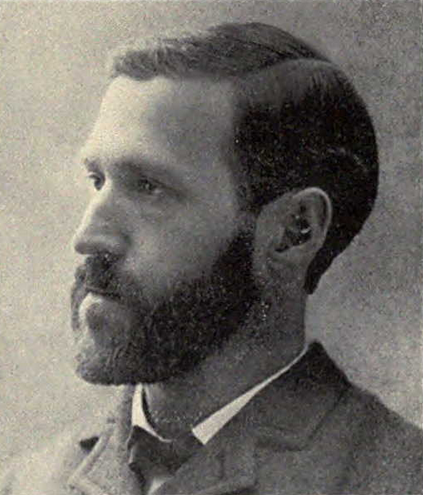
Фред М. Тейлор (1855—1932)

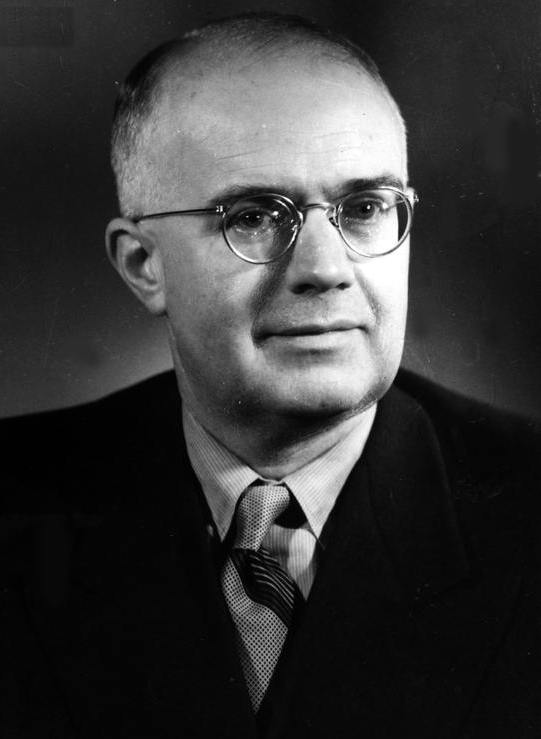
Оскар Р. Ланге (1904—1965)

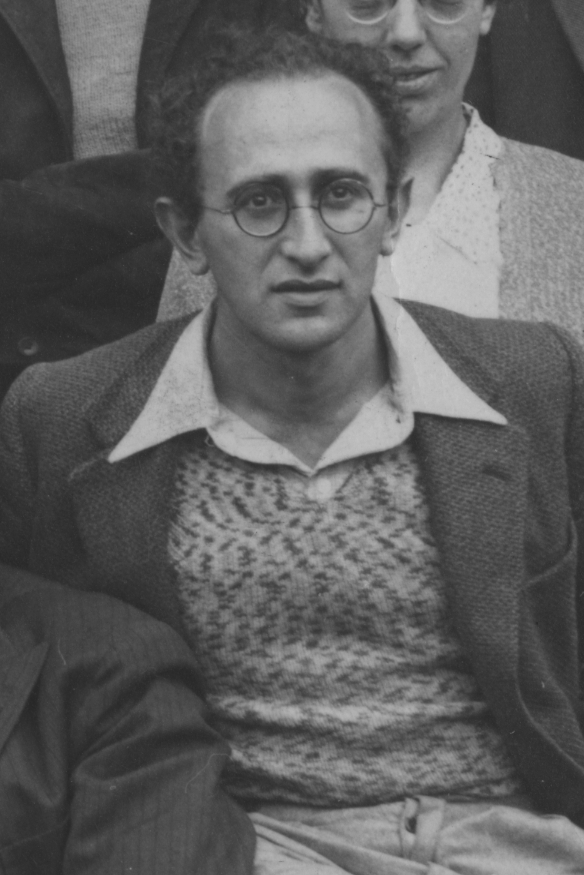
Абба Лернер (1903—1982)

У відповідь на Проблему економічного розрахунку, запропонованої Австрійською школою економіки, що сперечається щодо ефективності економіки, регульованої державою, була розроблена теорія ринкового соціалізму в кінці 1920-х і 1930-х років економістами Фредом М. Тейлором (1855—1932), Оскаром Ланге (1904—1965), Аббою Лернером (1903—1982) та іншими, поєднуючи Марксистську економіку і неокласичну економічну теорію після відкидання трудової теорії вартості. У 1938 році Абрам Берґсон (1914—2003) визначив Функцію соціального добробуту.

### Стокгольмська школа економіки

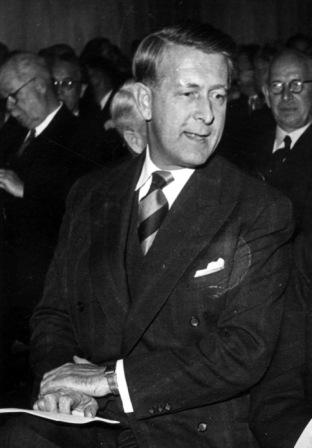
Бертіл Улін (1899—1977)

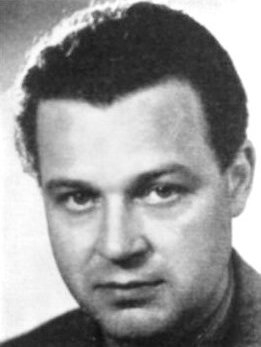
Гуннар Мюрдаль (1898—1987)

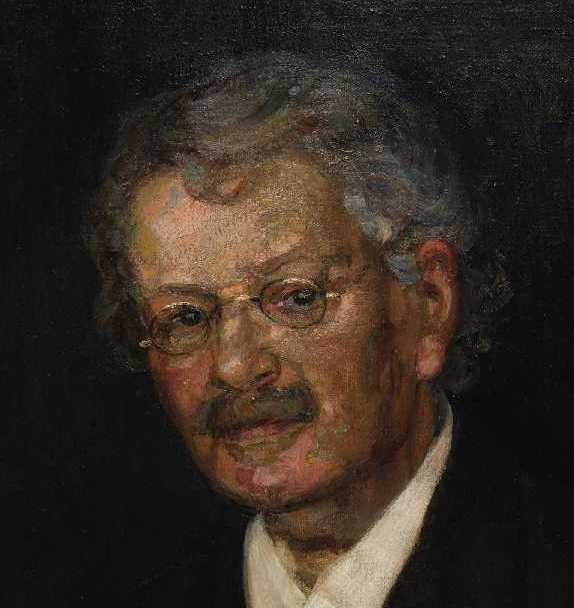
Кнут Віксель (1851—1926)

У 1930-х роках, економістами Елі Хекшером (1879—1952), Бертілем Уліном (1899—1977), Гуннаром Мюрдалем (1898—1987) та іншими, базуючись на роботах Джона Мейнарда Кейнса та Кнута Вікселя, була заснована Стокгольмська школа економіки, яка консультувала провідників шведського соціалістичного добробуту.
У 1933 році Улін і Хекшер запропонували модель міжнародної торгівлі Хекшера-Уліна, яка стверджує, що країни будуть експортувати товари, які використовують фактори виробництва, що є дешевими і в достатку та імпортувати продукцію, яка використовує дефіцитні фактори виробництва. У 1977 році Улін був нагороджений Нобелівською премією.
У 1957 році Мюрдаль опублікував свою теорію Кругової кумулятивної причинності, в якій зміна в одній інституції впливає на інші. У 1974 році він також отримав Нобелівську премію.

### Французька школа регулювання
Французька школа регулювання включає таких економістів як Мішель Альєтта (1938), Андре Орлеан (1950), Робер Боєр (1943), Бенжамін Коріат (1948) та Ален Ліпіц (1947). Це одна з двох гетеродоксальних шкіл у Франції, другою є Школа конвенцій (L'ecole des conventions). Їхніми інтересами переважно є режими регулювання специфічних історичних етапів капіталізму. Вони проаналізували фордистський режим регулювання, який відповідає післявоєнному періоду. Їхні дослідження полягають в поясненні як стабільний режим регулювання може виникнути в капіталістичній економіці, якій притаманні кризи. У той же час на противагу школі регулювання, ортодоксальні економісти намагаються пояснити причини криз та порушення рівноваги в саморегульованій економіці.

### Американська Економічна Асоціація

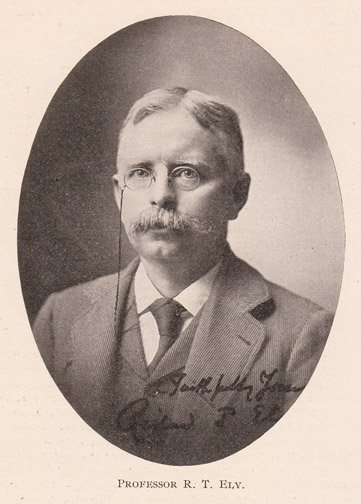
Річард Т. Елі (1854—1943)

У 1885 році Річардом Т. Елі (1854—1943) була заснована Американська економічна асоціація (АЕА), яка публікувала «Американський економічний огляд» (American Economic Review), починаючи з 1911-го. У 1918 році Елі опублікував «Приватну колонізацію землі» (Private Colonization of Land), заснувавши Лямбда Альфа Інтернешнл в 1930 році для популяризації видання Land Economics.

## Кейнсіанство (XX століття)

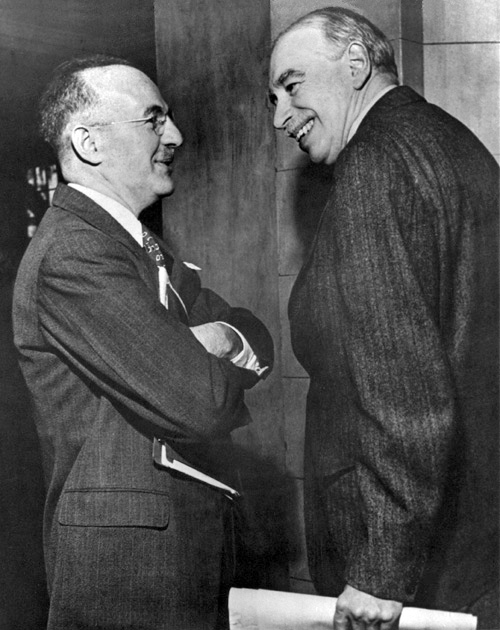
Джон Мейнард Кейнс (1883—1946) (праворуч) зі своїм американським колегою Гаррі Вайтом на Бреттон-Вудській конференції.

Джон Мейнард Кейнс (1883—1946) народився в Кембриджі, отримав освіту в Ітоні, та під науковим керівництвом А. С. Пігу і Альфреда Маршалла в Кембриджському університеті. Він розпочинав свою кар'єру як лектор перед початком роботи на британський уряд під час Першої світової війни, дійшовши до ролі фінансового представника Британії на Версальській конференції, де він категорично був незгоден з прийнятими рішеннями. Його зауваження були викладені в книзі «Економічні наслідки миру» (The Economic Consequences of the Peace) 1919 року, в якій він описував своє обурення з приводу нездатності дотримання Америкою «Чотирнадцяти пунктів», і настрою мстивості, який панував по відношенню до Німеччини. Внаслідок цього він покинув конференцію, використовуючи великі об'ми економічних даних, представлені на ній, стверджуючи, що якщо переможці змусять переможені Центральні держави сплачувати воєнні репарації, то невдовзі світ постане перед фінансовою кризою, що в свою чергу призведе до другої світової війни. Кейнс закінчив свій трактат, виступаючи, по-перше, за зниження репараційних платежів Німеччини до реального прийнятного рівня, підвищення внутрішньо-державного управління континентального видобутку вугілля та вільну торгову асоціацію через механізм Ліги Націй; по-друге, за домовленість щодо взаємозаліку боргів між союзними країнами; по-третє, за повну реформу міжнародної валютної біржі і міжнародного кредитного фонду; і по-четверте, за відновлення торгових відносин з Росією і Східною Європою.
Книга мала величезний успіх, і хоча вона була розкритикована за неправдиві прогнози великою кількістю людей, без змін, які пропагував Кейнс, його похмурі прогнози справдилися коли світ зіткнувся з Великою Депресією, яка почалася в 1929 році, і Другою світово війною у 1939 році. Перша світова війна позиціонувалась як «війна за закінчення всіх воєн», і тому абсолютний провал мирного врегулювання породив ще більшу рішучість не повторювати тих самих помилок. З розгромом фашизму, у липні 1944 року, відбулась Бреттон-Вудська конференція, задля встановлення нового економічного порядку, в якому Кейнс знову мав відіграти провідну роль.

### Загальна теорія зайнятості, відсотків і грошей
У 1936 році Кейнс опублікував свою найважливішу роботу, «Загальна теорія зайнятості, відсотків і грошей» (The General Theory of Employment, Interest and Money). Велика Депресія виникла внаслідок краху 1929 року на Волл-стріт, що призвело до масового зростання безробіття в Сполучених Штатах, що в свою чергу спричинило відкликання боргів у європейських позичальників, створюючи економічний ефект доміно по всьому світу. Ортодоксальні економісти закликали до скорочення витрат, доки впевненість підприємців і рівень прибутку не буде відновлений. Кейнс, навпаки, стверджував в «Трактаті про грошову реформу» (A Tract on Monetary Reform) 1923 року (який пропагував стабільну валюту), що різні фактори зумовлювали економічну активність, і що було недостатньо лише чекати довгострокової рівноваги ринку, аби відновитись. Знаменита теза Кейнса:
"...цей довгостроковий період помилковий шлях для поточних справ. У довгостроковому періоді ми всі мертві. Економісти створюють собі занадто просте і занадто марне завдання, якщо в буремні часи вони лише можуть нам сказати, що коли шторм мине, океан буде знову спокійним."
Окрім грошової маси, Кейнс визначив схильність до споживання, спонукання до інвестування, маржинальну ефективність капіталу, перевагу ліквідності, і ефект мультиплікатора як змінні, що визначають рівень об'єму економіки, зайнятості і рівня цін. Більша частина цієї езотеричної термінології була винайдена Кейнсом спеціально для його Загальної теорії. Кейнс стверджував, що якщо заощадження не інвестувались у фінансові ринки, загальний обсяг витрат падає, що призводить до зменшення доходів населення і безробіття, що в свою чергу знову знижує заощадження. Це продовжується до тих пір, доки бажання заощадити стає рівним бажанню інвестувати, що означає досягнення нової «рівноваги» і зниження витрат припиняється. Ця нова «рівновага» — це депресія, за якої люди менше інвестують, менше заощаджують і менше витрачають.
Кейнс стверджував, що зайнятість залежить від загального обсягу витрат, який складається зі споживчих витрат і бізнес-інвестицій у приватний сектор. Споживачі витрачають лише «пасивно», або відповідно до коливань їхніх доходів. Компанії, з іншого боку, спонукаються інвестувати за очікуваною ставкою дохідності на нові інвестиції (вигода) і сплаченою ставкою відсотку (витрати). Тому, говорив Кейнс, якщо очікування бізнесу залишалися такими ж як і були, а уряд знижує відсоткові ставки (витрати по позиках), інвестиції будуть зростати, і матимуть примножений ефект на загальну суму витрат. Відсоткові ставки, у свою чергу, залежать від кількості грошей і бажання тримати гроші на банківських рахунках (на відміну від інвестицій). Якщо не вистачає грошей, аби відповідати бажаному рівню заощаджень людей, відсоткові ставки будуть рости, доки на набереться достатня кількість людей. Таким чином, якщо кількість грошей збільшується, а бажання тримати гроші залишаєтьсяся стабільним, відсоткові ставки будуть знижуватися, що призведе до зростання інвестицій, виробництва і зайнятості. Для обох цих причин, Кейнс виступав за низькі відсоткові ставки і легкий кредит, аби боротись з безробіттям.
Однак, на думку Кейнса, в 1930-х роках умови вимагали дій державного сектору. Дефіцит видатків, каже Кейнс, розбурхає економічну діяльність. Цю ідею він адвокував у відкритому листі президентові США Франкліну Д. Рузвельту в Нью-Йорк Таймс (1933). Програма Новий Курс у США була на активній стадії на момент видання «Загальної теорії». Вона представила концептуальне підкріплення для політик, які вже впроваджували. Кейнс також вірив у більш егалітарний розподіл доходів, і оподаткування незароблених доходів, стверджуючи, що високий рівень заощаджень (до якого більш схильні заможні люди) не є бажаним в розвиненій економіці. Кейнс, таким чином, адвокував як монетарне управління так і активну фіскальну політику.

### Кембриджське коло
Під час Другої Світової Війни Кейнс знову виступав радником Королівської скарбниці, ведучи переговори щодо великих кредитів від США, допомагаючи розробляти плани для Міжнародного валютного фонду, Світового банку і Міжнародної торгівельної організації у 1944 році на Бреттон-Вудській конференції, та пакет заходів, призначений для стабілізації світової економіки від коливань, які сталися у 1920-ті роки і для створення рівня торгівельної галузі по всьому світу. Кейнс помер трішки пізніше, ніж рік потому, але його ідеї вже встигли сформувати новий світовий економічний порядок, а всі західні уряди почали запроваджувати програму дефіцитних видатків Кейнсіанської економіки для запобігання криз і підтримки повної зайнятості.

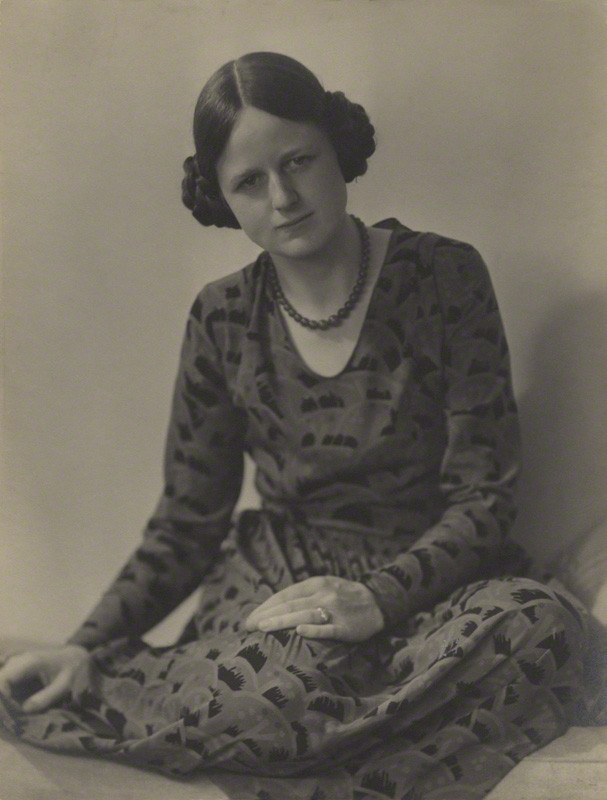
Джоан Робінсон (1903—1983)

Однією з учнів Кейнса в Кембриджі була Джоан Робінсон (1903—1983), член Кембриджського кола Кейнса, яка розвинула поняття про те, що конкуренція рідко буває досконалою на ринку. У своїй праці «Виробнича функція і теорія капіталу» (The Production Function and the Theory of Capital) 1953 року Робінсон описує, на її думку, певну циклічність в ортодоксальній економіці. Неокласики стверджують, що конкурентний ринок змушує виробників мінімізувати витрати виробництва. Робінсон говорила, що витрати виробництва є лише цінами таких факторів виробництва, як капітал. Капітальні товари отримують свою вартість з кінцевих продуктів. І якщо ціна готової продукції визначає ціну капіталу, то в такому випадку, стверджувала Робінсон, говорити, що ціна капіталу визначає ціну кінцевої продукції є абсолютно циклічним. Товари не можуть бути оцінені до тих пір, поки не будуть визначені витрати на виробництво. Це не матиме значення, однак, якщо все в економіці станеться миттєво. Але в реальному світі, на встановлення цін потрібен час — товари оцінюються, перш ніж бути проданими. Оскільки капітал не може бути адекватно оцінений у незалежних одиницях вимірювання, як можна показати, що капітал приносить дохід, рівний внеску у виробництво?
Альфред Айхнер (1937—1988) був американським пост-кейнсіанським економістом, який кинув виклик неокласичному ціновому механізму і стверджував, що ціни не встановлюються через попит і пропозицію, а радше за допомогою цінової надбавки. Айхнер є одним із засновників пост-кейнсіанської школи економіки і був професором університету Ратґерс в час його смерті. Роботи Айхнера і адвокування думки, не збігались з теоріями Джона Мейнарда Кейнса, який був прихильником втручання уряду у вільний ринок і державних видатків з метою збільшення зайнятості. Айхнер стверджував, що інвестиції — ключ до економічного зростання. Він вважався прихильником концепції, що політика державних доходів не повинна допустити інфляції заробітної плати і врегулювання цін у зв'язку з митними, фіскальними та монетарними інструментами регулювання економіки.
Річард Кан (1905—1989) був членом Кембриджського кола, який в 1931 році запропонував мультиплікатор.
П'єро Сраффа (1898—1983) приїхав в Англію з фашистської Італії у 1920-х роках і став членом Кембриджського кола. В 1960 році він опублікував невелику книгу під назвою «Виробництво товарів за допомогою товарів» (Production of Commodities by Means of Commodities), яка пояснила, як технологічні відносини є основою для виробництва товарів і послуг. Ціни результують від компромісів між заробітною платнею та прибутком, ведення колективних переговорів, конфлікту робітників та керівництва і втручання державного планування. Як і Робінсон, Сраффа показував, як основний фактор ціноутворення в економіці не обов'язково був налагодженням ринку.
Джон Хікс (1904—1989) був англійським кейнсіанцем, який у 1937 році запропонував модель грошової маси інвестиційних заощаджень — переваги ліквідності (IS — LM), яка пояснює перетин кривих IS (Investment savings) та LM (Liquidity preference — money supply) як загальну рівновагу на обох ринках.

### Нова Кейнсіанська Макроекономіка
У 1977 році Едмунд Фелпс (1933–) (який був нагороджений у 2006 році Нобелівською премією) і Джон Б. Тейлор (1946–) опублікували роботу, яка доводить, що хитке регулювання цін та заробітної платні дає монетарній політиці роль у стабілізації економічних коливань, якщо заробітна плата і ціни є відносно стійкими, навіть якщо всі працівники і компанії мають раціональні очікування, що спонукало кейнсіанську економіку повернутись до традиційних економістів з новою кейнсіанською макроекономікою. Її центральною темою є забезпечення мікроекономічних основ кейнсіанської макроекономіки, отриманих шляхом виявлення мінімальних відхилень від стандартних мікроекономічних передумов, які ведуть до кейнсіанських макроекономічних висновків, таких як можливість покращення добробуту від макроекономічної стабілізації.
У 1985 році Джордж Акерлоф (1940–) та Джанет Єллен (1946–) опублікували аргументи щодо витрат меню, які показують, що в умовах недосконалої конкуренції, невеликі відхилення від раціональності генерують значну (в плані добробуту) жорсткість цін.
У 1987 році британський економіст Х'ю Діксон (1958–) опублікував «Найпростішу модель недосконалої конкуренції з властивостями Вальраса» (A simple model of imperfect competition with Walrasian features), першу роботу, яка на прикладі простої моделі загальної рівноваги продемонструвала, що фіскальний мультиплікатор може збільшувати рівень недосконалої конкуренції на ринку, допомагаючи розвинути нову кейнсіанську економіку. Причина цього полягає в тому, що недосконала конкуренція на ринку виробництва веде до зниження реальної заробітної плати, призводячи до переходу домогосподарства від споживання в бік відпочинку. Якщо державні витрати збільшуються, то відповідне збільшення паушального оподаткування спричиняє зниження і відпочинку і споживання. Чим більший рівень недосконалої конкуренції на ринку, тим нижче реальна заробітна плата а, отже, скорочення більше припадає на дозвілля (тобто домогосподарства більше працюють), і менше на споживання. Отже, фіскальний мультиплікатор менше одиниці, але зростає відповідно до рівня недосконалої конкуренції на ринку.
У 1997 році американський економіст Майкл Вудфорд (1955) і аргентинський економіст Хуліо Ротемберг (1953–) опублікували першу працю, що описує динамічні стохастичні моделі загальної рівноваги з мікроекономічним обґрунтуванням нової кейнсіанської макроекономічної моделі.

### Сідні Вайнтрауб, Пол Девідсон і посткейнсіанська теорія
У 1975 році американські економісти Сідні Вайнтрауб (1914—1983) і Генрі Волліч (1914—1988) опублікували «Дохідну політику, засновану на податках» (A Tax-Based Incomes Policy), пропагуючи дохідну політику, засновану на податках (TIP), використовуючи механізм податку на прибуток для реалізації антиінфляційної дохідної політики. У 1978 році Вайнтрауб і американський економіст Пол Девідсон (1930–) заснували Журнал посткейнсіанської економіки. Це відкрило двері для багатьох молодих економістів, таких як І. Рей Кентербері (1935-). Завжди сповідуючи посткейнсіанський стиль в своєму підході, Кентербері продовжував робити внески поза межами традиційного пост-кейнсіанства.

### Кредитна теорія грошей
У 1913 році англійський економіст-дипломат Альфред Мітчелл-Іннес (1864—1950) опублікував роботу «Що таке гроші?» (What Is Money?), яку позитивно оцінив Джон Мейнард Кейнс, а згодом в 1914 році «Кредитну теорію грошей» (The Credit Theory of Money), адвокуючи кредитну теорію грошей. Економіст Л. Рендалл Рей назвав ці дві роботи Мітчелла-Іннеса «найкращою парою статей про природу грошей, написану в двадцятому столітті».

## Чиказька школа економіки (XX століття)

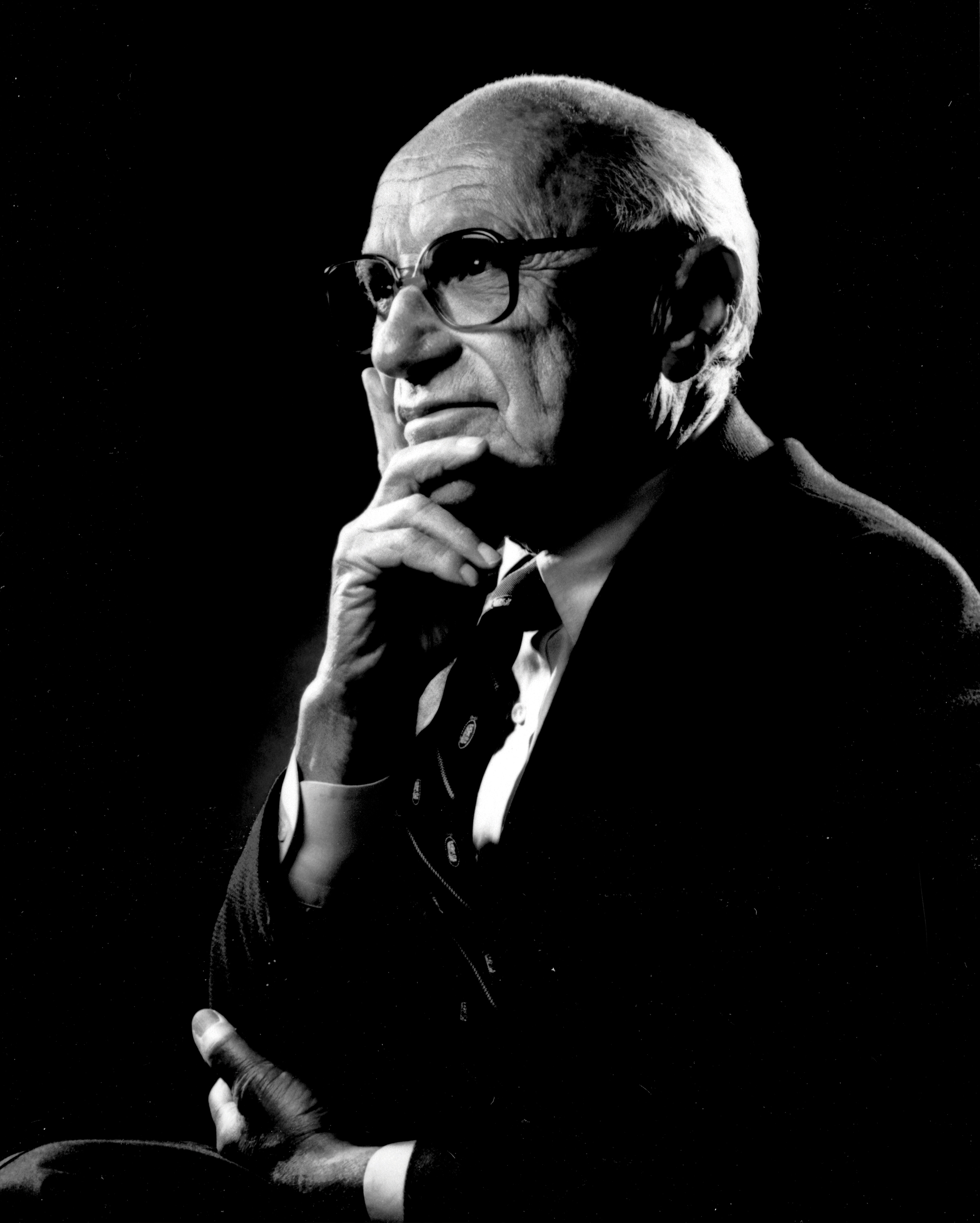
Мілтон Фрідмен (1912—2006)

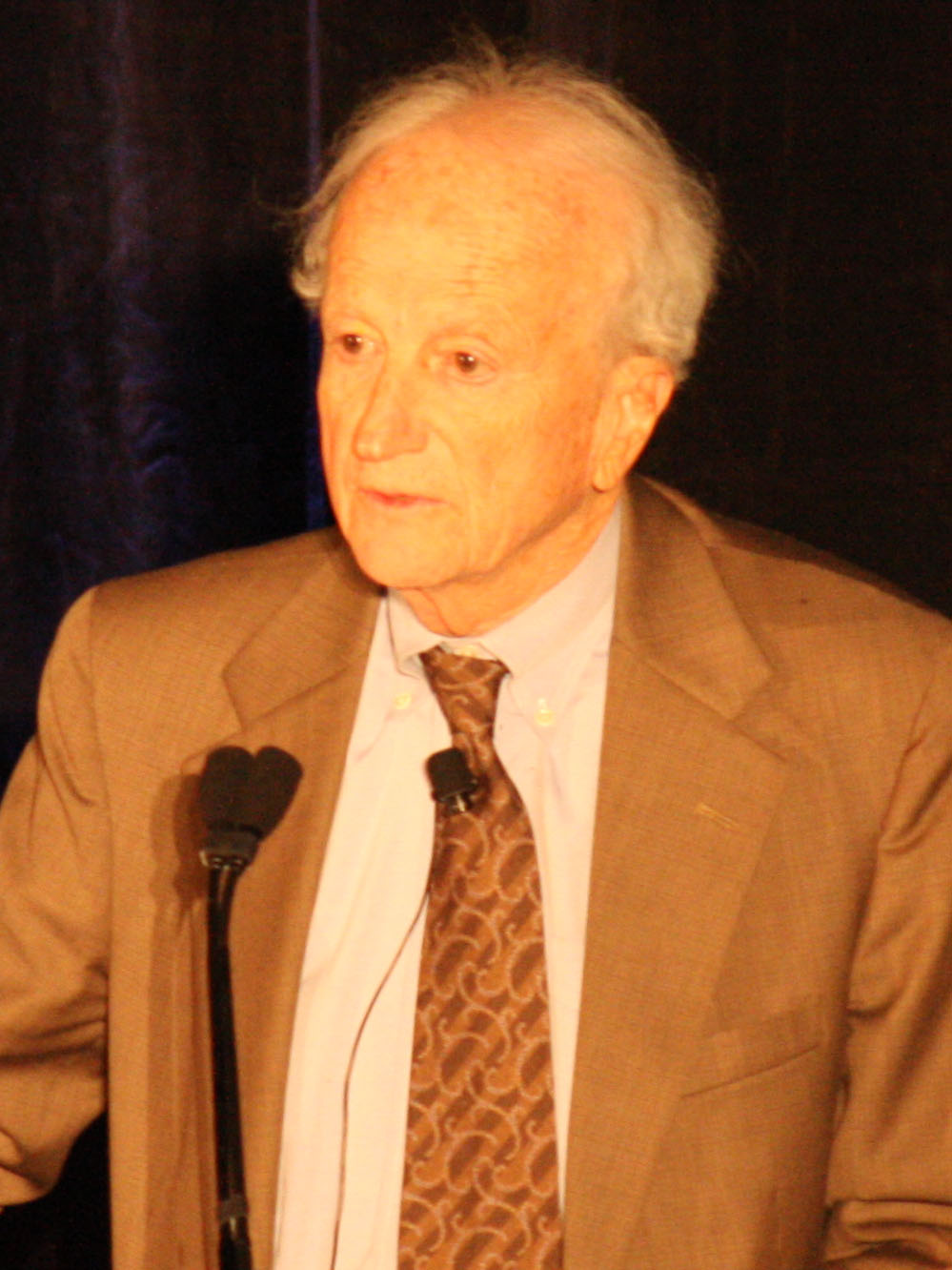
Гері Беккер (1930—2014)

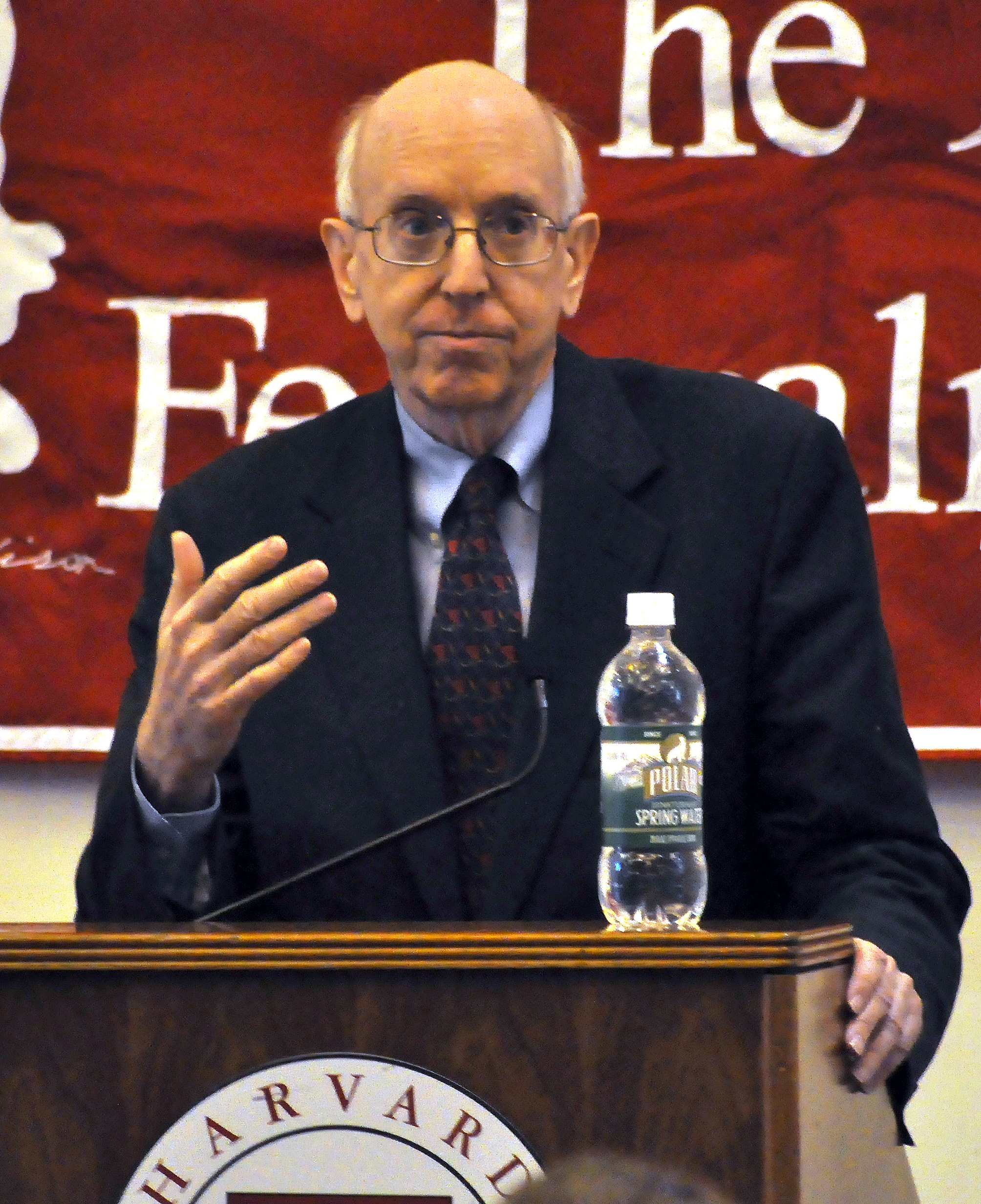
Річард Познер (1939–)

Урядові інтервенційні грошова і податково-бюджетна політики, які рекомендували повоєнні кейнсіанські економісти, були піддані нападу з боку групи теоретиків, що працювали в університеті Чикаго, який в 1950-х роках став відомим як Чиказька школа економіки. Перед Другою світовою війною, стара Чиказька школа сильних кейнсіанців була заснована Френком Найтом (1885—1972), Джейкобом Вайнером (1892—1970) і Генрі Калвертом Саймонсом (1899—1946). Друге покоління було відоме більш консервативною лінією думки, знову підтверджуючи свої лібертаріанські погляди на ринкову діяльність, в якій людей краще залишити вільними обирати як вести свої справи.
Рональд Коуз (1910—2013) з Чиказької школи економіки був найвидатнішим економічним аналітиком права, і лауреатом Нобелівської премії з економіки 1991 року. Його першою великою статтею стала «Природа компанії» (The Nature of the Firm) 1937 року, яка стверджувала, що причиною існування фірм (компаній, партнерств тощо) є існування трансакційних витрат. Гомоекономікус торгує на основі двосторонніх контрактів на відкритих ринках до тих пір, доки трансакційні витрати дозволяють виробляти речі більш економічно ефективно. Його друга велика стаття "Проблема соціальних витрат" (The Problem of Social Cost) 1960 року, яка стверджувала, що якби ми жили в світі без трансакційних витрат, люди торгували б один з одним, щоб створити такий самий розподіл ресурсів, незалежно від того, який вердикт може винести суд у майнових спорах. Коуз використовував приклад зі старої юридичної справи про порушення громадського порядку Стерджес проти Бріджмена, в якій галасливий кондитер і тихий лікар були сусідами і звернулися до суду, щоб дізнатись, хто повинен був переїхати. Коуз стверджував, що незалежно від того, чи суддя встановить, що виробник солодощів мав припинити використання техніки, або що лікар мав примиритися з цим, вони можуть укласти взаємовигідну угоду, про те, хто виїжджає з будинку, яка досягає того ж результату розподілу ресурсів. Однак існування трансакційних витрат може перешкодити цьому. Таким чином закон повинен попередити те, що могло б статися, і керуватись найбільш ефективним рішенням. Ідея полягає в тому, що закон і правила не такі важливі й ефективні при наданні допомоги людям, якими юристи та урядові плановики їх вважають. Коуз та такі ж як він хотіли змінити підхід, щоб покласти тягар доведення позитивного впливу на уряд, який втручався в ринок, аналізуючи витрати на дію.
У 1960-х роках Гері Беккер (1930—2014) і Джейкоб Мінсер (1922—2006) з Чиказької школи економіки створили Нову домашню економіку, яка в свою чергу дала початок сімейній економіці.
У 1973 році учень Коуза Річард Познер (1939–) опублікував книгу «Економічний аналіз права» (Economic Analysis of Law), яка стала стандартним підручником, в результаті чого він став найбільш цитованим правознавцем XX століття. В 1981 році він опублікував «Економіку справедливості» (Economics of Justice), яка стверджувала, що судді тлумачили загальне право, ніби вони намагалися максимізувати економічний добробут.
Мілтон Фрідмен (1912—2006) з Чиказької школи економіки є одним з найбільш впливових економістів кінця XX століття, отримавши Нобелівську премію з економіки у 1976 році. Він відомий своєю працею «Монетарна Історія Сполучених Штатів» (A Monetary History of the United States) 1963 року, в якій він стверджував, що Велика депресія була викликана політикою Федерального резерву. Фрідман стверджує, що політика невтручання держави (laissez-faire) є більш бажаною, ніж державні інтервенції в економіку. Урядам слід прагнути до нейтральної грошово-кредитної політики, орієнтованої на довгострокове економічне зростання, шляхом поступового збільшення грошової маси. Він адвокує кількісну теорію грошей, стверджуючи, що загальні ціни визначаються грошима. Таким чином, активна грошово-кредитна (наприклад, легкий кредит) або фіскальна (наприклад, податки і видатки) політики можуть мати неочікувані негативні наслідки. У «Капіталізмі і свободі» (Capitalism and Freedom) 1962 року, Фрідмен писав:
"Між потребою в діях та визнанням цієї потреби урядом ймовірніше за все існує лаг; і ще більший лаг між визнанням потреби в дії і власне самих діях; проте ще більший лаг між самими діями та наслідками цих дій."
Фрідмен був також відомий своєю роботою над функцією споживання, гіпотезою постійного доходу (1957), яку Фрідман вважав своєю найкращою науковою роботою. Ця гіпотеза стверджує, що раціональні споживачі будуть витрачати суму, пропорційну сумі, яку вони сприймали як їхній постійний дохід. Непередбачені доходи будуть в основному заощаджені. Подібно до податкових пільг, раціональні споживачі прогнозують, що податки муситимуть зрости згодом, щоб збалансувати державні фінанси. До інших важливих внесків Фрідмена відносять його критику кривої Філліпса, і концепції природного рівня безробіття (1968).

### Нова класична макроекономіка та неокласичний синтез

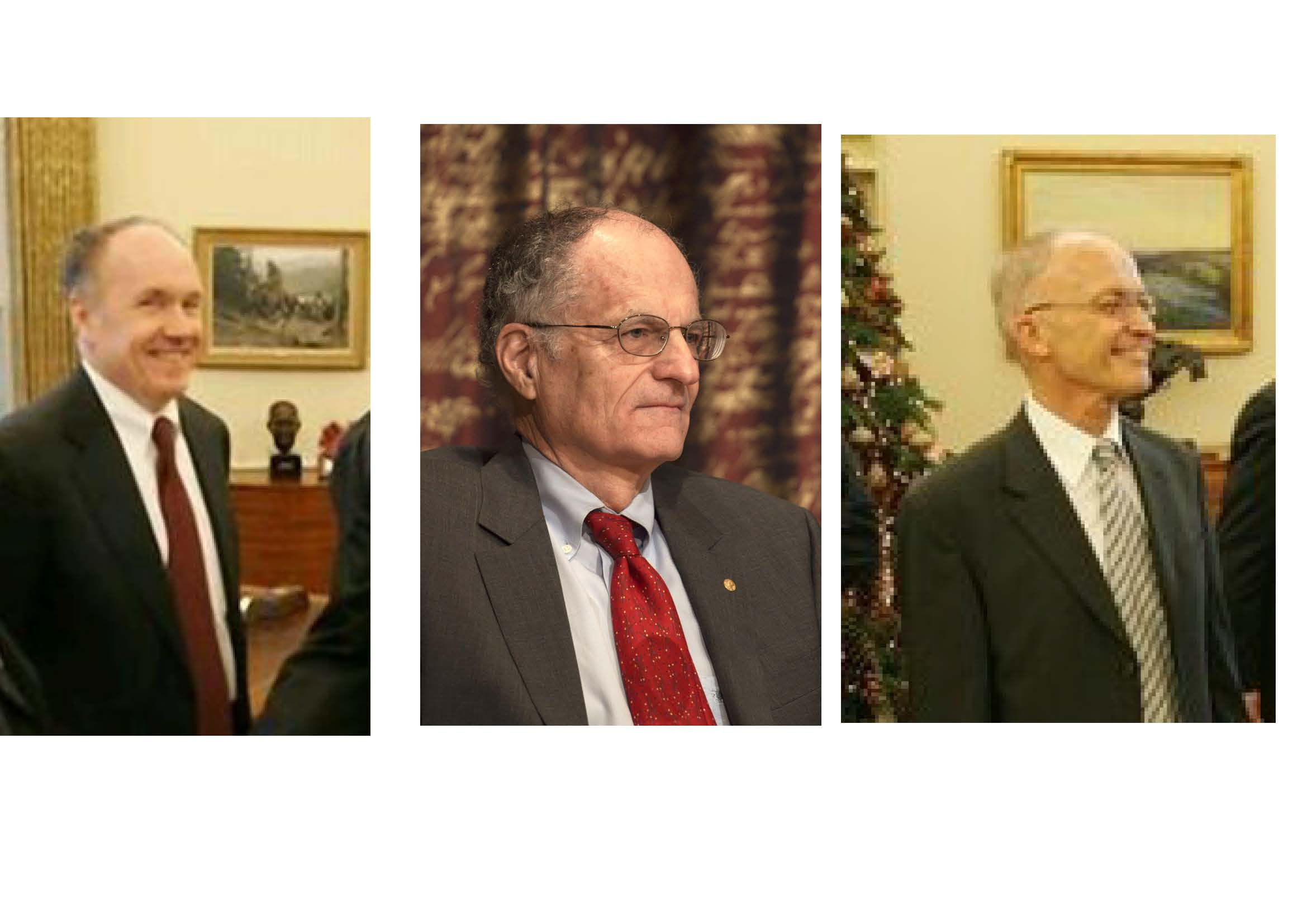
Прескотт (1940-), Сарджент (1943-), Кідланд (1948-)

На початку 1970-х років американський економіст Чиказької школи Роберт Е. Лукас-молодший (1937–) заснував Нову класичну макроекономіку, яка базувалась на монетаристській критиці кейнсіанської макроекономіки Мілтона Фрідмана та ідеї раціональних очікувань, вперше запропонованій в 1961 році Джоном Ф. Мутом, виступаючи проти ідеї, що втручання держави може або повинно стабілізувати економіку. В моделі Політика-Неефективність (1975) Томаса Сарджента (1943) і Ніла Воллеса (1939–), яка на перший погляд спростовувала базові постулати кейнсіанської економіки, також була запроваджена. Згідно з функцією сукупної пропозиції Лукаса виробництво це функція грошей, або ціновий «сюрприз». У 1995 році Лукас був нагороджений Нобелівською премією з економіки.
На місце моделі Лукаса, яка вважалась стандартною моделлю неокласичної макроекономіки прийшла Теорія реального бізнес-циклу, яку запропонували в 1982 році Фінн Кідланд (1943) і Едвард К. Прескотт (1940–), що прагне пояснити коливання обсягу виробництва та зайнятості з точки зору реальних змінних, таких як зміни в технології і смаках. Якщо припустити існування конкурентних ринків, теорія реального ділового циклу стверджує, що циклічні коливання є оптимальною відповіддю мінливості технології і смаків, і що політика макроекономічної стабілізації повинна погіршити добробут.
У 1982 році Кідланд і Прескотт також започаткували теорію динамічної стохастичної загальної рівноваги (DSGE), що є великими системами мікроекономічних рівнянь у поєднанні з моделями загальної економіки, яка стала центральною теорією в неокласичному синтезі, інкорпоруючи такі теоретичні елементи, як жорсткі ціни з нової кейнсіанської макроекономіки. Вони розділили Нобелівську премію у 2004 році.

### Гіпотеза ефективного ринку

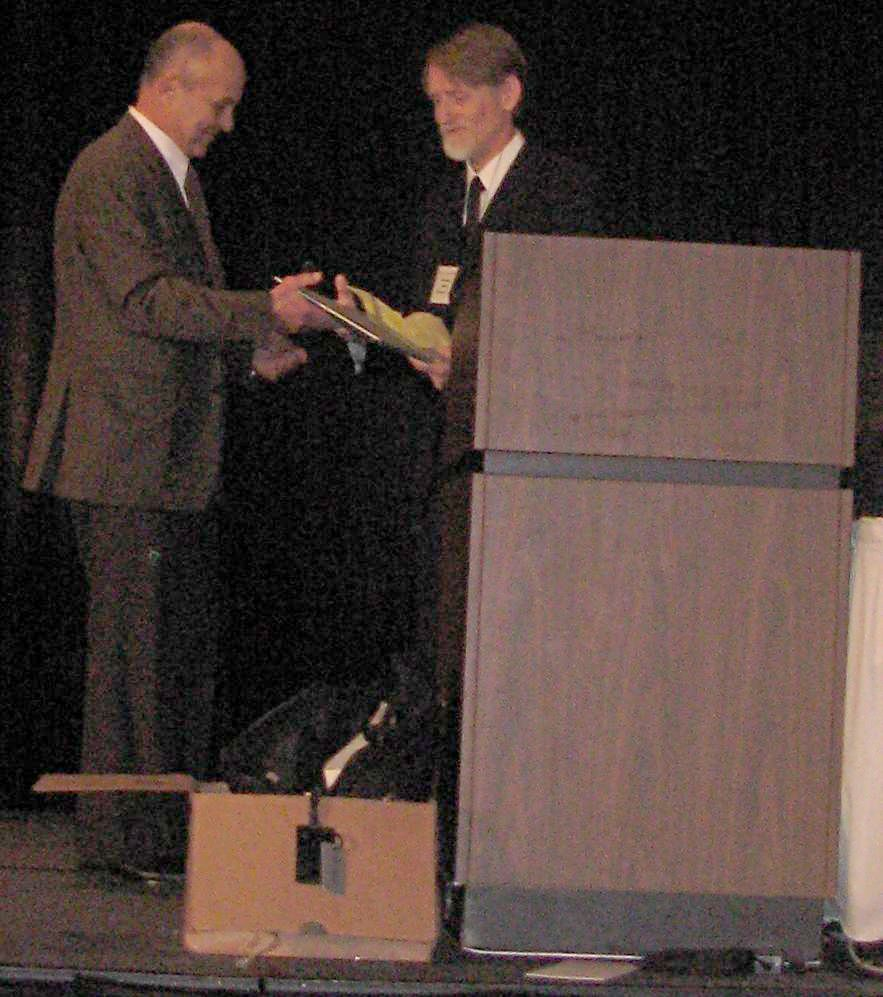
Юджин Фама (1939–)

У 1965 році економіст Чиказької школи Юджин Фама (1939–) опублікував «Поведінку цін фондового ринку» (The Behavior of Stock Market Prices), яка виявила, що ціни на фондовому ринку характеризується випадковим блуканням, запропонувавши гіпотезу ефективного ринку, що полягає у тому, що випадковість притаманна фінансовому ринку, який досконало функціонує. У тому ж році Пол Сем'юелсон опублікував статтю, в якій дійшов того ж висновку, шляхом математичного доведення, розділивши досягнення. Раніше в 1948 році Холбрук Воркінг (1895—1985) опублікував статтю з такою ж думкою, проте не в математичній формі. У 1970 році Фама опублікував «Ефективні ринки капіталу: Огляд теорії та емпіричної роботи» (Efficient Capital Markets: A Review of Theory and Empirical Work), пропонуючи думку, що ефективні ринки можуть бути сильними, напів-сильними або слабкими, також запропонувавши Проблему об'єднаної гіпотези, яка стверджує, що ідея ринкової ефективності не може бути відхилена без відхилення ринкового механізму.

## Ігри, еволюція і зростання (XX століття)

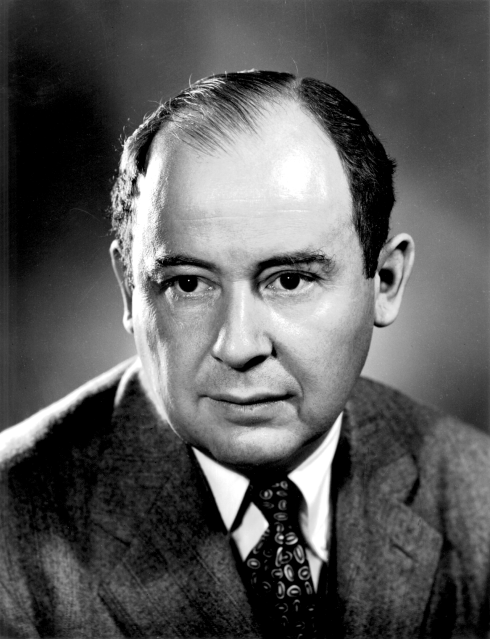
Джон фон Нейман (1903—1957)

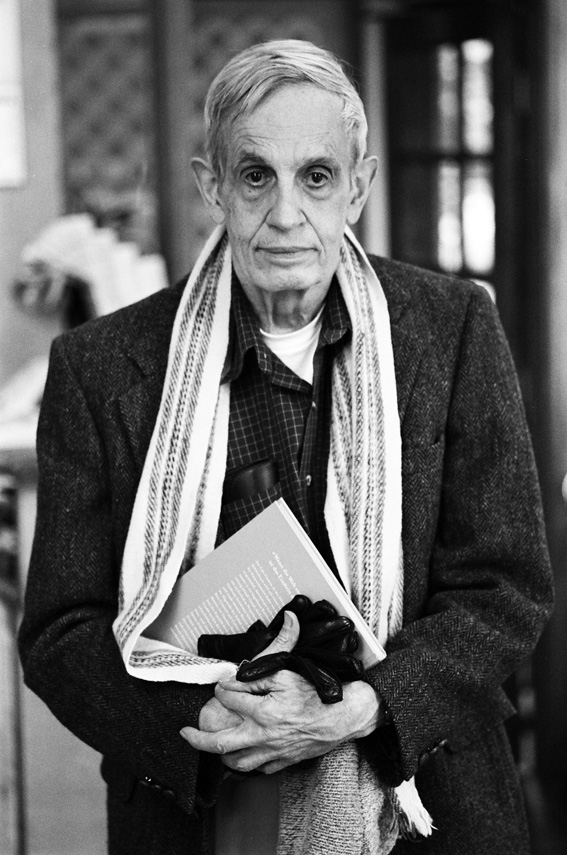
Джон Форбс Неш (1928—2015)

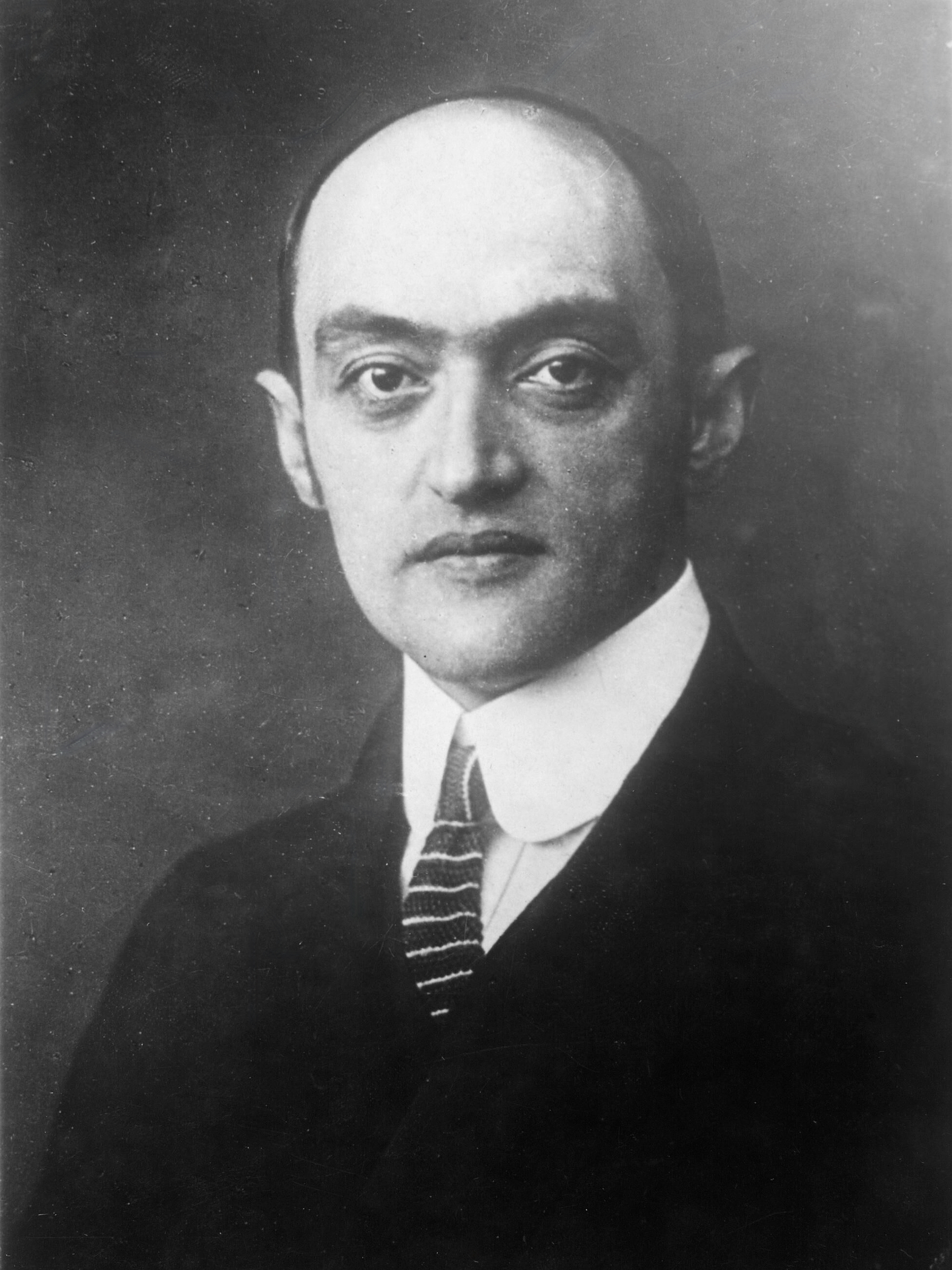
Йозеф Алоїз Шумпетер (1883—1950)

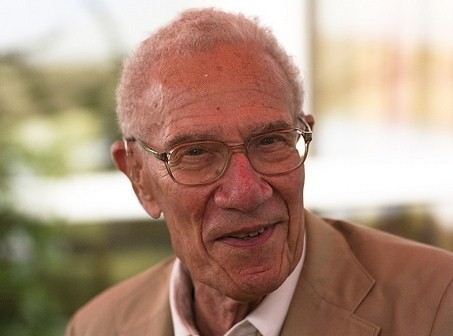
Роберт Солоу (1924–)

У 1898 році Торстейн Веблен опублікував роботу «Чому економіка це не еволюційна наука» (Why is Economics not an Evolutionary Science), яка ввела у використання термін еволюційна економіка, застосовуючи антропологію для заперечення, що існує загальна людська природа, підкреслюючи конфлікт між «промисловою» або інструментальною і «фінансовою» або церемоніальною вартістю, що згодом увійшло в історію як Церемоніальна/інструментальна Дихотомія.
Йозеф Алоїз Шумпетер (1883—1950) був економістом Австрійської коли економіки і політологом, найбільш відомим своїми роботами з бізнес-циклів та інновацій. Він наполягав на ролі підприємців в економіці. У роботі «Бізнес-цикли: теоретичний, історичний та статистичний аналіз капіталістичного процесу» 1939 року Шумпетер синтезував теорії бізнес-циклів, припускаючи, що вони могли б пояснити економічну ситуацію. На думку Шумпетера, капіталізм неминуче йде через довгострокові цикли, оскільки він повністю заснований на наукових винаходах та інноваціях. Фаза розширення стає можливою завдяки інноваціям, оскільки вони приносять приріст продуктивності і стимулюють підприємців інвестувати. Однак, коли інвестори більше не мають можливостей для інвестицій, економіка переходить в рецесію, ряд компаній банкрутує та закривається. Ця фаза триває до моменту, доки інновації не призводять до процесу творчої руйнації, іншими словами вони знищують старі продукти, зменшують зайнятість, проте дозволяють економіці розпочати новий етап зростання, базуючись на нових продуктах нових факторах виробництва.
У 1944 році угро-американський математик Джон фон Нейман і німецький економіст Оскар Морґенштерн опублікували роботу «Теорія ігор і економічна поведінка», започаткувавши теорію ігор, яка стала загальноприйнятою серед економістів. У 1951 році принстонський математик Джон Форбс Неш опублікував статтю «Некооперативні ігри» (Non-Cooperative Games), ставши першим хто визначив рівновагу Неша для ігор з ненульовою сумою.
У 1956 році американський економіст Роберт Солоу (1924–) і австралійський економіст Тревор Свон (1918—1989), запропонували модель Солоу — Свона, яка базувалась на продуктивності, накопиченні капіталу, зростанні населення та технологічному прогресі. У 1956 році Свон також запропонував діаграму Свона внутрішньо-зовнішнього балансу. У 1987 році Солоу був нагороджений Нобелівською премією.

## Після Другої Світової Війни та глобалізації (середина XX століття)

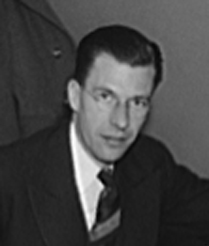
Джон К. Ґелбрейт (1908—2006) працював в Новому курсі адміністрації Франкліна Делано Рузвельта

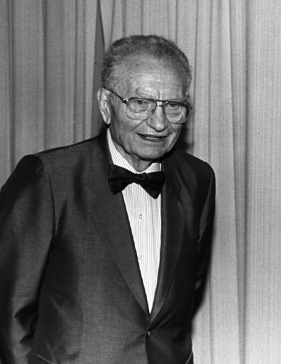
Пол Сем'юелсон (1915—2009) писав економічні тексти-бестселлери.

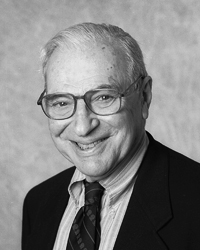
Кеннет Ерроу (1921–)

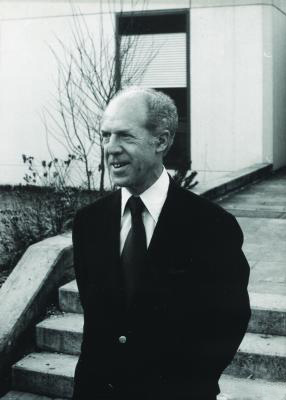
Жерар Дебре (1921—2004)

Ера глобалізації розпочалась з кінця Другої світової війни, зайняттям Сполученими Штатами місця домінантної світової економічної сили, та створенням Організації Об'єднаних Націй (ООН). Аби запобігти ще одній світовій депресії, Сполучені Штати пробачили Німеччині її воєнні борги та використали свої запаси аби відбудувати Європу та заохотити реіндустріалізацію Німеччини і Японії. У 1960-х вони змінили свою роль на рециркулювання світових запасів.
Після Другої світової війни, канадець Джон Кеннет Ґелбрейт (1908—2006) став одним з прапороносців ідеї проактивного уряду і ліберально-демократичної політики. У «Заможному суспільстві» (The Affluent Society) 1958 року, Ґелбрейт стверджував, що виборці, досягаючи певного матеріального достатку, починають голосувати проти спільного блага. Він також стверджував, що «загальна мудрість» консервативного консенсусу була недостатньою, щоб вирішити проблеми соціальної нерівності. В епоху великого бізнесу, на його думку, це нереалістично розмірковувати про ринки в їх класичному вигляді. Вони встановлюють ціни і використовують рекламу для створення штучного попиту на власну продукцію, спотворюючи реальні вподобання людей. Споживчі вподобання насправді відображають точку зору корпорації — «ефект залежності» — а економіка в цілому орієнтована на ірраціональні цілі. У «Новій промисловій державі» (The New Industrial State) Ґелбрейт стверджував, що економічні рішення плануються приватною бюрократією, техноструктурою експертів, які маніпулюють маркетинговими каналами та зв'язками з громадськістю. Ця ієрархія обслуговує себе сама, а прибутки вже не є основним мотиватором, і навіть менеджери вже не мають контролю. Тому що вони є новими планувальниками, а корпорації не люблять ризикувати і вимагають сталої економіки і стабільних ринків. Вони наймають уряди, щоб забезпечити свої інтереси фіскальною та грошово-кредитною політиками, наприклад, дотримуючись монетаристських заходів, які збагачують лихварів у місті за допомогою підвищення відсоткових ставок. У той час як цілі заможного суспільства і залежного уряду служать ірраціональній техноструктурі, публічний простір одночасно бідніє. Ґелбрейт змальовує картину виходу з пентхаусу вілли на немощені вулиці, від впорядкованих садів до неохайних громадських парків. В «Економіці та суспільній меті» (Economics and the Public Purpose) 1973 року Ґелбрейт адвокує «новий соціалізм» як рішення, націоналізуючи військову промисловість і громадські послуги, такі як охорона здоров'я, впроваджуючи дисципліновану заробітну плату та регулювання цін, щоб зменшити нерівність.
На відміну від лінгвістичного стилю Ґелбрейта, післявоєнні економісти почали синтезувати більшість робіт Кейнса з математичними уявленнями. Вступний університетський курс економіки почав показувати економічну теорію як єдине ціле, що згодом почали називати неокласичним синтезом. «Позитивна економіка» стала терміном, створеним, щоб описати певні тенденції і «закони» економіки, які можуть бути об'єктивно досліджені і описані в безвартісний спосіб, окремо від оцінок та суджень «нормативної економіки».
Книга Пола Сем'юелсона (1915—2009) «Основи економічного аналізу» (Foundations of Economic Analysis), опублікувана у 1947 році, була спробою показати, що математичні методи можуть репрезентувати основу для тестування економічної теорії. (Пол Сем'юелсон був нагороджений Нобелівською премією з економіки в 1970 році за його поєднання математики та політичної економії.) Сем'юелсон почав з двох припущень. По-перше, люди і фірми будуть діяти таким чином, щоб максимізувати свої егоїстичні цілі. По-друге, ринки мають тенденцію тяжіти до рівноваги цін, за якої пропозиція відповідає попиту. Він розширив використання математики для опису рівноважної поведінки економічних систем, у тому числі нову макроекономічну теорію Джона Мейнарда Кейнса. У той час як Річард Кентіллон зімітував механічну фізику інерції і гравітації Сера Айсака Ньютона в моделі конкуренції та ринку, фізіократи скопіювали систему кровообігу в модель кругового потоку доходів, Вільям Джевонс виявив цикли зростання, які збігались з періодичністю сонячних плям, Сем'юелсон адаптував формули термодинаміки до економічної теорії. Відновлення економіки як складної науки було також проведене і в Сполученому Королівстві, і там святкували «відкриття» Вільяма Філліпса, який виявив кореляційний зв'язок між інфляцією та безробіттям. Робочий висновок стверджував, що забезпечення повної зайнятості могло б забезпечити зниження інфляції. Сем'юелсон інкорпорував ідею кривої Філліпса у свою роботу. Його підручник «Економіка» був впливовим та став загальноприйнятим.
З середині 1950-х до середини 1970-х років Джоан Робінсон, П'єро Сраффа, Пол Самуельсон, Роберт Солоу та інші видатні економісти вели теоретичну дискуссію, яка стала відома як «Кембриджська суперечка про капітал». Під критикою опинилась неокласична концепція сукупного виробництва та розподілу. Суперечка оголила теоретичні протиріччя в економічній науці, була продемонстрована нездатність маржиналізму та кейнсіанства пояснити природу і розмір прибутку на капітал у макроекономічному вимірі. Одним з результатів дискуссії була стаття Левхарі і Самуельсона, яка починалася словами: «Ми хочемо чітко заявити, що пов'язана з нами теорема про не переключення [технологій] з усією визначеністю невірна.» Сьоме видання «Економіки» Самуельсона було значно перероблене і очищене від продемонстрованих теоретичних помилок.
Американський економіст Кеннет Ерроу (1921—2017) опублікував книгу «Соціальний вибір та індивідуальні цінності» (Social Choice and Individual Values) в 1951 році. Вона розглядає зв'язки між економікою та політичною теорією. Це спричинило появу теорії соціального вибору з введенням його «теореми можливості». Це викликало широку дискусію з приводу того, як інтерпретувати різні умови теореми і які наслідки вона має для демократії і голосування. Найбільш суперечливою з його чотирьох (1963) або п'яти (1950/1951) умов є незалежність від несуттєвих альтернатив.
У 1950х Кеннет Ерроу і Жерар Дебре (1921—2004) розробили модель загальної рівноваги Ерроу–Дебре. У 1963 році Ерроу опублікував статтю, яка заснувала економіку здоров'я.
У 1971 році з Ерроу і Френк Хан опублікували роботу «Загальний конкурентний аналіз» (General Competitive Analysis), яка підтвердила теорію загальної рівноваги цін в економіці. У 1971 році президент США Річард Ніксон заявив, що «ми всі тепер Кейнсіанці», анонсуючи регулювання заробітних плат та цін. Він узяв цей вираз з коментарів Мілтона Фрідмена у 1965 році.

### Міжнародна економіка

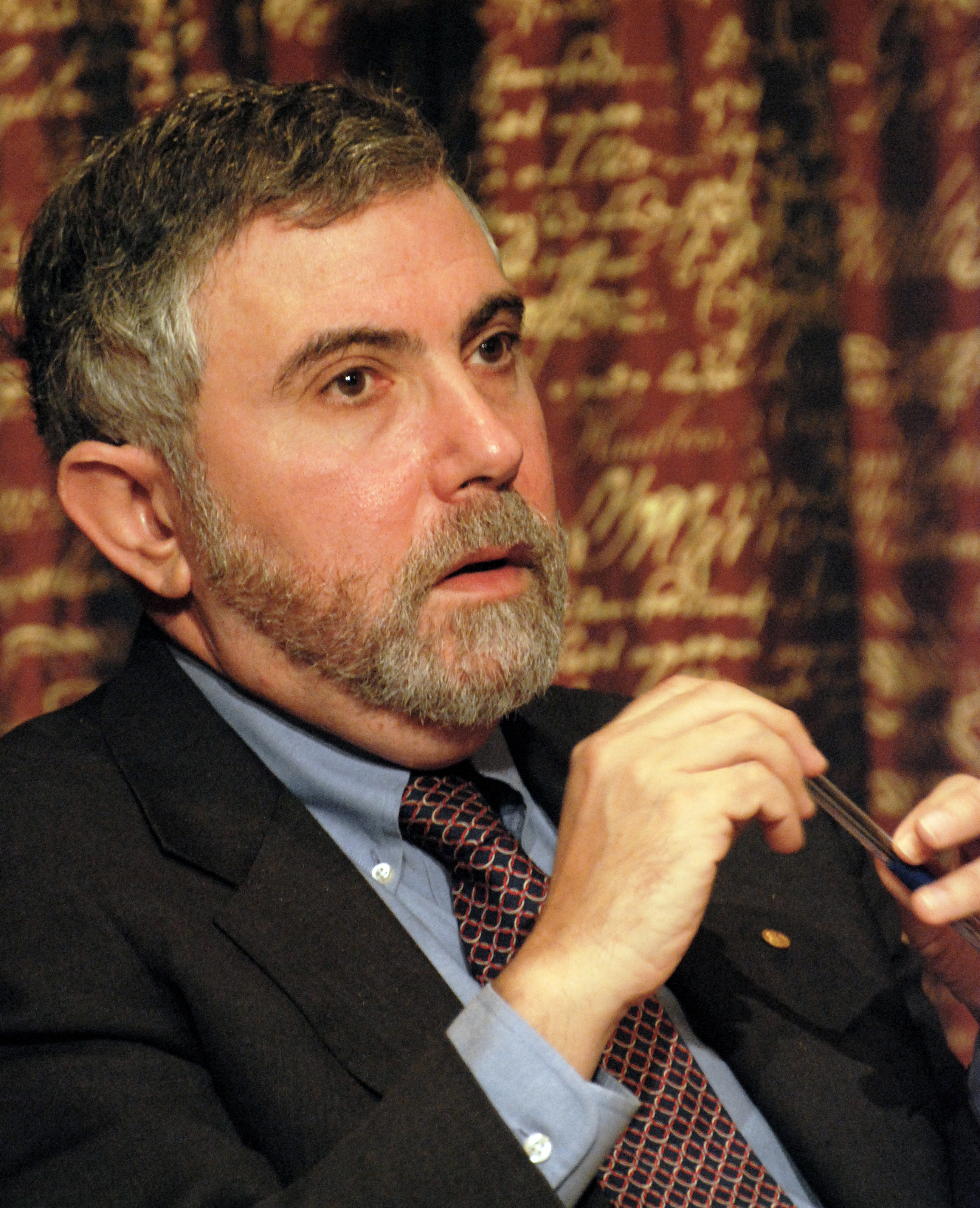
Пол Круґман (1953–)

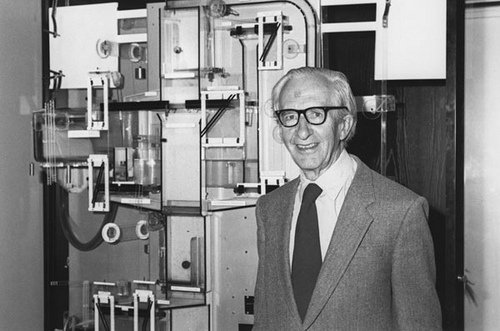
Джеймс Е. Мід (1907—1995)

У 1951 році англійський економіст Джеймс Мід (1907—1995) опублікував «Платіжний баланс» (The Balance of Payments), перший том «Теорії міжнародної економічної політики» (The THeory of International Economic Policy), який запропонував теорію внутрішньої розбіжності (внутрішнього і зовнішнього балансу), і пропагував політичні інструменти для урядів. У 1955 році він опублікував другий том, «Торгівля і добробут» (Trade and Welfare), який запропонував теорію «другого кращого», і пропагував протекціонізм. Він розділив у 1977 році Нобелівську премію з економіки разом з Бертілом Уліном.
У 1979 році американський економіст Пол Круґман (1953–) опублікував статтю, яка заснувала Нову торгову теорію, що намагається пояснити роль зростаючої віддачі масштабу та мережевих ефектів у міжнародній торгівлі. У 1991 році він опублікував статтю, що заснувала Нову економічну географію. Його підручник «Міжнародна економіка» (2007) з'являється серед списків літератури багатьох студентів. У 2008 році він був нагороджений Нобелівською премією з економіки в 2008 році.

### Економіка розвитку

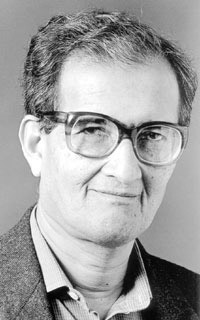
Амартія Сен (1933–)

У 1954 році сент-люсійський економіст сер Артур Льюїс (1915—1991) запропонував модель подвійного сектору економіки розвитку, яка стверджує, що капіталізм розширюється шляхом використання необмеженого запасу робочої сили з відсталого некапіталістичного «сектору проживання», доки не досягне Льюїсового переломного моменту, в якому зарплати починають рости, отримавши за це в 1979 році Нобелівську премію.
У 1955 році американський економіст єврейського походження Саймон Кузнець (1901—1985), який ввів поняття валового внутрішнього продукту (ВВП) у 1934 році, опублікував статтю, що виявляє перевернуту U-подібної форми залежність між нерівністю доходів і економічним зростанням, що означає, що економічне зростання збільшує розрив у рівні доходів між багатими і бідними в бідних країнах, але знижує його в багатих країнах. У 1971 році він отримав Нобелівську премію з економіки.
Індійський економіст Амартія Сен (1933–) висловлював помірний скепсис з приводу обґрунтованості неокласичних припущень, і доволі критично ставився до теорії раціональних очікувань, присвятивши свою роботу економіці розвитку та правам людини.
У 1981 році, Сен опублікував книгу «Бідність і голод: есе щодо права та його позбавлення», в якій він стверджував, що голод виникає не лише від нестачі їжі, а й від нерівностей, вбудованих в механізми розподілу продовольства. Сен також стверджував, що бенгальський голод був викликаний міським економічним бумом, який підняв ціни на продовольство, змусивши мільйони сільських працівників помирати з голоду, коли їх зарплата не наздоганяла ринковий рівень.
На додаток до своєї важливої роботи про причини голоду, робота Сена в галузі розвитку економіки справила неабиякий вплив на формулювання «Звіту про розвиток людства», оприлюдненому програмою розвитку Організації Об'єднаних Націй. Це щорічне видання, яке ранжує країни за низкою економічних і соціальних показників, багато в чому завдячує внескам Сена серед інших теоретиків соціального вибору в галузі економічного виміру бідності та нерівності. Сен був нагороджений Нобелівською премією з економіки у 1998 році.

### Нова економічна історія (Кліометрія)
У 1958 році американські економісти Альфред Х. Конрад (1924—1970) і Джон Р. Меєр (1927—2009) заснували Нову економічну історію, яка в 1960 році була названа Кліометрією американським економістом Стенлі Райтером (1925—2014) на честь Кліо, музи історії. Вона використовує неокласичну економічну теорію для того, щоб переосмислити історичні дані, поширюючись серед академічного товариства, та змушуючи зникати з катедр історії економічних істориків, недосвідчених в економіці. У 1933 році американські економісти-кліометрики Дуглас Сесіл Норт (1920—2015) і Роберт Вільям Фоґель (1926—2013) були нагороджені Нобелівською премією з економіки.

### Теорія суспільного вибору і конституційна економіка

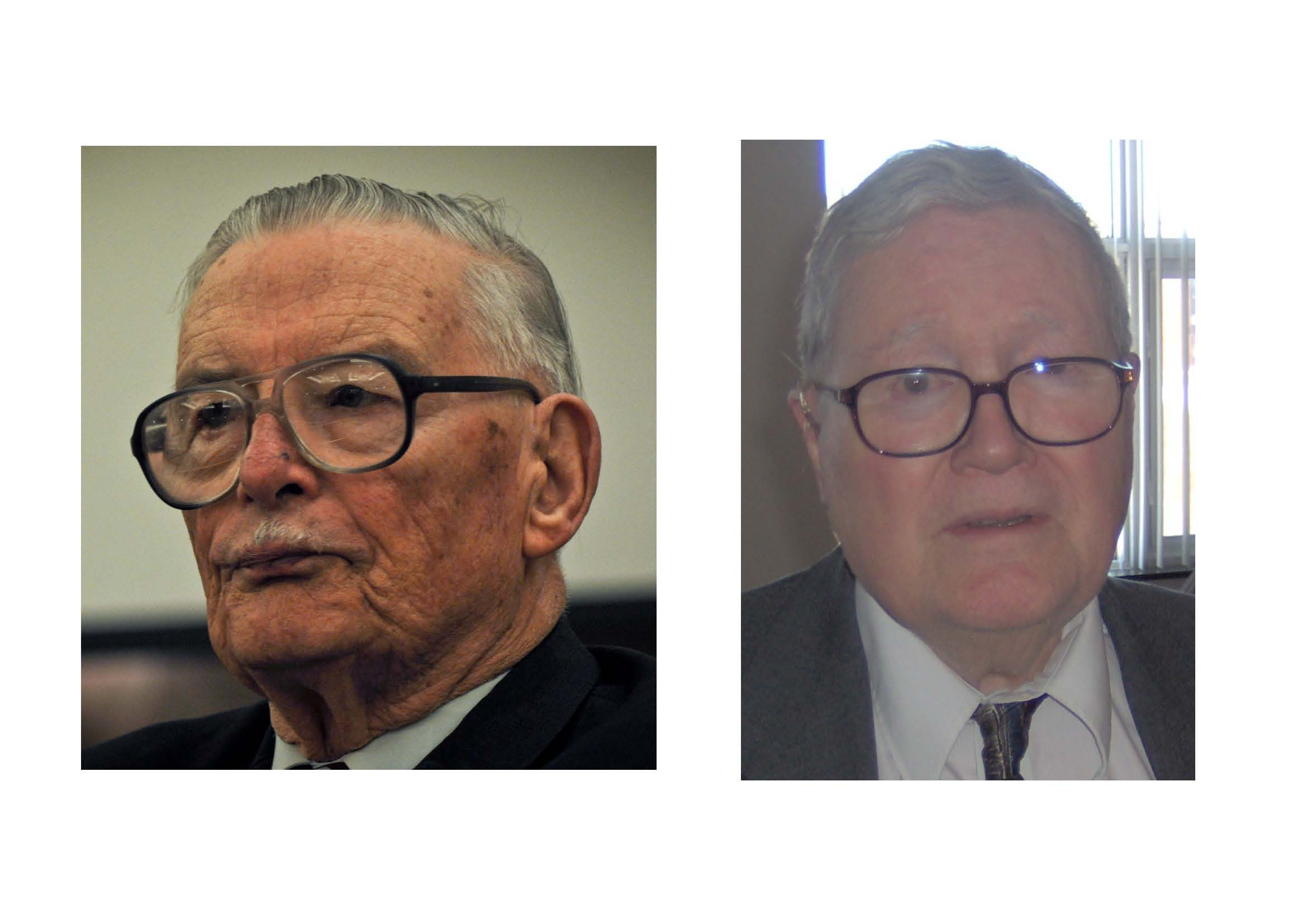
Джеймс Б'юкенен (1919—2013), Ґордон Таллок (1922—2014)

У 1962 році американські економісти Джеймс М. Б'юкенен (1919—2013) і Ґордон Таллок (1922—2014) опублікували книгу «Обрахунок згоди» (The Calculus of Consent), яка відродила Теорію суспільного вибору шляхом виділення політик (правил гри) від суспільної політики (стратегії, які мають бути прийняті в межах правил), заснувавши Конституційну економіку — економічний аналіз конституційного права. Б'юкенен був нагороджений Нобелівською премією з економіки в 1986 році.

### Неможлива трійця

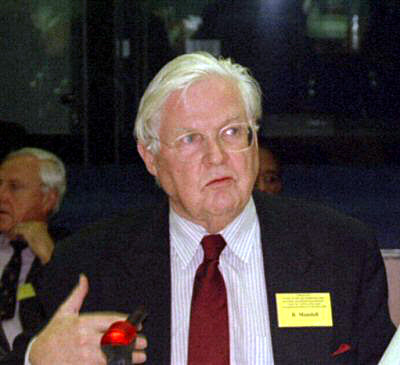
Роберт Манделл (1932–)

У 1962—1963 роках шотландський економіст Маркус Флемінг (1911—1976) і канадський економіст Роберт Манделл (1932–) опублікували модель економіки Манделла-Флемінга, яка є розширенням моделі IS-LM до відкритої економіки, пропонуючи Неможливу трійцю: фіксований обмінний курс, вільний рух капіталу і незалежної грошово-кредитна політика, з яких лише два можуть існувати одночасно. У 1999 році Манделл отримав Нобелівську премію з економіки.

### Ринок корпоративного контролю
У 1965 році американський економіст Генрі Манн (1928—2015) опублікував статтю «Злиття і ринок корпоративного контролю» в Журналі політичної економії, яка стверджує, що зміни в ціні акцій на фондовому ринку будуть відбуватися набагато швидше, коли інсайдерська торгівля заборонена, ніж коли це допускається, засновуючи теорію ринку корпоративного контролю.

### Інформаційна економіка

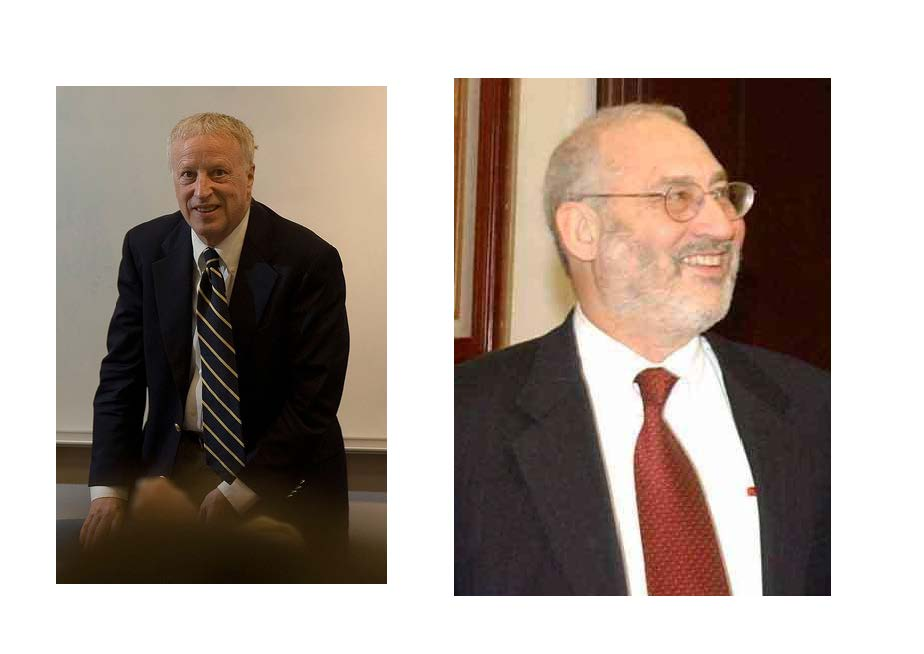
Джордж Акерлоф (1940-), Джозеф Стіґліц (1943-)

У 1970 році Джордж Акерлоф (1940–) опублікував статтю «Ринок лимонів» (The Market for Lemons), засновуючи теорію Інформаційної економіки, отримавши за це у 2001 році Нобелівську премію з економіки.
Джозеф Ю. Стіґліц (1943–) також отримав Нобелівську премію з економіки в 2001 році за свою роботу в Інформаційній економіці. Він обіймав посаду голови Ради економічних консультантів Президента Клінтона, і головного економіста Світового банку. Стіґліц викладав у багатьох університетах, включно з Колумбійським університетом, Стенфордом, Оксфордом, Манчестером, Єльським університетом і Массачусетським технологічним інститутом. В останні роки він став затятим критиком глобальних економічних інститутів. В книзі «Змушуючи глобалізацію працювати» (Making Globalization Work) 2007 року він пропонує свої погляди на проблеми міжнародної економіки:
"Фундаментальна проблема неокласичної моделі і відповідної моделі в умовах ринкового соціалізму в тому, що вони не здатні враховувати ряд проблем, які виникають як наслідок відсутності досконалої інформації та витрат на отримання інформації, тако само як і недоліки в певних ключових ризиках та ринках капіталу."

### Теорія будови ринку

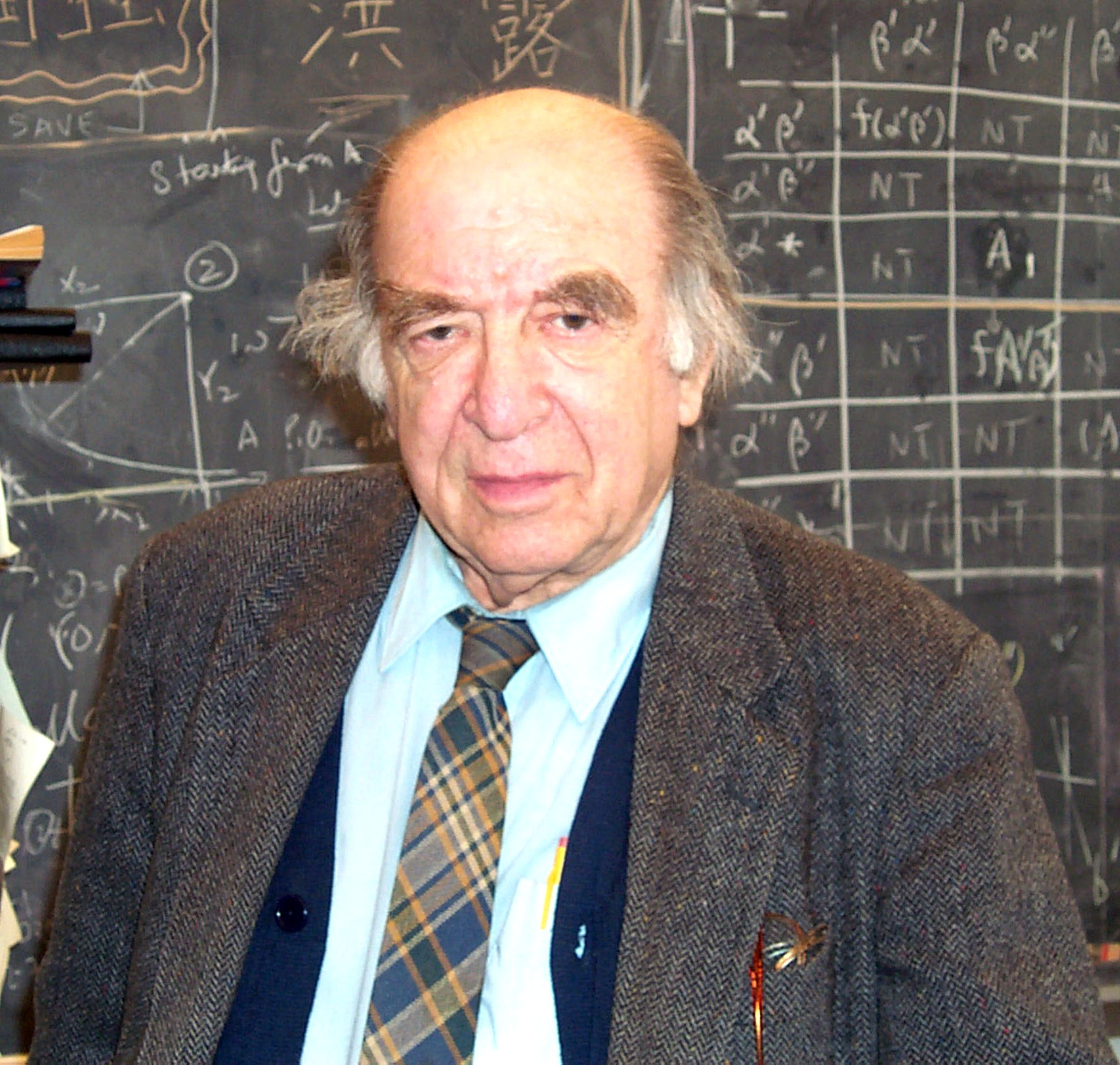
Леонід Гурвич (1917—2008)

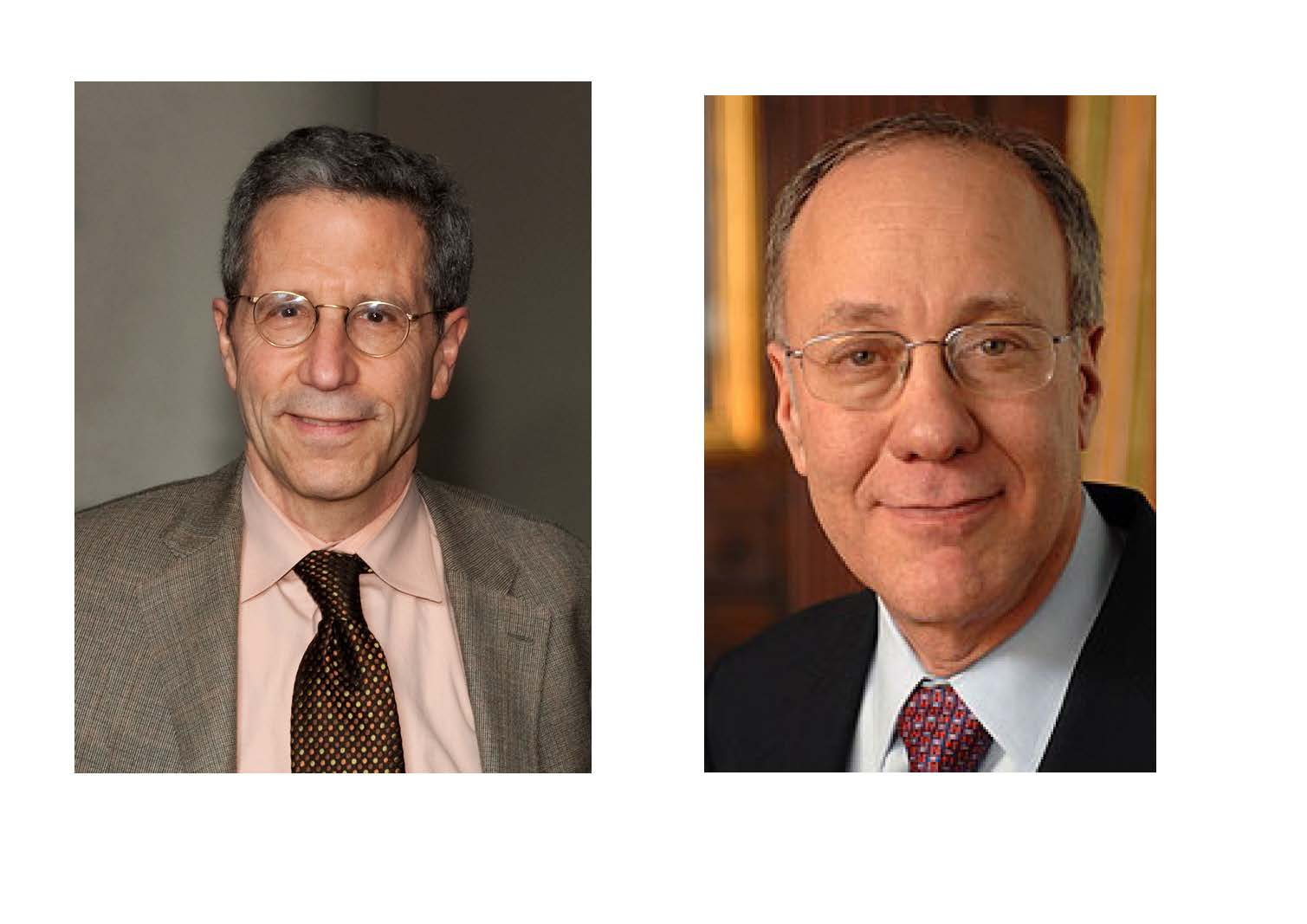
Ерік Мескін (1950-), Роджер Маєрсон (1951-)

У 1973 році польсько-американський математик-економіст Леонід Гурвич (1917—2008) заснував Теорію будови ринку, також відому як Зворотна теорія ігор, яка дозволяє людям розрізняти ситуації, у яких ринки працюють добре від тих, у яких ні, допомагаючи виявити ефективні торгові механізми, схеми регулювання і процедури голосування; він розробив цю теорію з Еріком Мескіном (1950) і Роджером Маєрсоном (1951–), розділивши з ними у 2007 році Нобелівську премію з економіки.

### Крива Лаффера та Рейганоміка
У 1974 році американський економіст Артур Лаффер сформулював криву Лаффера, яка постулює, що за маржинальних податкових ставок 0 % і 100 % не буде отримано жодного податкового доходу, та що повинна існувати хоча б одна ставка, за якої податкові надходження будуть дорівнювати ненульовому максимуму. Ця концепція була імплементована президентом США Рональдом Рейганом на початку 1980-х років, ставши основою Рейганоміки, в започаткуванні якої допомагав американський економіст Пол Крейг Робертс.

### Регулювання ринку
У 1986 році французький економіст Жан Тіроль (1953–) опублікував статтю «Динамічні моделі олігополії», а згодом «Теорію індустріальної організації» (1988), розпочинаючи свій пошук розуміння ринкової сили і регулювання, результуючи Нобелівською премією з економіки в 2014 році.

## Після фінансової кризи 2008 року (XXI століття)

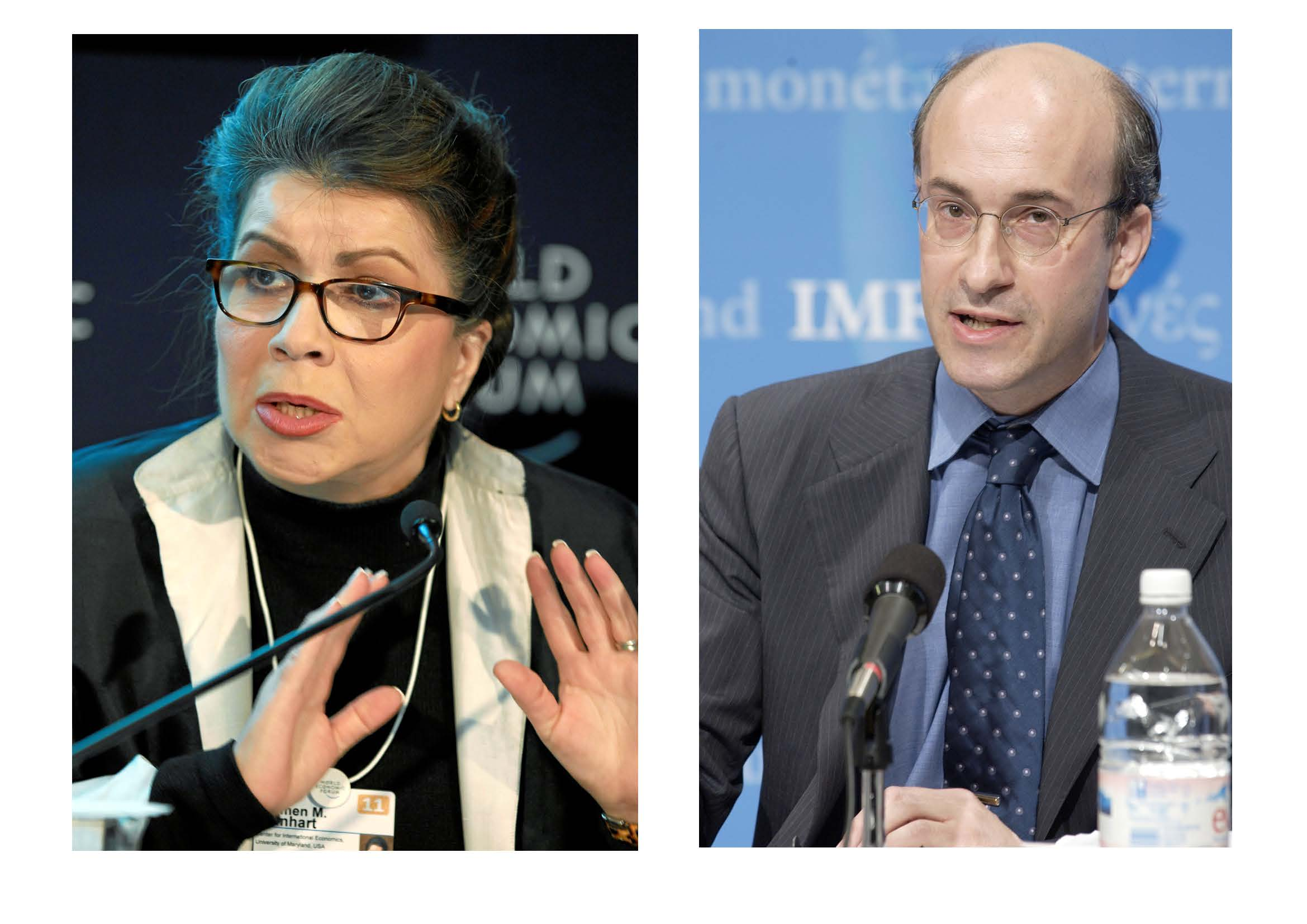
Кармен Рейнхарт(1955) і Кеннет Роґофф (1953-)

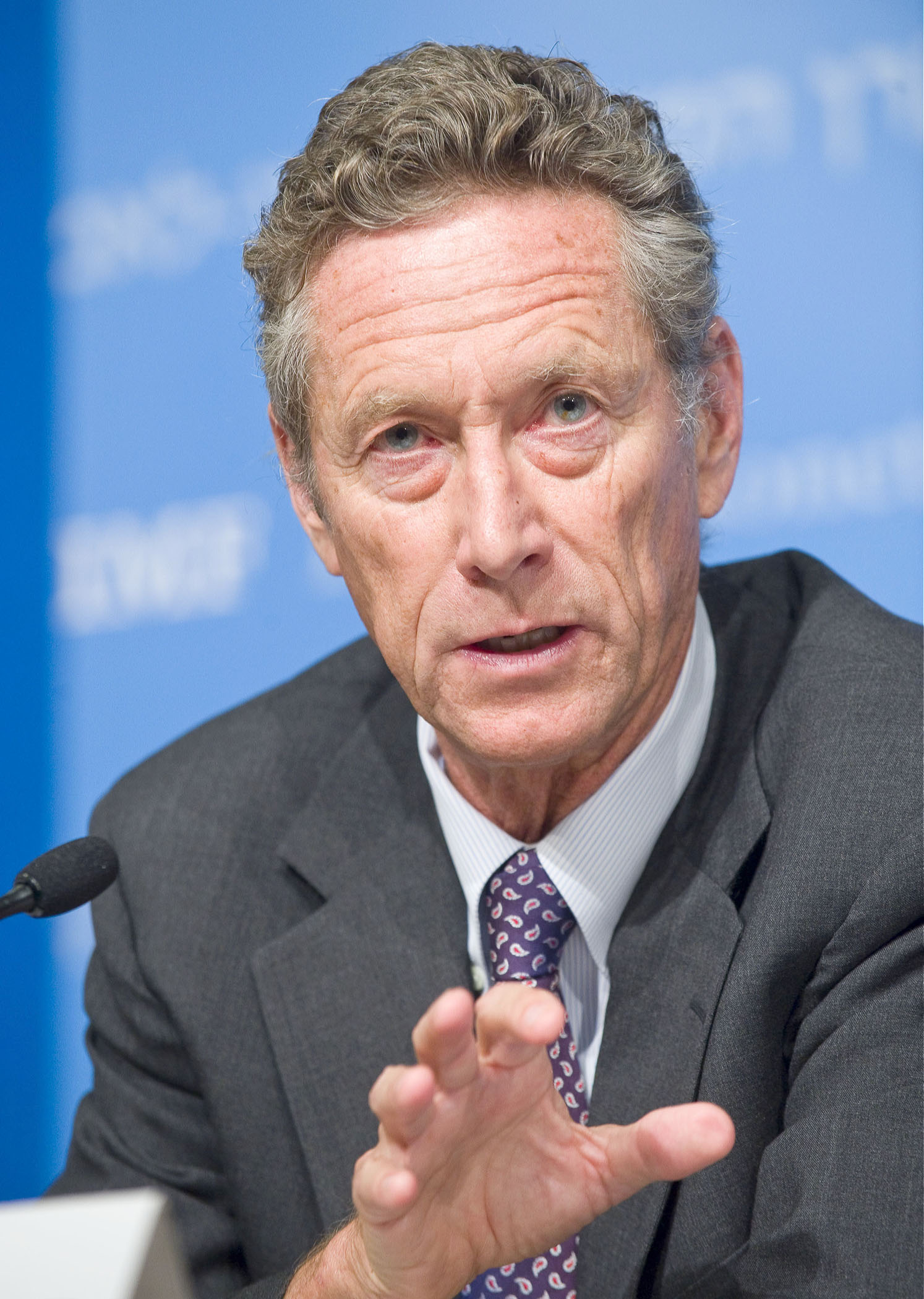
Олів'є Бланшар (1948–)

У 2008 році світ поринув у фінансову кризу, яка призвела до глобальної рецесії. Це спонукало деяких економістів засумніватись в економічній ортодоксії.
Однією з відповідей стало Відродження кейнсіанства 2008—2009 років. Воно виникло як консенсус серед деяких політиків і економістів заради кейнсіанського рішення, яке різко контрастувало з попередньою економічною ортодоксією в підтримку державного втручання в економіку. Серед економістів цієї школи були Домінік Стросс-Кан, Олів'є Бланшар, Ґордон Браун, Пол Круґман, і Мартін Волф.
Жорсткість була ще однією відповіддю, яка передбачала політику скорочення дефіциту державного бюджету. Політики жорсткої економії можуть включати скорочення витрат, підвищення податків, або суміш обох. Дві впливові наукові статті підтримують цю позицію. Першою є «Великі зміни в фіскальній політиці: податки проти видатків», опублікована в жовтні 2009 року Альберто Алесіною і Сільвією Арданьєю. Вона погоджувалась з думкою, що фіскальні заходи жорсткої економії не шкодили економіці, а насправді допомагали її відновленню. Другою є «Зростання в часи боргів», опублікована в 2010 році Карменом Рейнхартом і Кеннетом Роґоффом. Вона проаналізувала державний борг та зростання ВВП серед 20 країн з розвиненою економікою і стверджувала, що країни з великим боргом виросли на -0.1 % після Другої світової війни. Багато урядів погодились з цим і прийняли курс жорсткої економії.
У квітні 2013 року МВФ та Інститут Рузвельта виявили недоліки основного розрахунку статті Рейнхарта-Роґоффа, стверджуючи, що, коли недоліки були виправлені, зростання країн з «великим боргом» становило +2.2 %, що значно вище, ніж в оригінальній статті. Після цього, 6 червня 2013 Пол Круґман опублікував статтю «Як справа жорсткої економії розсипалась» в Нью-Йоркському огляді книг, стверджуючи, що справа для жорсткої економії була фундаментально помилковою, і закликаючи покінчити із цими заходами.

## Подальше читання

### Книги
- An Outline of the History of Economic Thought (2nd Edition), (2003) Ernesto Screpanti and Stefano Zamagni
- The Penguin History of Economics, (2002), Roger Backhouse.
- Blaug, Mark (1985). Economic Theory in Retrospect (PDF) (вид. 4th). Cambridge: Cambridge University Press. ISBN 0521316448. Архів оригіналу (PDF contains full book) за 22 грудня 2014. Процитовано 18 квітня 2017.

### Журнали
- Європейський журнал історії економічної думки [Архівовано 14 вересня 2009 у Wayback Machine.] (Велика Британія)
- Історія економічних ідей [Архівовано 26 травня 2017 у Wayback Machine.] (Італія)
- Історія економіки Огляд (Австралія)
- Історія економічної думки [Архівовано 3 березня 2016 у Wayback Machine.] (Японія)
- Історія політичної економії (США)
- Журнал історії економічної думки [Архівовано 4 серпня 2016 у Wayback Machine.] (Велика Британія)